# 苫小牧市
苫小牧市（とまこまいし）は、北海道中南部（道央地方）の胆振総合振興局にある市。計量特定市。

## 概要
寛政12年（1800年）に蝦夷地の警備と開拓のため八王子千人同心が勇武津（勇払）に入植。過酷な自然条件などにより4年で土地を離れるも苫小牧の礎となる。1873年（明治6年）に開拓使が勇払郡出張所を苫細（苫小牧）に移転。これを苫小牧の開基としている。もとは苫小牧村として広い地域を占めたが、数次の分村をへて境域を縮小し、大正7年から苫小牧町となる。
豊富な水と木材資源に恵まれていた苫小牧には明治43年に竣工した王子製紙会社の工場をはじめとして製紙業が進出。その後、石炭を機能的に流通させるために「勇払築港論」が提唱され、苫小牧に工業港の必要性が認められて1951年（昭和26年）に起工。1963年（昭和38年）に世界初の内陸掘込港湾となる苫小牧港（西港）が開港。1980年（昭和55年）には東港が開港。札幌都市圏に最も近い太平洋岸の港であり、新千歳空港にも近接している利便性から北海道工業地域を代表する工業都市・港湾都市になった。苫小牧港の内航取扱貨物量は日本一の取扱量となっている。苫小牧東部地域（苫東）には世界最大級の地上タンク方式による石油備蓄施設がある。
苫小牧市はホッキ貝（ウバガイ）の漁獲量日本一を誇り、2002年（平成14年）には「市の貝」として制定された。苫小牧市の水道水は厚生省（現・厚生労働省）の「おいしい水研究会」が選んだ「全国の水道水がおいしい都市ベスト32」に入選している。また、スポーツを通じた健康づくりとまちづくりにも積極的であり、1966年（昭和41年）には日本国内初となる「スポーツ都市宣言」をしている。1995年（平成7年）からは「スポーツマスター制度」を実施し、苫小牧に縁があり国内外のスポーツ分野で活躍した者の功績と栄誉を称えるとともに、市民のスポーツ活動への講師や指導を依頼する制度であり、全国の自治体で初めて採り入れている。

### 市名の由来
かつて苫小牧川が流れる一帯を「マコマイ」（アイヌ語で「山奥に入っていく川」）と呼んでいた。さらに、沼のあった旧樽前山神社付近をアイヌ語で沼の意味がある「ト」の字をつけて「ト・マコマイ」と呼んでおり、これが「苫小牧」の語源になったという説や、「マコマイ」川の旧河道・河口を指す「トゥマコマイ tu-makomai」（現在の苫小牧市立病院南300 m地点）を語源とする説もある。
文献上の初出は、松浦武四郎の「初航蝦夷日記」中に出てくる「トフマコマフ」とする地名。その後、1869年（明治2年）に勇払郡を統治した高知藩がカタカナで「トマコマイ」と表記しさまざまな漢字か当てられたが、1873年（明治6年）2月に「苫細」と漢字表記される。同年、札幌本道が開通すると開拓使出張所が勇払から移転。駅逓所が設けられることになり、東京開拓使出張所（実質的な開拓使の最高決定機関）が駅名の検討を開始。地名の苫細が「苫小牧」となり、同年11月8日の太政官布告第三六四号にて確定した。しかし、この変更は勇払郡開拓使出張所（地元）に伝わっておらず、翌年、別の公文書にて苫小牧が使われていたことから変更されていたことが発覚。東京出張所に変更を求めたが認められなかった。苫小牧郵便取扱所（後の苫小牧郵便局）の文書によると、1874年（明治7年）8月20日に字名を「苫細」から「苫小牧」に改めたという。

## 地理
市域は東西39.9 km、南北23.6 kmに渡り、面積は561.61 km2である。市街地は東西に広がっている。千歳市との境には溶岩円頂丘（ドーム）を持った三重式火山の樽前山（活火山）があり、市東部には日本初のバードサンクチュアリに指定され、国の鳥獣保護区やラムサール条約登録湿地にも指定されているウトナイ湖があるなど、近郊には希少な自然が残されている。樽前山を含む周辺一帯は支笏洞爺国立公園の区域となっている。

### 地形

#### 山地
主な山
- 樽前山（1,041 m）
- モラップ山（506.6 m）
- 丸山遠見（327.4 m）
- 坊主山（36.8 m）

#### 河川
主な川
- 別々川
- 錦多峰川
- 有珠川
- 苫小牧川
- 幌内川
- 勇払川
- 旧勇払川
- 美々川
- 安平川
- 明野川

#### 湖沼
主な湖
- ウトナイ湖

主な沼
- 樽前大沼
- 錦大沼
- 錦小沼
- マッカ沼
- 口無沼
- ナカイチ沼
- ウトナイ湖
- 丹治沼（白鳥湖）
- 弁天沼

### 土地
平野
- 勇払平野

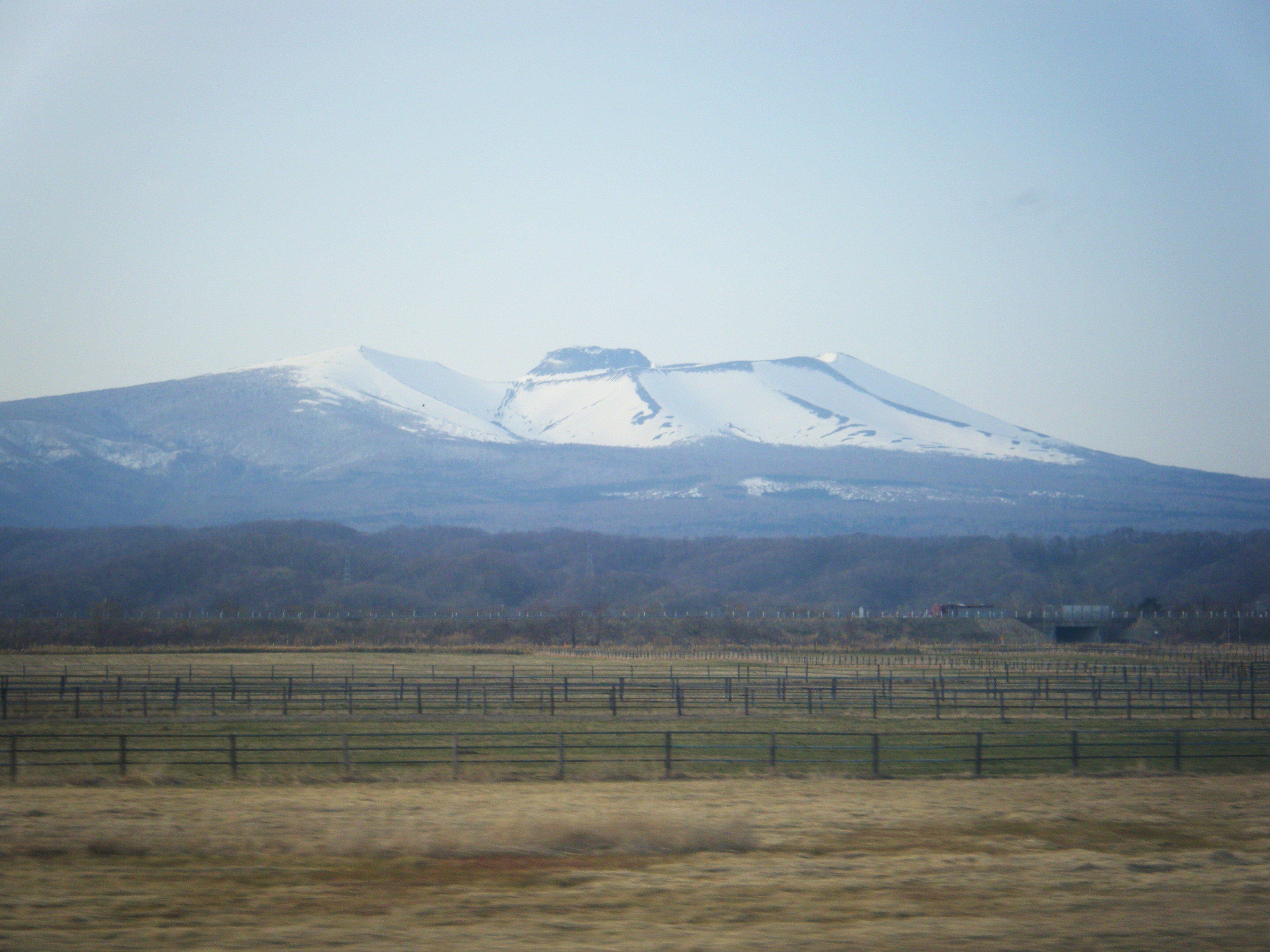
白老方面から眺めた樽前山
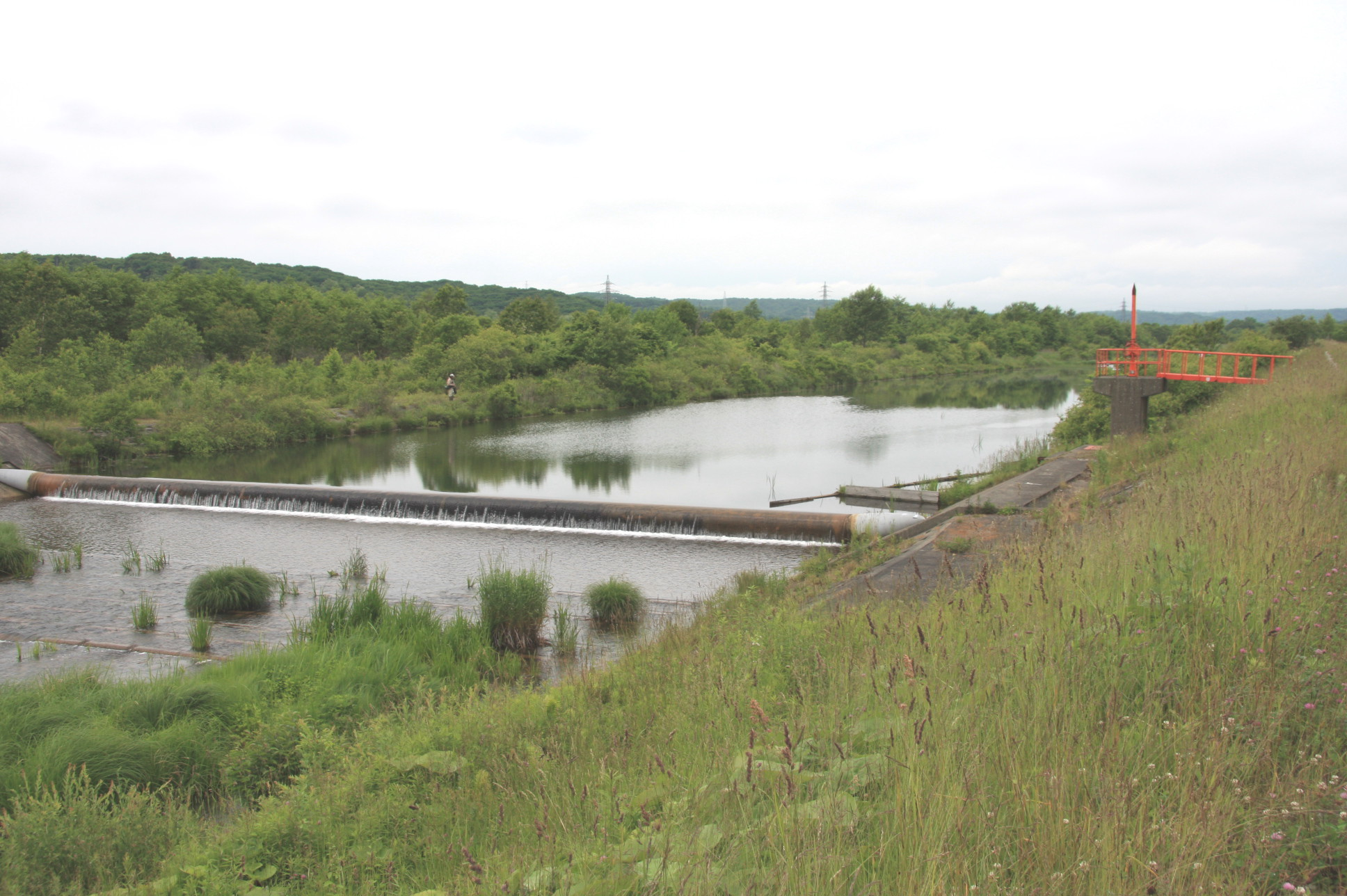
苫小牧川の取水堰（2012年7月）
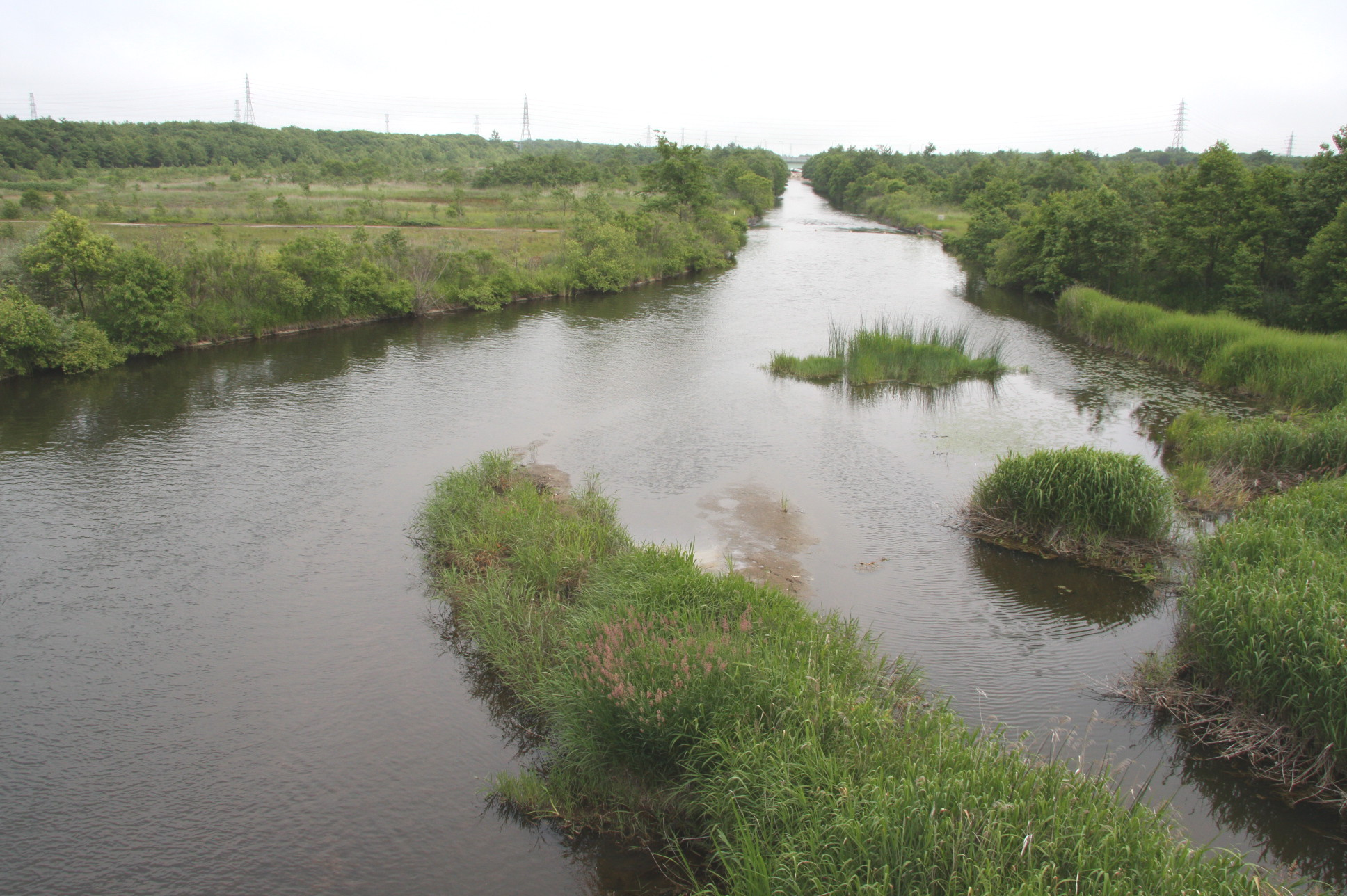
沼ノ端橋から見た勇払川（2012年6月）
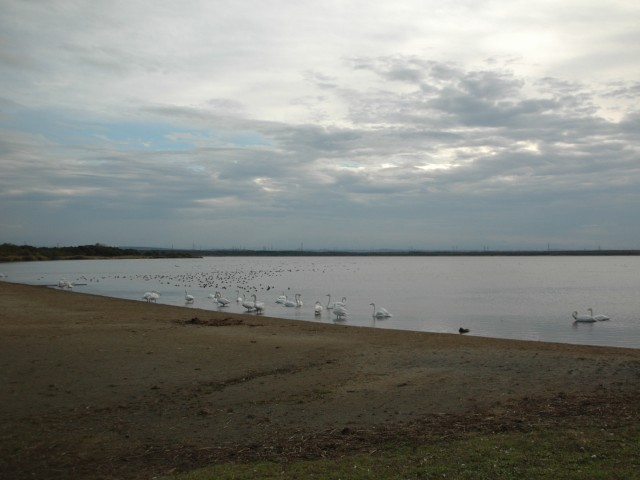
白鳥が飛来したウトナイ湖（2005年10月）

### 気候
太平洋に面しているため太平洋側気候、海洋性気候で夏は涼しく、冬は北海道の中では比較的温和で積雪量も少ない地域となっている。年間の平均降雪量は145 cmと札幌市（479cm）の約3分の1である。1日の最深積雪量は1968年（昭和43年）2月20日の47 cm、1年の年間降雪量は2005年（平成17年）の245 cmとなっている。1942年（昭和17年）の観測開始以来の最低気温は1945年（昭和20年）1月18日の-21.3℃、1961年以降では1977年（昭和52年）2月2日の-20.9℃、2000年代に入ってからは2000年（平成12年）1月26日の-19.2℃が最も低い気温である。観測開始以来の最高気温は2007年（平成19年）8月15日の35.5℃である。2014年（平成26年）9月11日には、発達した低気圧の影響により初めて大雨の「特別警報」が発表された。
| 苫小牧特別地域気象観測所（苫小牧市しらかば町、標高6m）の気候 | 苫小牧特別地域気象観測所（苫小牧市しらかば町、標高6m）の気候 | 苫小牧特別地域気象観測所（苫小牧市しらかば町、標高6m）の気候 | 苫小牧特別地域気象観測所（苫小牧市しらかば町、標高6m）の気候 | 苫小牧特別地域気象観測所（苫小牧市しらかば町、標高6m）の気候 | 苫小牧特別地域気象観測所（苫小牧市しらかば町、標高6m）の気候 | 苫小牧特別地域気象観測所（苫小牧市しらかば町、標高6m）の気候 | 苫小牧特別地域気象観測所（苫小牧市しらかば町、標高6m）の気候 | 苫小牧特別地域気象観測所（苫小牧市しらかば町、標高6m）の気候 | 苫小牧特別地域気象観測所（苫小牧市しらかば町、標高6m）の気候 | 苫小牧特別地域気象観測所（苫小牧市しらかば町、標高6m）の気候 | 苫小牧特別地域気象観測所（苫小牧市しらかば町、標高6m）の気候 | 苫小牧特別地域気象観測所（苫小牧市しらかば町、標高6m）の気候 | 苫小牧特別地域気象観測所（苫小牧市しらかば町、標高6m）の気候 |
| 月                                                           | 1月                                                          | 2月                                                          | 3月                                                          | 4月                                                          | 5月                                                          | 6月                                                          | 7月                                                          | 8月                                                          | 9月                                                          | 10月                                                         | 11月                                                         | 12月                                                         | 年                                                           |
| ------------------------------------------------------------ | ------------------------------------------------------------ | ------------------------------------------------------------ | ------------------------------------------------------------ | ------------------------------------------------------------ | ------------------------------------------------------------ | ------------------------------------------------------------ | ------------------------------------------------------------ | ------------------------------------------------------------ | ------------------------------------------------------------ | ------------------------------------------------------------ | ------------------------------------------------------------ | ------------------------------------------------------------ | ------------------------------------------------------------ |
| 最高気温記録 °C （°F）                                       | 10.0 (50)                                                    | 12.7 (54.9)                                                  | 15.5 (59.9)                                                  | 21.8 (71.2)                                                  | 27.3 (81.1)                                                  | 30.6 (87.1)                                                  | 33.8 (92.8)                                                  | 35.5 (95.9)                                                  | 29.5 (85.1)                                                  | 27.2 (81)                                                    | 20.5 (68.9)                                                  | 14.8 (58.6)                                                  | 35.5 (95.9)                                                  |
| 平均最高気温 °C （°F）                                       | 0.5 (32.9)                                                   | 0.9 (33.6)                                                   | 4.4 (39.9)                                                   | 9.6 (49.3)                                                   | 14.1 (57.4)                                                  | 17.3 (63.1)                                                  | 21.0 (69.8)                                                  | 23.4 (74.1)                                                  | 21.7 (71.1)                                                  | 16.2 (61.2)                                                  | 9.2 (48.6)                                                   | 2.8 (37)                                                     | 11.8 (53.2)                                                  |
| 日平均気温 °C （°F）                                         | −3.6 (25.5)                                                  | −3.2 (26.2)                                                  | 0.5 (32.9)                                                   | 5.3 (41.5)                                                   | 10.0 (50)                                                    | 14.0 (57.2)                                                  | 18.2 (64.8)                                                  | 20.4 (68.7)                                                  | 17.8 (64)                                                    | 11.5 (52.7)                                                  | 4.9 (40.8)                                                   | −1.2 (29.8)                                                  | 7.9 (46.2)                                                   |
| 平均最低気温 °C （°F）                                       | −8.1 (17.4)                                                  | −7.9 (17.8)                                                  | −3.7 (25.3)                                                  | 1.3 (34.3)                                                   | 6.6 (43.9)                                                   | 11.5 (52.7)                                                  | 16.1 (61)                                                    | 18.0 (64.4)                                                  | 13.8 (56.8)                                                  | 6.4 (43.5)                                                   | 0.2 (32.4)                                                   | −5.4 (22.3)                                                  | 4.1 (39.4)                                                   |
| 最低気温記録 °C （°F）                                       | −21.3 (−6.3)                                                 | −20.9 (−5.6)                                                 | −19.8 (−3.6)                                                 | −9.8 (14.4)                                                  | −4.2 (24.4)                                                  | 1.8 (35.2)                                                   | 6.5 (43.7)                                                   | 9.2 (48.6)                                                   | 2.4 (36.3)                                                   | −5.1 (22.8)                                                  | −12.6 (9.3)                                                  | −20.4 (−4.7)                                                 | −21.3 (−6.3)                                                 |
| 降水量 mm （inch）                                           | 38.7 (1.524)                                                 | 37.5 (1.476)                                                 | 53.5 (2.106)                                                 | 75.7 (2.98)                                                  | 130.8 (5.15)                                                 | 111.6 (4.394)                                                | 163.5 (6.437)                                                | 197.5 (7.776)                                                | 174.9 (6.886)                                                | 113.2 (4.457)                                                | 85.7 (3.374)                                                 | 56.6 (2.228)                                                 | 1,239.2 (48.787)                                             |
| 降雪量 cm （inch）                                           | 42 (16.5)                                                    | 42 (16.5)                                                    | 26 (10.2)                                                    | 2 (0.8)                                                      | 0 (0)                                                        | 0 (0)                                                        | 0 (0)                                                        | 0 (0)                                                        | 0 (0)                                                        | 0 (0)                                                        | 4 (1.6)                                                      | 29 (11.4)                                                    | 145 (57.1)                                                   |
| 平均降水日数 （≥0.5 mm）                                     | 11.0                                                         | 10.6                                                         | 13.0                                                         | 11.5                                                         | 11.5                                                         | 11.0                                                         | 13.5                                                         | 13.7                                                         | 12.3                                                         | 11.8                                                         | 11.4                                                         | 11.2                                                         | 142.5                                                        |
| 平均降雪日数                                                 | 23.3                                                         | 21.1                                                         | 20.3                                                         | 6.4                                                          | 0.0                                                          | 0.0                                                          | 0.0                                                          | 0.0                                                          | 0.0                                                          | 1.2                                                          | 9.7                                                          | 20.8                                                         | 103.5                                                        |
| % 湿度                                                       | 70                                                           | 70                                                           | 71                                                           | 74                                                           | 79                                                           | 86                                                           | 88                                                           | 86                                                           | 80                                                           | 74                                                           | 71                                                           | 70                                                           | 77                                                           |
| 平均月間日照時間                                             | 142.0                                                        | 144.7                                                        | 165.6                                                        | 173.5                                                        | 171.9                                                        | 119.7                                                        | 108.1                                                        | 122.2                                                        | 153.1                                                        | 156.0                                                        | 127.1                                                        | 127.6                                                        | 1,711.5                                                      |
| 出典：気象庁（平均値：1991年 - 2020年、極値：1942年 - 現在） |                                                              |                                                              |                                                              |                                                              |                                                              |                                                              |                                                              |                                                              |                                                              |                                                              |                                                              |                                                              |                                                              |

| 旧苫小牧測候所（弥生町）・1961 - 1990年平均の気候 | 旧苫小牧測候所（弥生町）・1961 - 1990年平均の気候 | 旧苫小牧測候所（弥生町）・1961 - 1990年平均の気候 | 旧苫小牧測候所（弥生町）・1961 - 1990年平均の気候 | 旧苫小牧測候所（弥生町）・1961 - 1990年平均の気候 | 旧苫小牧測候所（弥生町）・1961 - 1990年平均の気候 | 旧苫小牧測候所（弥生町）・1961 - 1990年平均の気候 | 旧苫小牧測候所（弥生町）・1961 - 1990年平均の気候 | 旧苫小牧測候所（弥生町）・1961 - 1990年平均の気候 | 旧苫小牧測候所（弥生町）・1961 - 1990年平均の気候 | 旧苫小牧測候所（弥生町）・1961 - 1990年平均の気候 | 旧苫小牧測候所（弥生町）・1961 - 1990年平均の気候 | 旧苫小牧測候所（弥生町）・1961 - 1990年平均の気候 | 旧苫小牧測候所（弥生町）・1961 - 1990年平均の気候 |
| 月                                                | 1月                                               | 2月                                               | 3月                                               | 4月                                               | 5月                                               | 6月                                               | 7月                                               | 8月                                               | 9月                                               | 10月                                              | 11月                                              | 12月                                              | 年                                                |
| ------------------------------------------------- | ------------------------------------------------- | ------------------------------------------------- | ------------------------------------------------- | ------------------------------------------------- | ------------------------------------------------- | ------------------------------------------------- | ------------------------------------------------- | ------------------------------------------------- | ------------------------------------------------- | ------------------------------------------------- | ------------------------------------------------- | ------------------------------------------------- | ------------------------------------------------- |
| 平均最高気温 °C （°F）                            | −0.4 (31.3)                                       | −0.3 (31.5)                                       | 2.9 (37.2)                                        | 8.3 (46.9)                                        | 13.0 (55.4)                                       | 16.2 (61.2)                                       | 20.1 (68.2)                                       | 22.7 (72.9)                                       | 20.5 (68.9)                                       | 15.2 (59.4)                                       | 8.4 (47.1)                                        | 2.6 (36.7)                                        | 10.8 (51.4)                                       |
| 日平均気温 °C （°F）                              | −4.6 (23.7)                                       | −4.2 (24.4)                                       | −0.6 (30.9)                                       | 4.6 (40.3)                                        | 9.3 (48.7)                                        | 13.2 (55.8)                                       | 17.5 (63.5)                                       | 20.1 (68.2)                                       | 16.7 (62.1)                                       | 10.5 (50.9)                                       | 4.2 (39.6)                                        | −1.4 (29.5)                                       | 7.1 (44.8)                                        |
| 平均最低気温 °C （°F）                            | −9.3 (15.3)                                       | −8.9 (16)                                         | −4.5 (23.9)                                       | 0.9 (33.6)                                        | 5.8 (42.4)                                        | 10.6 (51.1)                                       | 15.4 (59.7)                                       | 17.5 (63.5)                                       | 12.4 (54.3)                                       | 5.1 (41.2)                                        | −0.5 (31.1)                                       | −5.8 (21.6)                                       | 3.2 (37.8)                                        |
| 出典：NOAA（1961 - 1990）                         |                                                   |                                                   |                                                   |                                                   |                                                   |                                                   |                                                   |                                                   |                                                   |                                                   |                                                   |                                                   |                                                   |

### 人口
人口は16万人を超え、札幌市・旭川市・函館市に次ぐ道内4番目の人口規模となっている。1980年（昭和55年）には胆振支庁（現在の胆振総合振興局）所在地である室蘭市の人口を、2004年（平成16年）には帯広市の人口を上回った。また、2018年（平成30年）には釧路市の人口を上回り、1970年（昭和45年）に当時の道内人口順位4番目であった小樽市と5番目であった釧路市の順位が変動して以来48年ぶりに道内人口の4番目が入れ替わった。
| |                                          |  |
| 苫小牧市と全国の年齢別人口分布（2005年） | 苫小牧市の年齢・男女別人口分布（2005年） |  |
| ■紫色 ― 苫小牧市 ■緑色 ― 日本全国 | ■青色 ― 男性 ■赤色 ― 女性                |  |
| 苫小牧市（に相当する地域）の人口の推移 \| 1970年（昭和45年） \| 101,573人 \| \| \| 1975年（昭和50年） \| 132,477人 \| \| \| 1980年（昭和55年） \| 151,967人 \| \| \| 1985年（昭和60年） \| 158,061人 \| \| \| 1990年（平成2年） \| 160,118人 \| \| \| 1995年（平成7年） \| 169,328人 \| \| \| 2000年（平成12年） \| 172,086人 \| \| \| 2005年（平成17年） \| 172,758人 \| \| \| 2010年（平成22年） \| 173,406人 \| \| \| 2015年（平成27年） \| 172,737人 \| \| \| 2020年（令和2年） \| 170,113人 \| \| |                                          |  |
| 総務省統計局 国勢調査より |                                          |  |
| 1970年（昭和45年） | 101,573人                                |  |
| 1975年（昭和50年） | 132,477人                                |  |
| 1980年（昭和55年） | 151,967人                                |  |
| 1985年（昭和60年） | 158,061人                                |  |
| 1990年（平成2年） | 160,118人                                |  |
| 1995年（平成7年） | 169,328人                                |  |
| 2000年（平成12年） | 172,086人                                |  |
| 2005年（平成17年） | 172,758人                                |  |
| 2010年（平成22年） | 173,406人                                |  |
| 2015年（平成27年） | 172,737人                                |  |
| 2020年（令和2年） | 170,113人                                |  |

#### 消滅集落
2015年国勢調査によれば、以下の集落は調査時点で人口0人の消滅集落となっている。
- 苫小牧市 - 苫小牧港内、字弁天、字丸山、字沼ノ端鉄南部〜道道、字沼ノ端道道南側、字糸井グリーンヒル団地、あけぼの町、真砂町、入船町、港町

### 隣接する自治体
- 白老郡白老町
- 勇払郡厚真町
- 勇払郡安平町
- 千歳市

## 歴史
「苫小牧の歴史」参照
- 寛政12年（1800年）：八王子千人同心の原新助一行が勇払（鵡川）に移住。
- 明治元年（1868年）：樽前山神社創建。
- 明治02年（1869年）：蝦夷地を北海道と改め、胆振国勇払郡となる。
- 明治03年（1870年）：高知藩が勇払と千歳の分領支配と開拓をはじめる（1872年引揚げ）。
- 1873年（明治06年）：開拓使勇払郡出張所を苫細（苫小牧）に移転（開基記念日）。
- 1874年（明治07年）：苫細の名称を苫小牧に改める。
- 1880年（明治13年）：勇払外5郡役所（勇払・白老・千歳・沙流・新冠・静内）を苫小牧村に設置。
- 1889年（明治22年）：苫小牧村に苫小牧外15ヶ村戸長役場設置。
- 1892年（明治25年）：北海道炭礦鉄道岩見沢—室蘭間（現在の室蘭本線）の開通に伴い苫小牧駅開業。
- 1902年（明治35年）：二級町村制施行。樽前村（たるまえ）、覚生村（おぼっぷ）、錦多峰村（にしたっぷ）、小糸魚村（こいとい）、苫小牧村、勇払村、植苗村が合併して苫小牧村となる。
- 1910年（明治43年）：王子製紙苫小牧工場操業開始。
- 1918年（大正07年）：二級町村制のまま町制施行し、苫小牧町となる。
- 1919年（大正08年）：一級町村制施行。
- 1921年（大正10年）5月1日：苫小牧大火発生（当時の市街地の約3分の1にあたる1,007戸を消失）。端午の節句も近い季節がら、民家に掲げられたこいのぼりに火が燃え移ったことにちなむ「コイノボリ大火」とも呼ばれる[26]。
- 1926年（大正15年）：北海道鉄道札幌線（現在の千歳線）沼ノ端—苗穂間開通。
- 1941年（昭和16年）：『第11回明治神宮国民体育大会』（明治神宮競技大会）冬季大会スケート大会開催。
- 1943年（昭和18年）：大日本再生製紙勇払工場（現在の日本製紙北海道工場勇払事業所）操業開始。
- 1946年（昭和21年）：苫小牧町立病院（現在の苫小牧市立病院）創設。
- 1948年（昭和23年）：市制施行し、苫小牧市となる。
- 1950年（昭和25年）：『観光まつり』（現在の『とまこまい港まつり』）初開催。
- 1954年（昭和29年）：昭和天皇、香淳皇后の行幸啓。東小学校校庭で奉迎が行われた[27]。その後、王子製紙工場を視察[28]。
- 1963年（昭和38年）：苫小牧港開港。
- 1963年（昭和39年）：苫小牧市緑ヶ丘公園開設。
- 1965年（昭和40年）：駒澤大学苫小牧短期大学開校。
- 1966年（昭和41年）：苫小牧港が「外国貿易港」指定。
- 1970年（昭和45年）：NHK室蘭放送局が苫小牧テレビ中継局開局。
- 1971年（昭和46年）：「苫小牧東部開発計画」策定。
- 1972年（昭和47年）：北海道文化放送（UHB）苫小牧中継局開局。カーフェリー就航。
- 1973年（昭和48年）：東京都八王子市と「姉妹都市」提携。出光興産北海道製油所操業開始。
- 1978年（昭和53年）：ニュージーランドのネーピア港と「姉妹港」提携。
- 1979年（昭和54年）：ウトナイ湖が日本国内初の「バードサンクチュアリ」指定[14]。
- 1980年（昭和55年）：『第35回国民体育大会』冬季大会開催。ネーピア市と「姉妹都市」提携。苫小牧東港区供用開始。
- 1981年（昭和56年）：苫小牧港が「特定重要港湾」（現在の国際拠点港湾）指定。
- 1982年（昭和57年）：栃木県日光市と「姉妹都市」提携。苫小牧駅ビル完成し、エスタ苫小牧（2016年閉店）・南北自由通路オープン。
- 1984年（昭和59年）：いすゞ自動車北海道工場（現在のいすゞエンジン製造北海道）操業開始。国家石油備蓄基地オイルイン開始。
- 1985年（昭和60年）：中華人民共和国の秦皇島港と「友好港」提携。
- 1989年（平成元年）：「道央テクノポリス地域」（テクノポリス）指定。『第44回国民体育大会』（はまなす国体）開催。テレビ北海道（TVh）苫小牧中継局開局。
- 1991年（平成03年）：ウトナイ湖と周辺510 haが「ラムサール条約」登録湿地となる[15]。
- 1993年（平成05年）：千歳・苫小牧地方3市4町が「地方拠点都市」指定。トヨタ自動車北海道竣工。
- 1995年（平成07年）：苫小牧市が全国の自治体で初めて「スポーツマスター制度」採用。
- 1997年（平成09年）：入船国際コンテナターミナル完成。苫小牧沖油流出事故発生[29]。
- 1998年（平成10年）：苫小牧駒澤大学開学。中国秦皇島市と「友好都市」提携。岩倉建設が市へ宇宙ステーション「ミール」予備機を寄贈[30]。
- 1999年（平成11年）：苫小牧東港区にカーフェリー就航（日本海航路）。

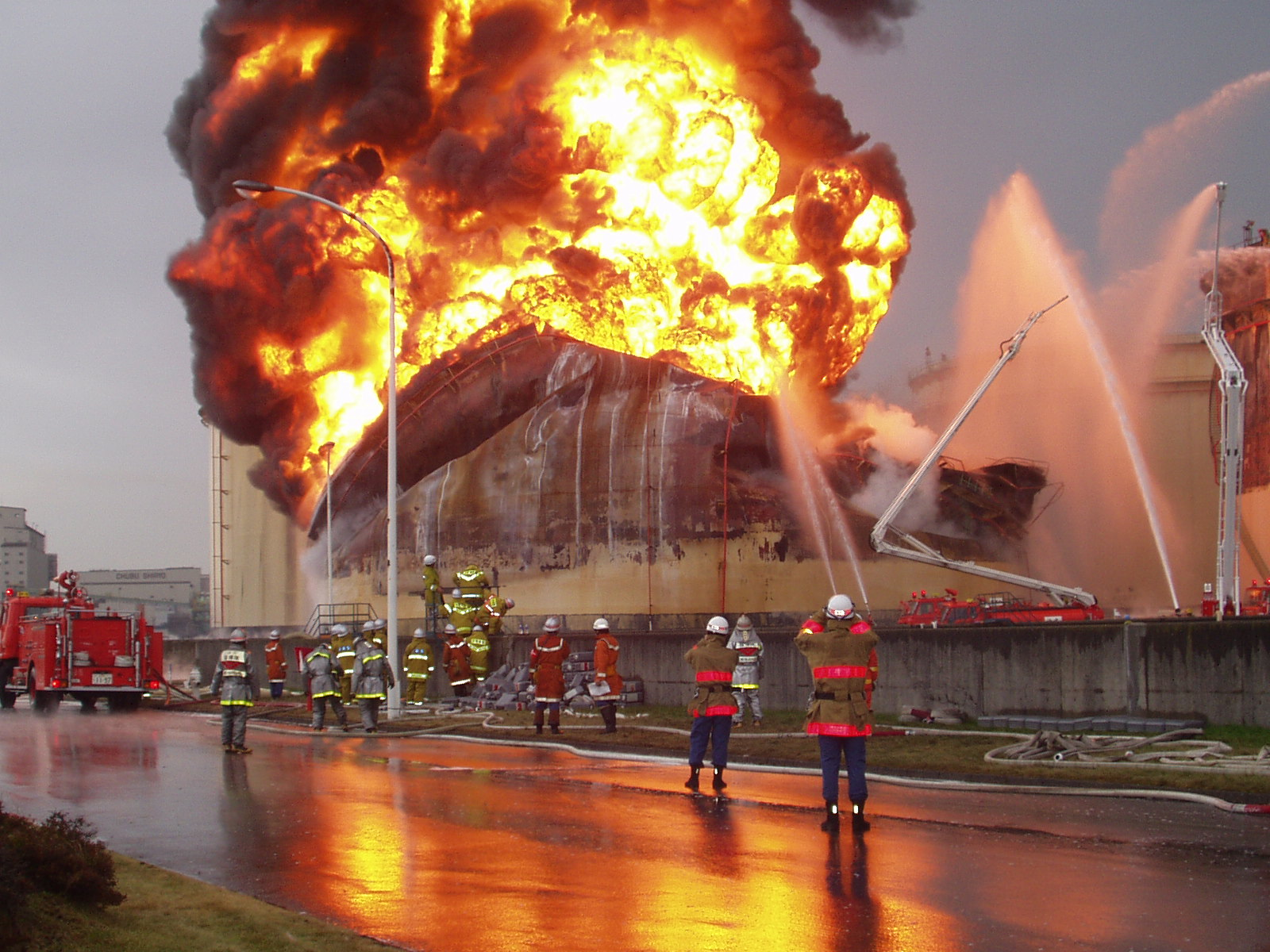
2003年十勝沖地震による苫小牧での石油タンクの火災

- 2003年（平成15年）：「十勝沖地震」発生。出光興産北海道製油所で重油タンクから出火。2日後にはナフサタンクからも出火しともに数十時間燃え続け、日本国内初のタンク全面火災となった[31]。
- 2005年（平成17年）：東港区中央ふ頭多目的国際ターミナル供用開始。
- 2006年（平成18年）：『第61回国民体育大会冬季大会』（氷都とまこまい国体）開催。『全国高等学校選抜アイスホッケー大会』初開催。
- 2007年（平成19年）：静川で『全国植樹祭』開催。NHK室蘭放送局が地上波デジタル放送開始。11月には民放5局が地上波デジタル放送開始[32]。
- 2008年（平成20年）：西港区の国際コンテナターミナルが東港区へ移転。
- 2009年（平成21年）：道の駅ウトナイ湖オープン。
- 2011年（平成23年）：市の公式キャラクター「とまチョップ」誕生[33]。
- 2012年（平成24年）：道南バスが苫小牧市営バス路線を引継ぎ、営業開始。
- 2014年（平成26年）：東胆振1市4町が「定住自立圏」形成協定を締結し、苫小牧市が「中心市宣言」[34]。苫小牧駅南口にふれんどビル（COCOTOMA（ココトマ））オープン[35]。『2014 ブルームボール世界大会 in 苫小牧』開催[36]。
- 2018年（平成30年）：「北海道胆振東部地震」発生。苫小牧市沼ノ端交流センターオープン。
- 2020年（令和02年）：北海道内初のご当地ナンバープレート・苫小牧ナンバーの交付を開始。苫小牧市役所が公式YouTubeチャンネルを開設[37]。苫小牧中央IC供用開始。

## 町名

### 町名一覧
出典:
(未):住居表示未実施

#### 西部
苫小牧川以西
- 有明町
- 字糸井(未)
- 有珠の沢町
- 永福町
- 柏木町
- 川沿町
- 錦西町
- 小糸井町
- 光洋町
- 桜木町
- 桜坂町
- しらかば町
- 澄川町
- 青雲町
- ときわ町
- 豊川町
- 字錦岡(未)
- 日新町
- のぞみ町
- はまなす町
- 日吉町
- 北星町
- 美原町
- 宮の森町
- 宮前町
- 明徳町
- もえぎ町

#### 中央部
苫小牧川以東、幌内川以西
- 青葉町
- 旭町
- 泉町
- 入船町
- 王子町
- 大町
- 音羽町
- 表町
- 春日町
- 木場町
- 啓北町
- 寿町
- 幸町
- 栄町
- 三光町
- 汐見町
- 清水町
- 白金町
- 新富町
- 新中野町
- 末広町
- 住吉町
- 大成町
- 字高丘(未)
- 高砂町
- 錦町
- 花園町
- 浜町
- 日の出町
- 双葉町
- 船見町
- 北光町
- 本町
- 本幸町
- 松風町
- 美園町
- 緑町
- 港町
- 見山町
- 元町
- 元中野町
- 矢代町
- 山手町
- 弥生町
- 若草町

#### 東部
幌内川以東
- 明野新町
- 明野元町
- あけぼの町
- 一本松町(未)
- 字植苗(未)
- ウトナイ北
- ウトナイ南
- 新開町
- 新明町
- 拓勇西町
- 拓勇東町
- 東開町
- 字沼ノ端(未)
- 沼ノ端中央
- 晴海町(未)
- 北栄町
- 真砂町(未)
- 柳町
- 字勇払(未)

#### 郊外
- 字柏原(未)
- 字静川(未)
- 字樽前(未)
- 字弁天(未)
- 字丸山(未)
- 字美沢(未)

## 政治

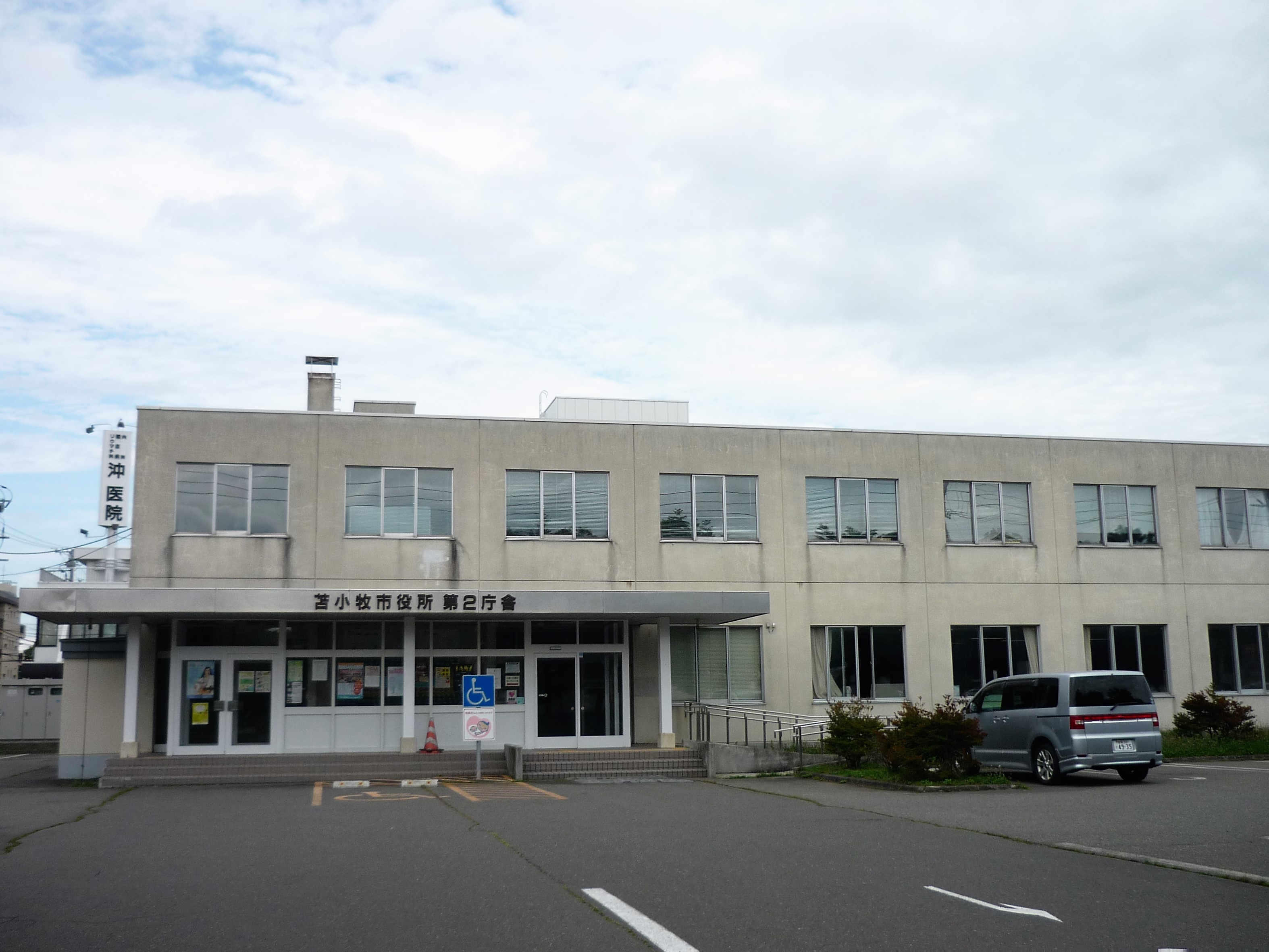
苫小牧市役所第2庁舎（2018年8月）

### 行政

#### 役所
- 苫小牧市役所
  - 沼ノ端出張所
  - 勇払出張所
  - のぞみ出張所
  - 駅前証明取扱所
  - 住吉証明取扱所
  - 豊川証明取扱所

#### 市長
歴代市長
| 名前       | 就任年月日                | 退任年月日                |
| ---------- | ------------------------- | ------------------------- |
| 田中正太郎 | 1948年（昭和23年）4月     | 1963年（昭和38年）4月     |
| 大泉源郎   | 1963年（昭和38年）5月     | 1983年（昭和58年）4月     |
| 板谷実     | 1983年（昭和58年）5月     | 1987年（昭和62年）4月     |
| 鳥越忠行   | 1987年（昭和62年）5月1日  | 2003年（平成15年）4月30日 |
| 桜井忠     | 2003年（平成15年）5月1日  | 2006年（平成18年）5月31日 |
| 岩倉博文   | 2006年（平成18年）7月10日 | 2024年（令和6年）11月5日  |
| 金澤俊     | 2024年（令和6年）12月8日  | 現職                      |

#### 市民憲章･都市宣言
苫小牧市民憲章
都市宣言
- スポーツ都市宣言（昭和41年11月8日議決）[41]
- 人間環境都市宣言（昭和48年11月7日議決）[41]
- 苫小牧市男女平等参画都市宣言（平成25年11月17日宣言）[41]

### 議会

#### 市議会
- 定数：28名
- 定例会：年4回（2月・6月・9月・12月）
- 臨時会
- 委員会
  - 常任委員会
    - 総務常任委員会
    - 厚生常任委員会
    - 文教経済常任委員会
    - 建設常任委員会

  - 議会運営委員会
  - 特別委員会
    - 総合開発特別委員会
    - 安全・安心及び市民ホールに関する特別委員会

| 会派名             | 人数 |
| ------------------ | ---- |
| 緑風（りょくふう） | 8人  |
| 公明党議員団       | 5人  |
| 民主クラブ         | 5人  |
| 改革フォーラム     | 4人  |
| 日本共産党市議団   | 3人  |
| 会派市民           | 2人  |
| 無所属             | 1人  |

#### 道議会
- 苫小牧市選挙区
- 定数：3名
- 任期：2023年（令和5年）5月1日～2027年（令和9年）4月30日

| 議員名   | 会派名                 | 備考                 |
| -------- | ---------------------- | -------------------- |
| 沖田清志 | 民主・道民連合         | 所属党派は立憲民主党 |
| 板谷良久 | 自民党・道民会議       |                      |
| 中村守   | 北海道議会公明党議員団 |                      |

#### 衆議院
- 任期 ： 2021年（令和3年）10月31日 - 2025年（令和7年）10月30日（「第49回衆議院議員総選挙」参照）

| 選挙区                                                                              | 議員名   | 党派名     | 当選回数 | 備考     |
| ----------------------------------------------------------------------------------- | -------- | ---------- | -------- | -------- |
| 北海道第9区（苫小牧市、室蘭市、登別市、伊達市、胆振総合振興局管内、日高振興局管内） | 山岡達丸 | 立憲民主党 | 3        | 選挙区   |
| 北海道第9区（苫小牧市、室蘭市、登別市、伊達市、胆振総合振興局管内、日高振興局管内） | 堀井学   | 自由民主党 | 4        | 比例復活 |

## 国家機関

### 官公庁
- 法務省
  - 札幌法務局苫小牧支局
  - 札幌地方検察庁苫小牧支部
    - 苫小牧区検察庁

  - 出入国在留管理庁札幌出入国在留管理局千歳苫小牧出張所苫小牧分室
- 財務省
  - 函館税関苫小牧税関支署
  - 国税庁札幌国税局苫小牧税務署
- 厚生労働省
  - 北海道労働局
    - 苫小牧労働基準監督署
    - 苫小牧公共職業安定所（ハローワーク苫小牧、ハローワークプラザ苫小牧）

  - 小樽検疫所苫小牧出張所
- 農林水産省
  - 横浜植物防疫所札幌支所室蘭・苫小牧出張所
  - 林野庁北海道森林管理局胆振東部森林管理署苫小牧・糸井森林事務所
- 国土交通省
  - 北海道開発局室蘭開発建設部
    - 苫小牧河川事務所
    - 苫小牧道路事務所
    - 苫小牧港湾事務所

  - 北海道運輸局室蘭運輸支局苫小牧海事事務所
  - 海上保安庁第一管区海上保安本部室蘭海上保安部苫小牧海上保安署
  - 気象庁
    - 苫小牧特別地域気象観測所（無人施設）
- 環境省
  - 北海道地方環境事務所苫小牧自然保護官事務所
- 防衛省
  - 自衛隊札幌地方協力本部苫小牧出張所
- 内閣官房
  - 内閣衛星情報センター北受信管制局

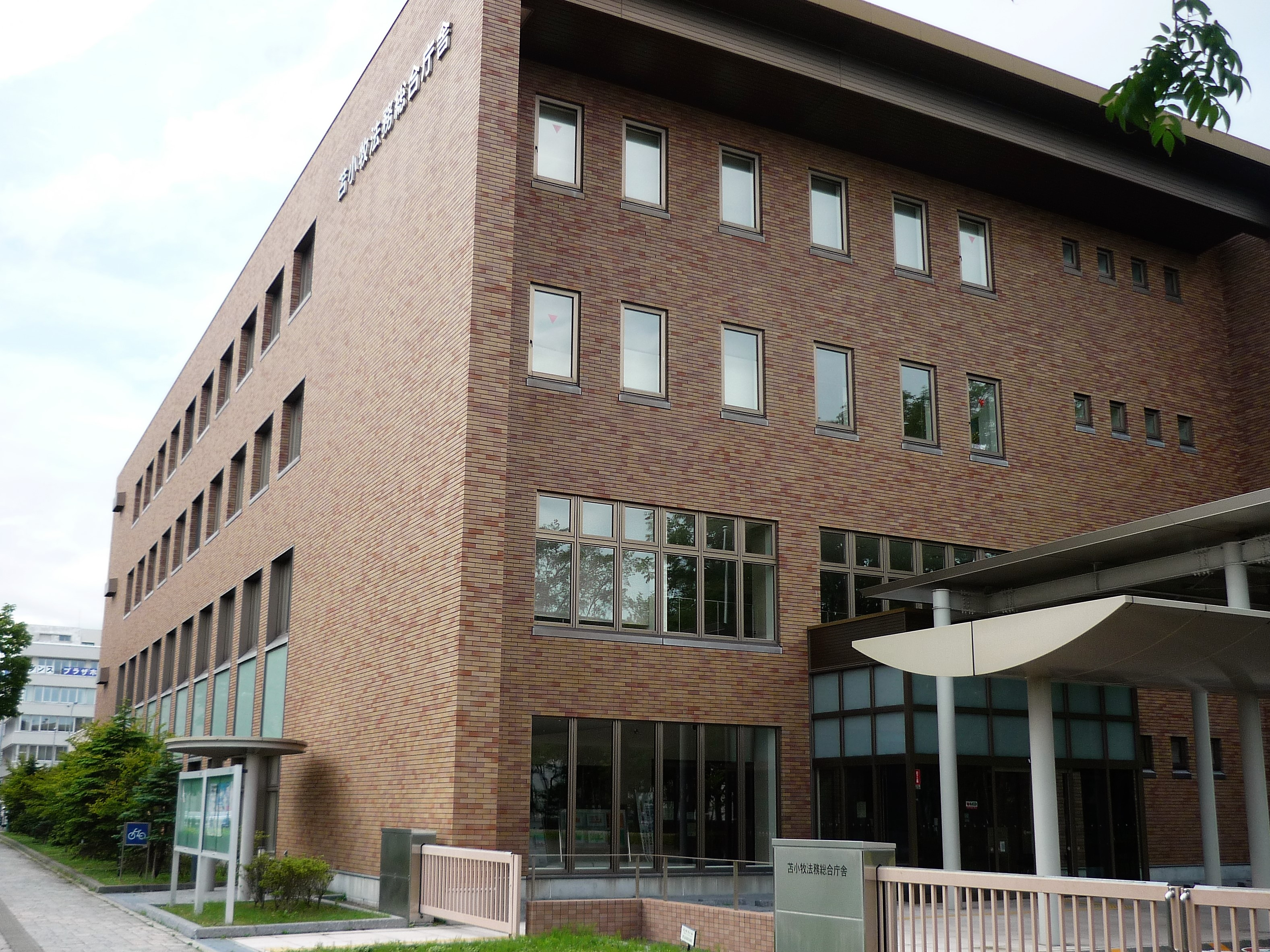
苫小牧法務総合庁舎（2018年8月）
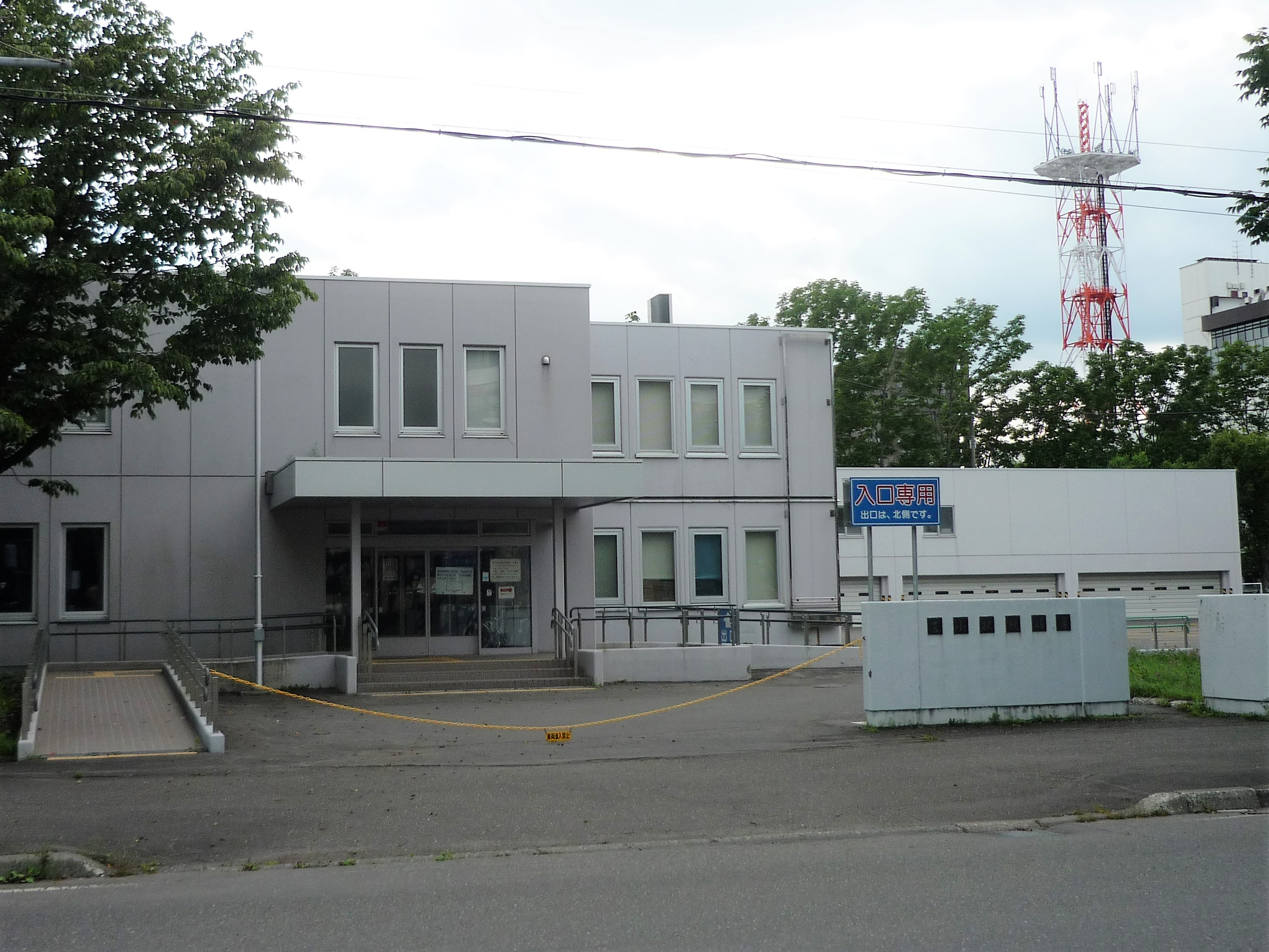
苫小牧税務署（2018年8月）

### 裁判所
- 札幌地方裁判所苫小牧支部
- 札幌家庭裁判所苫小牧支部
- 苫小牧簡易裁判所

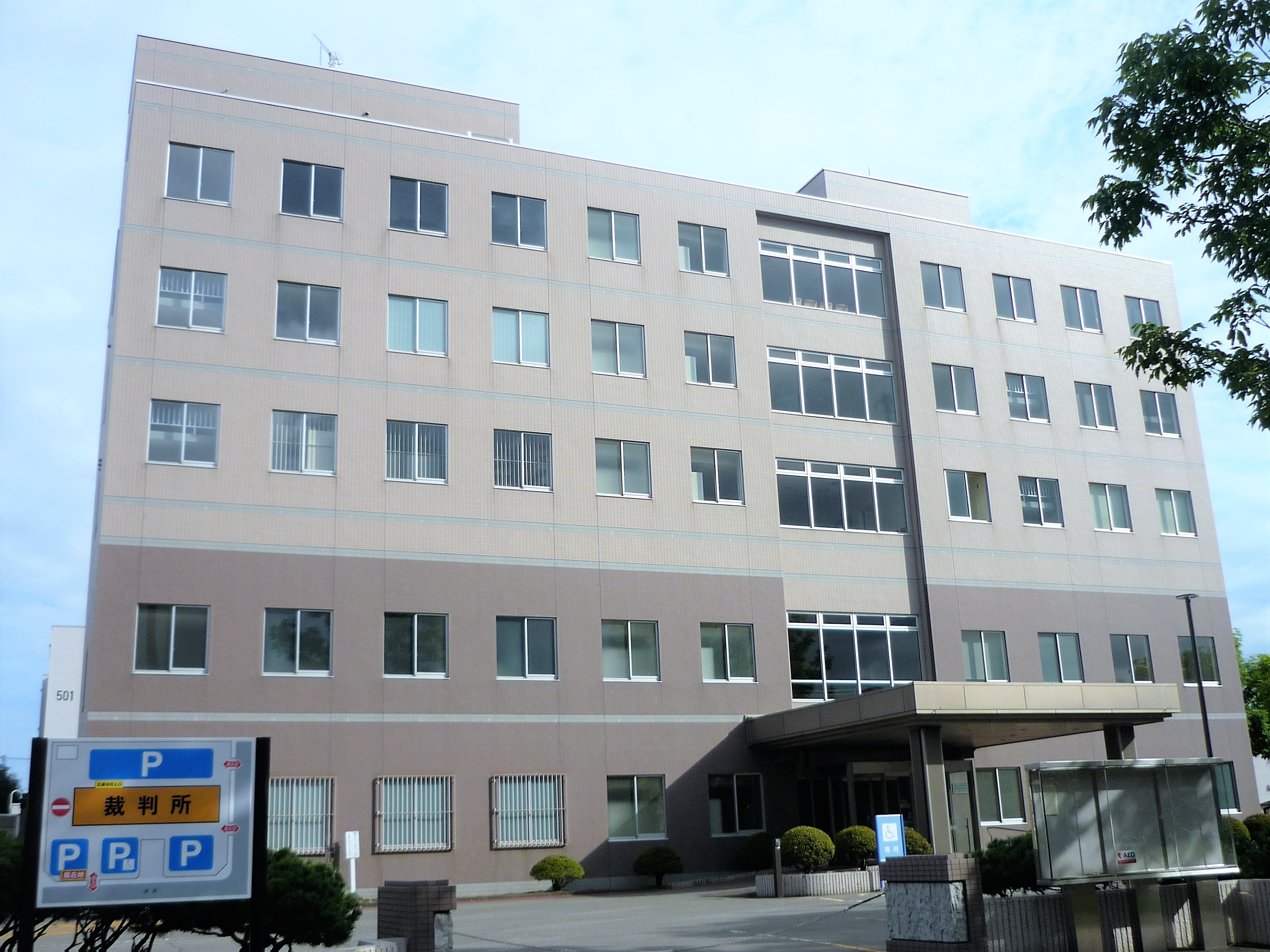
札幌地方裁判所苫小牧支部・札幌家庭裁判所苫小牧支部・苫小牧簡易裁判所（2018年8月）

### 独立行政法人・特殊法人等
特殊法人（特殊会社）のうち、NTT東日本、JR北海道、日本たばこ産業、日本郵便の支社・支店・駅・郵便局等については省略している。
- 国立高等専門学校機構苫小牧工業高等専門学校
- 石油天然ガス・金属鉱物資源機構苫小牧東部国家石油備蓄基地事務所
- 土木研究所寒地土木研究所
  - 苫小牧寒地試験道路
  - 苫小牧施工試験フィールド
  - 美々コンクリート・凍害試験場
- 日本年金機構苫小牧年金事務所
- 日本貨物鉄道北海道支社道央支店苫小牧営業所
- 日本政策金融公庫室蘭支店国民生活事業苫小牧出張所

### 道の機関
- 胆振総合振興局
  - 苫小牧道税事務所
  - 森林室
  - 室蘭建設管理部苫小牧出張所
- 北海道苫小牧保健所
- 北海道室蘭児童相談所苫小牧分室
- 北海道立苫小牧高等技術専門学院
- 北海道企業局苫小牧地区工業用水道管理事務所

## 施設

### 警察
- 北海道札幌方面苫小牧警察署
  - 双葉交番、美園交番、木場交番、本町交番、弥生交番、駅前交番、錦岡交番、糸井交番、山手交番、沼ノ端交番、沼ノ端北交番、西港水上警備派出所、勇払駐在所

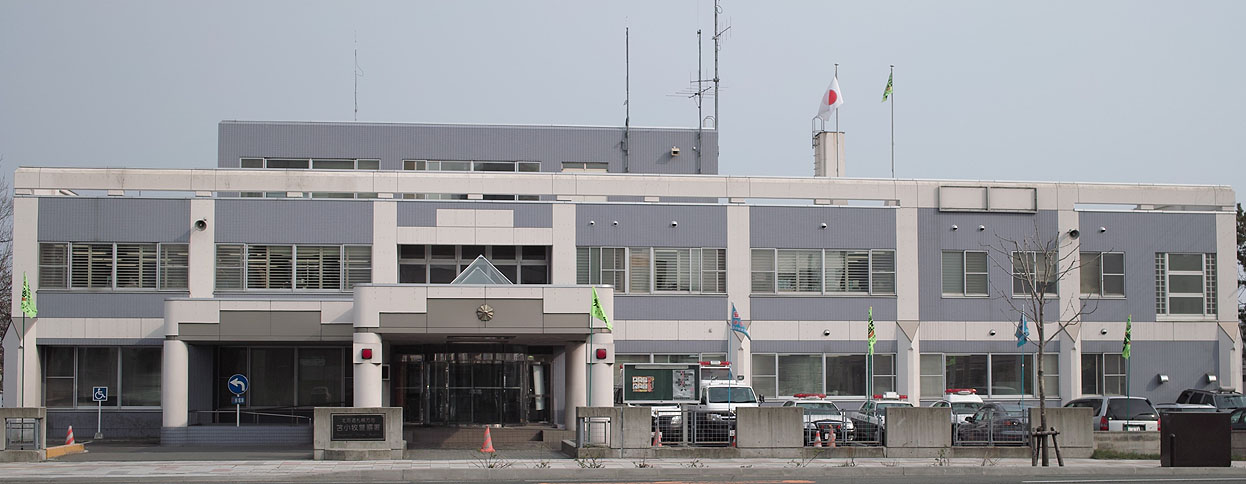
苫小牧警察署（2009年5月）

### 消防
本部
- 苫小牧市消防本部

消防署
- 苫小牧市消防署、消防防災訓練センター
  - 末広出張所、日新出張所、錦岡出張所、沼ノ端出張所、新富出張所

### 医療
主な病院
- 青葉病院
- 植苗病院
- 王子総合病院（王子グループ）
- 勤医協苫小牧病院
- 道央佐藤病院
- 同樹会苫小牧病院
- 苫小牧市立病院
- 苫小牧澄川病院
- 苫小牧日翔病院
- 苫小牧東病院
- 苫小牧病院
- 苫小牧緑ヶ丘病院
- 苫都病院

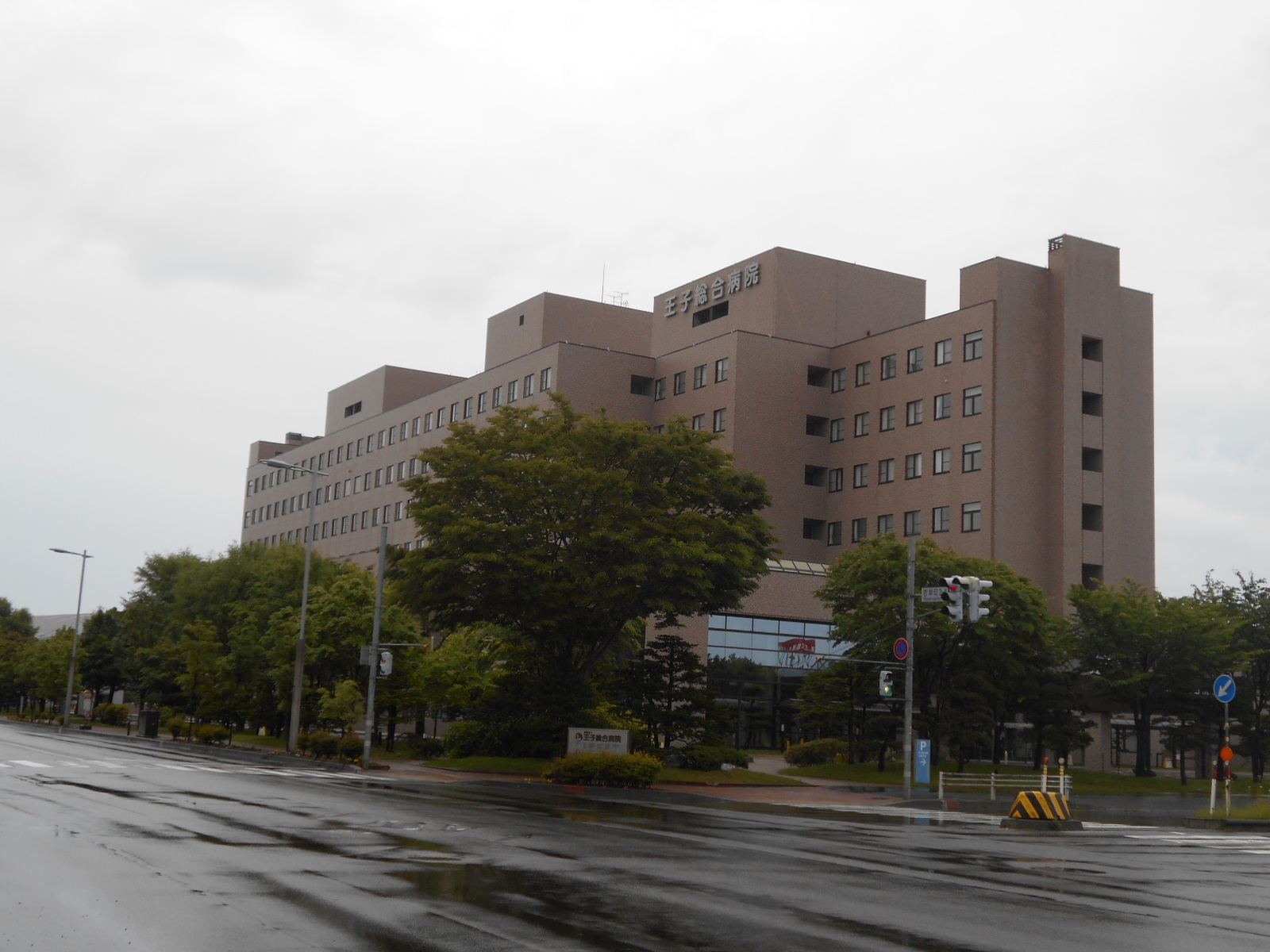
王子総合病院（2015年6月）
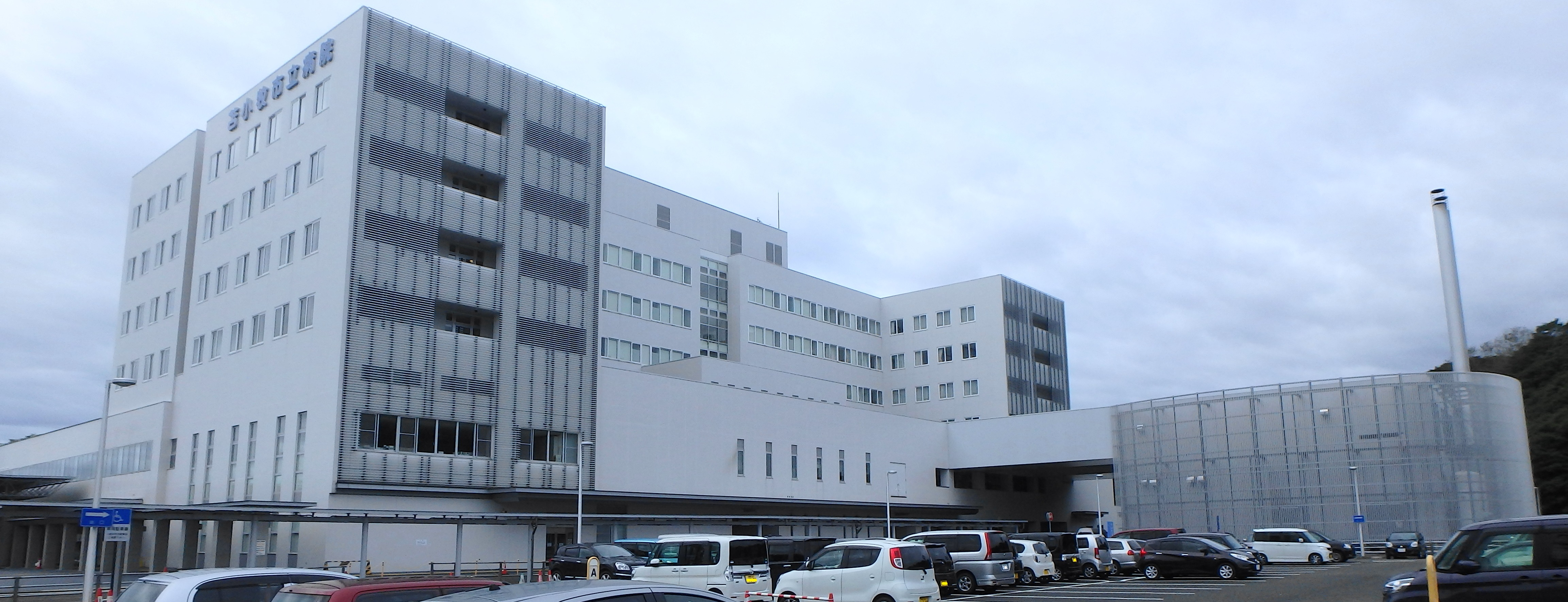
苫小牧市立病院（2015年9月）

### 郵便局

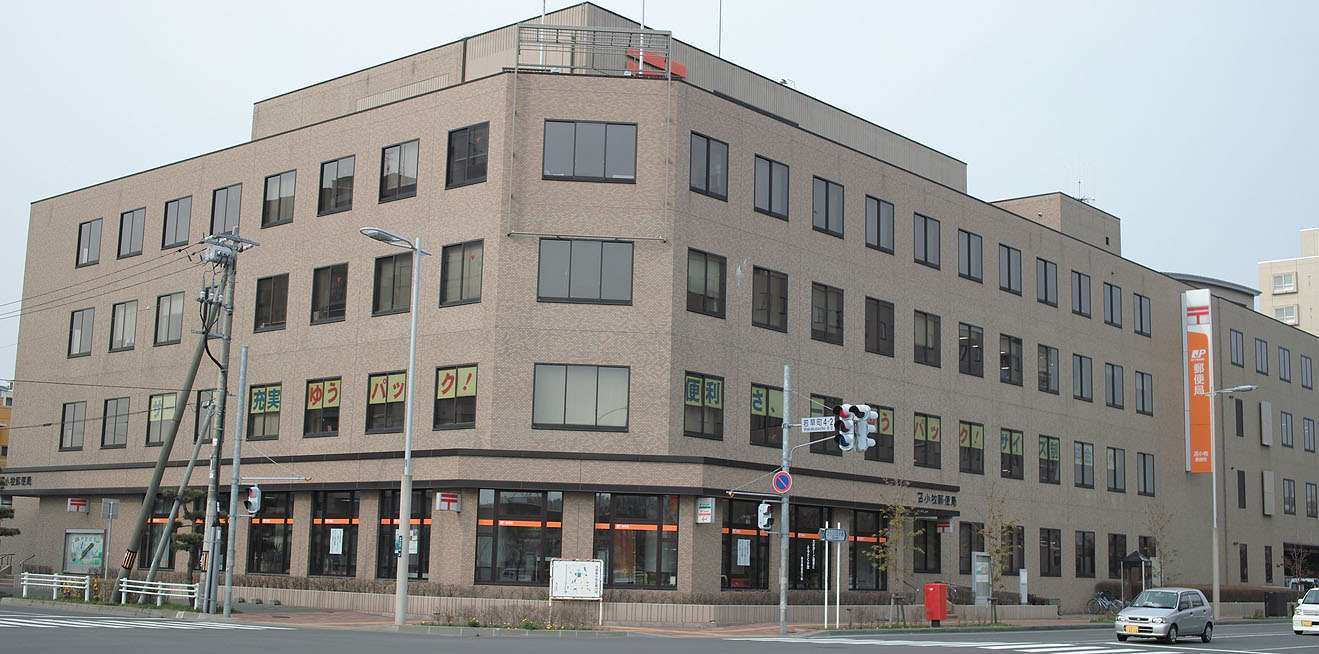
苫小牧郵便局（2009年5月）

- 苫小牧郵便局（地域区分局。集配エリアは丸山地区を除く市内全域。なお、丸山地区は千歳郵便局の集配エリアになる）

- イオンモール苫小牧内郵便局
- 苫小牧明野郵便局
- 苫小牧旭町郵便局
- 苫小牧川沿郵便局
- 苫小牧木場郵便局
- 苫小牧桜木郵便局
- 苫小牧三光郵便局
- 苫小牧しらかば郵便局
- 苫小牧新富郵便局
- 苫小牧澄川郵便局
- 苫小牧拓勇東郵便局
- 苫小牧中野郵便局
- 苫小牧ナナカマド郵便局
- 苫小牧花園郵便局
- 苫小牧日吉郵便局
- 苫小牧本町郵便局
- 苫小牧緑町郵便局
- 苫小牧弥生郵便局
- 錦岡郵便局
- 沼ノ端郵便局
- 勇払郵便局
- 樽前簡易郵便局
- 苫小牧シーアイ団地簡易郵便局
- 苫小牧日新簡易郵便局
- 西山手簡易郵便局

### 公共施設
- 苫小牧市保健センター（ハスカッププラザ）
- 苫小牧市夜間・休日急病センター
- 苫小牧市民会館
- 苫小牧市文化会館
- 苫小牧市文化交流センター（アイビー・プラザ）
- 苫小牧市科学センター
- 苫小牧市美術博物館
- 苫小牧市立中央図書館
- 勇武津資料館
- COCOTOMA（ココトマ）[44]
- 苫小牧市沼ノ端交流センター
- 苫小牧市豊川コミュニティセンター
- 苫小牧市沼ノ端コミュニティセンター
- 苫小牧市住吉コミュニティセンター
- 苫小牧市のぞみコミュニティセンター
- 苫小牧市植苗ファミリーセンター
- 苫小牧市民活動センター（ふれあい3・3）
- 苫小牧市労働福祉センター
- 苫小牧市テクノセンター
- 苫小牧市高齢者福祉センター
- 苫小牧市公設地方卸売市場
- 高丘浄水場
- 錦多峰浄水場
- 西町下水処理センター
- 高砂下水処理センター
- 勇払下水処理センター
- 苫小牧市高丘霊葬場
- 高丘霊園
- 高丘第二霊園
- 植苗墓地

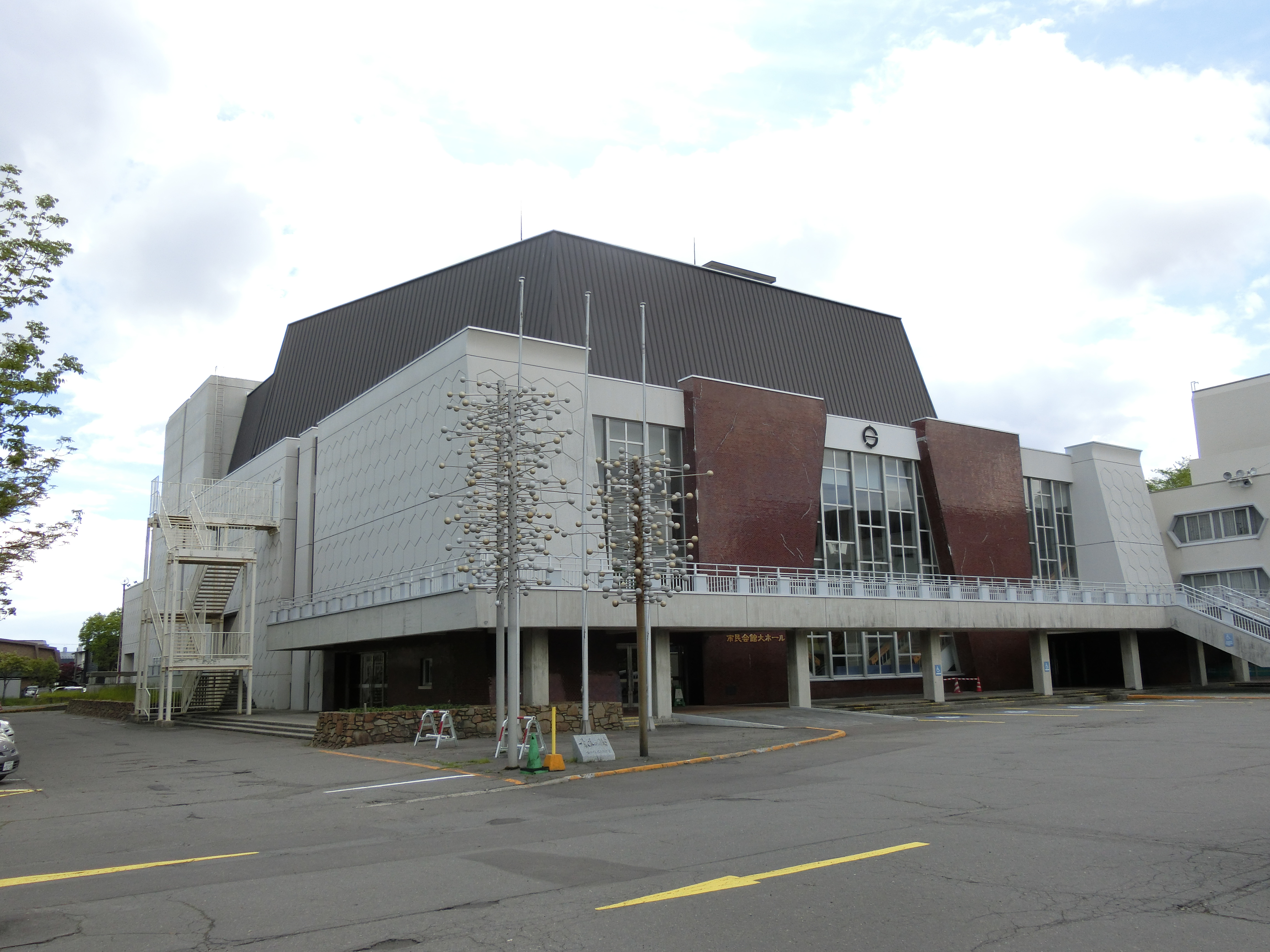
苫小牧市民会館（2017年6月）
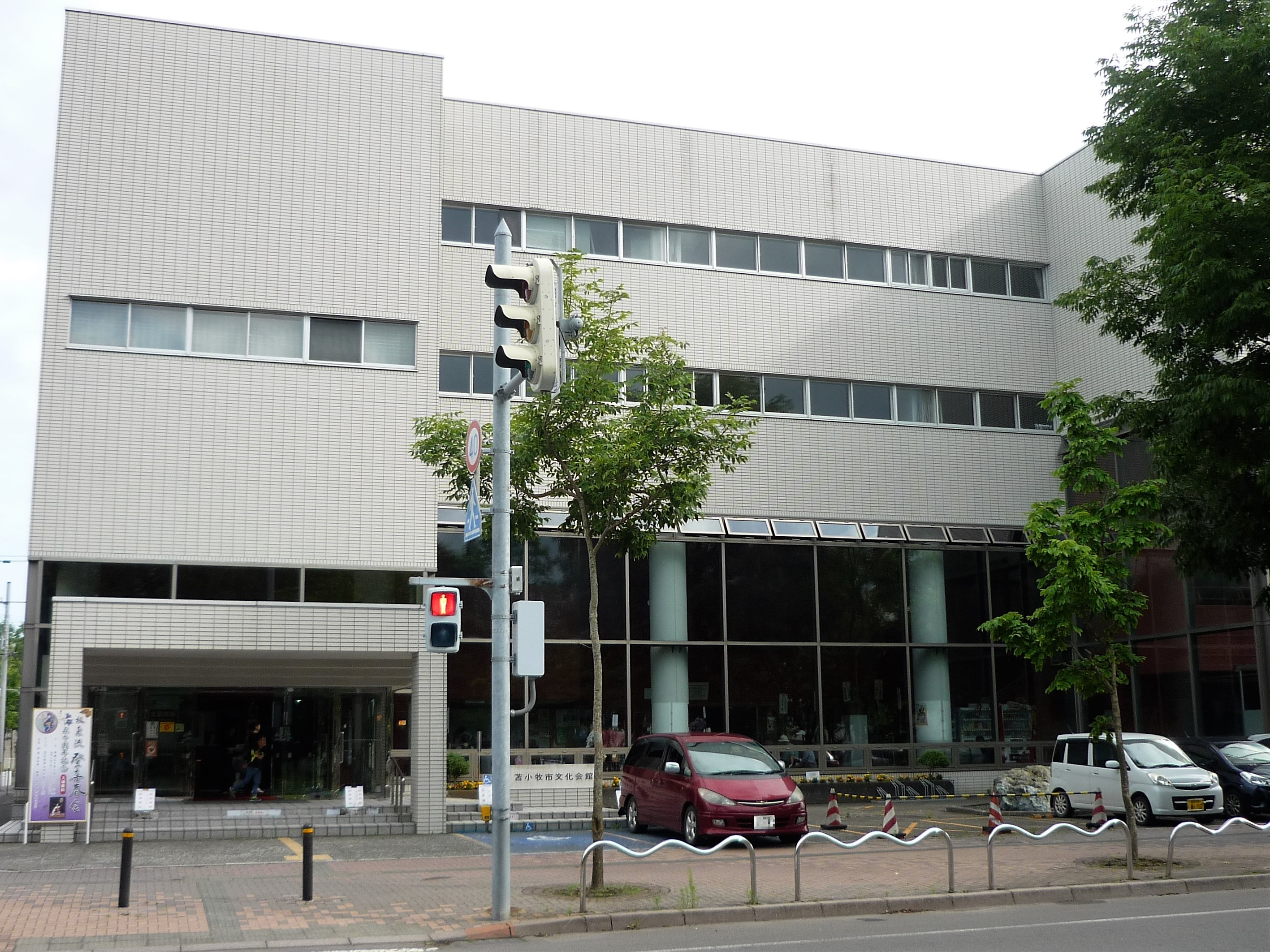
苫小牧市文化会館（2018年8月）
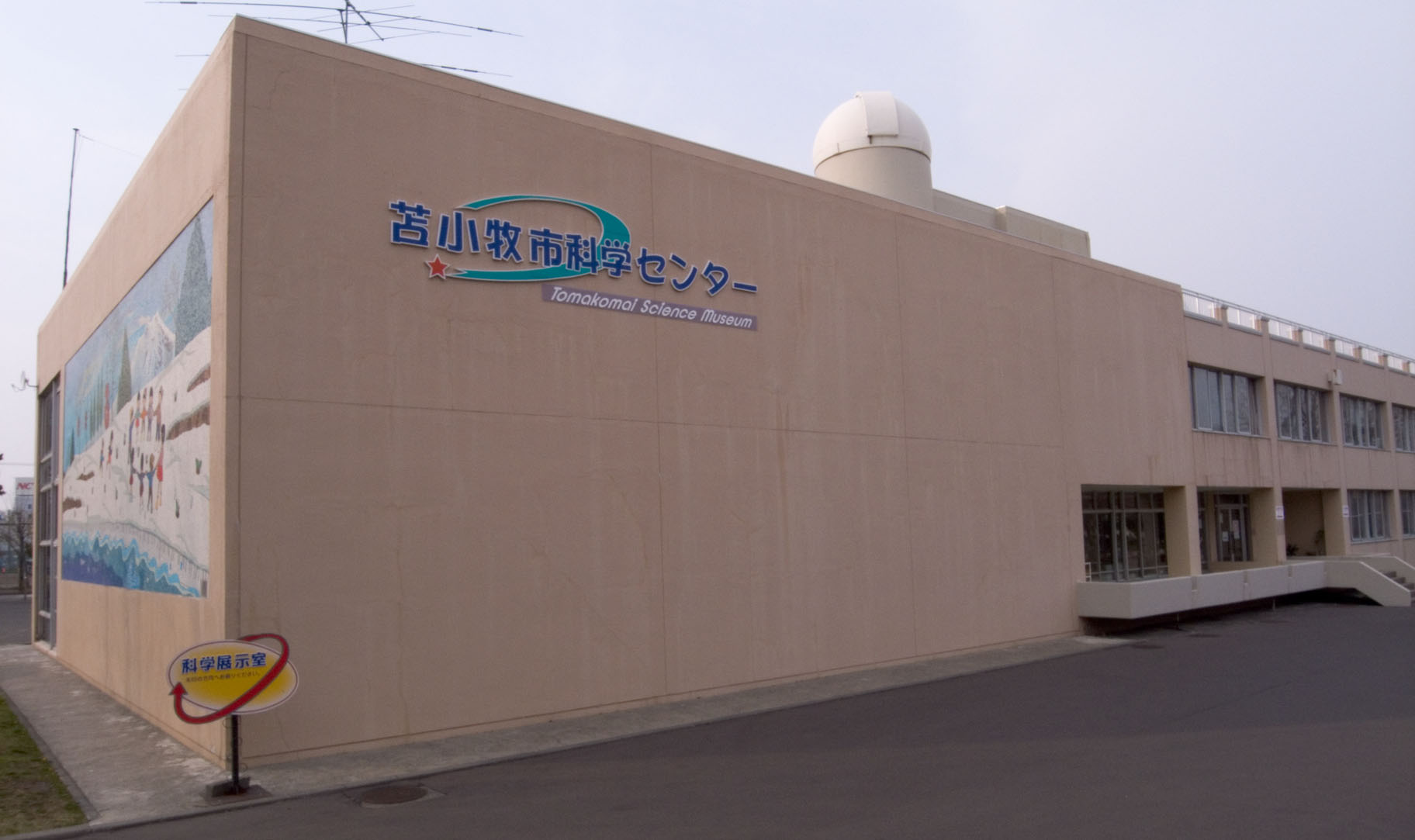
苫小牧市科学センター（2009年5月）
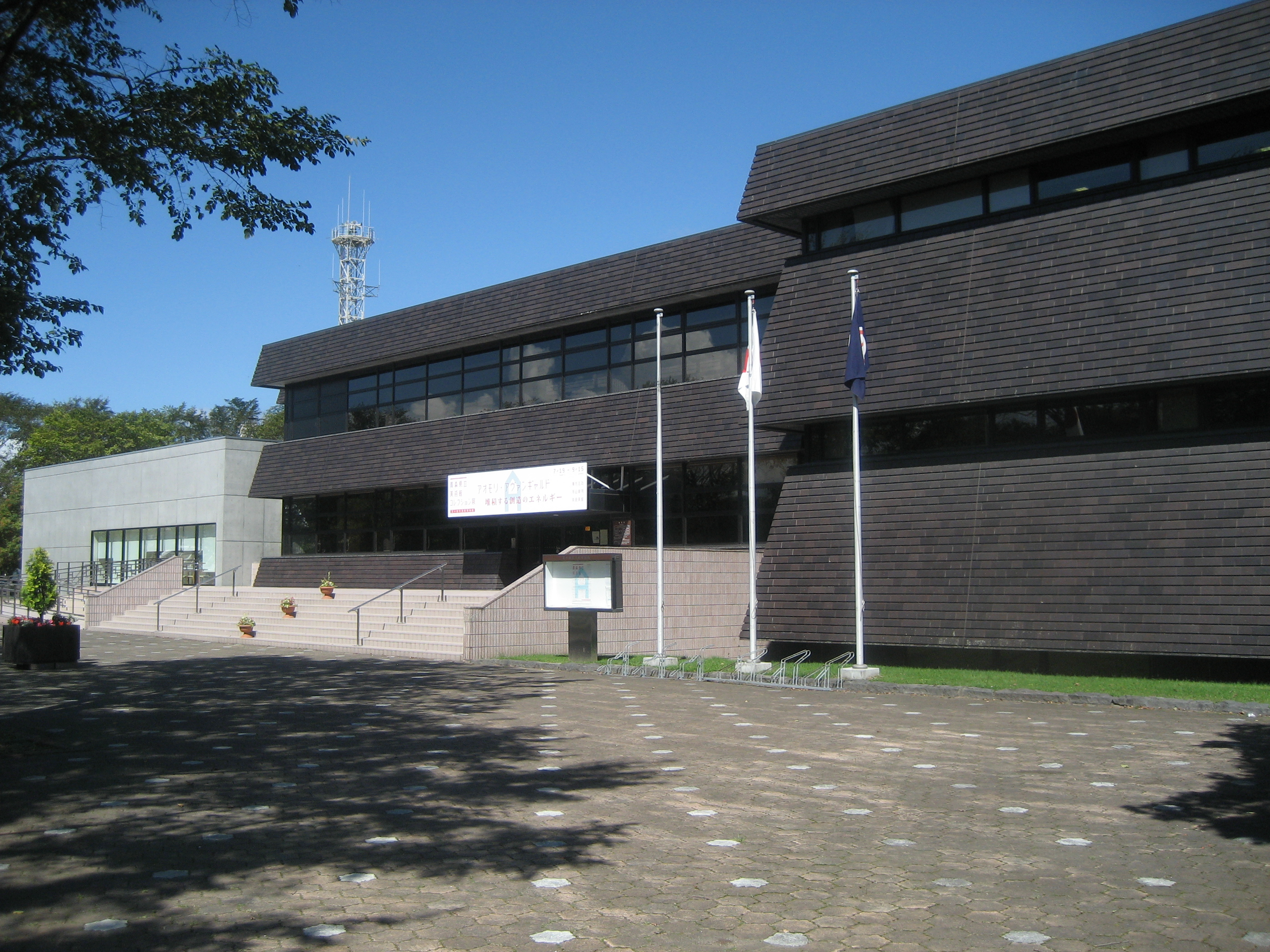
苫小牧市美術博物館（2014年9月）
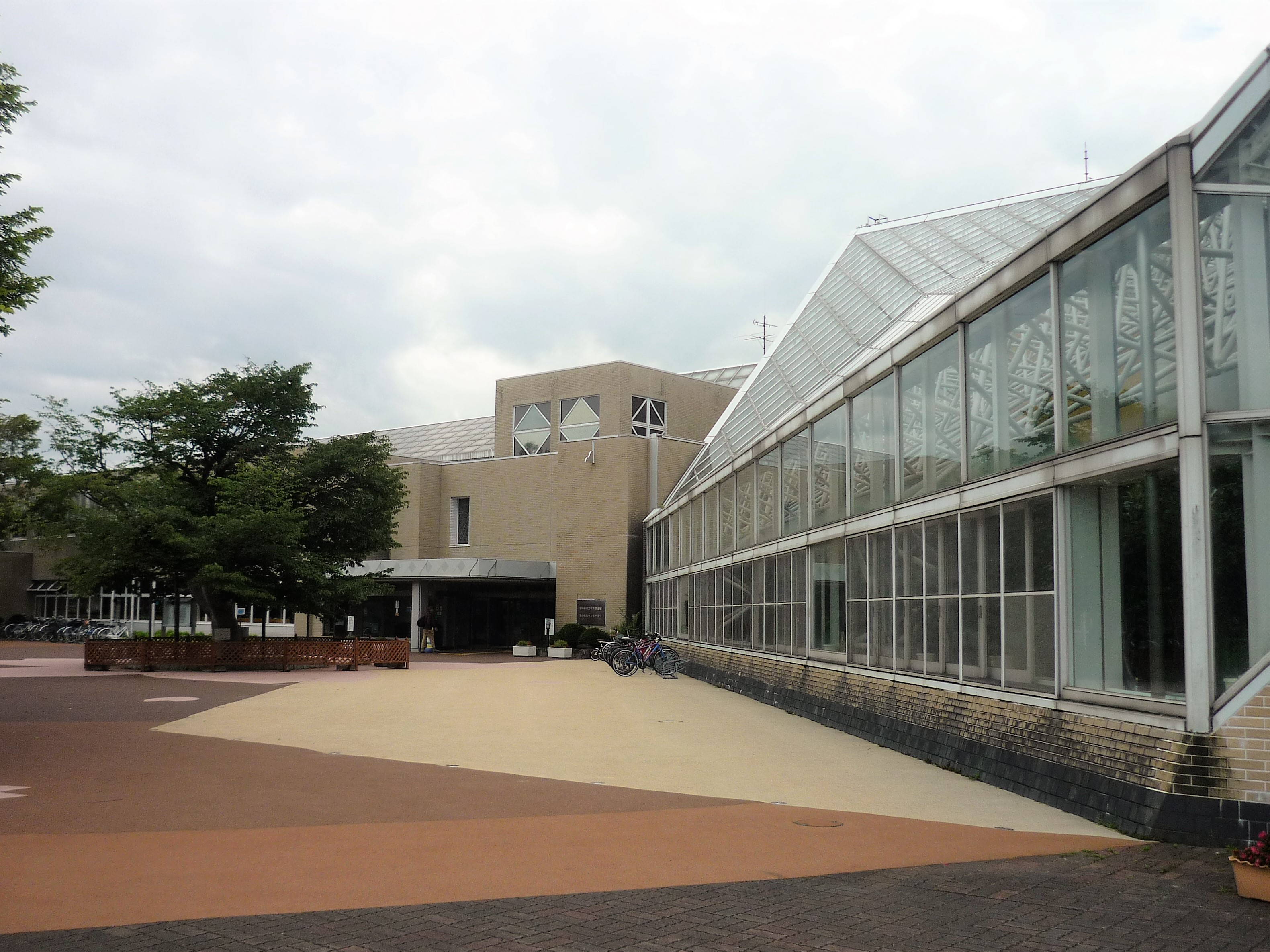
苫小牧市立中央図書館・サンガーデン（2018年8月）

### 運動施設
- 苫小牧市総合体育館
- 苫小牧市日吉体育館
- 苫小牧市川沿公園体育館
- 苫小牧市沼ノ端スポーツセンター（アブロス沼ノ端スポーツセンター）
- 苫小牧市沼ノ端スケートセンター（ダイナックス沼ノ端アイスアリーナ）
- 苫小牧市日新温水プール
- 苫小牧市ときわスケートセンター
- 苫小牧市新ときわスケートセンター
- 苫小牧市白鳥アリーナ（nepiaアイスアリーナ）
- 苫小牧市ハイランドスポーツセンター
- 苫小牧市緑ヶ丘公園陸上競技場
- 苫小牧市緑ヶ丘公園サッカー場・ラグビー場
- 苫小牧市営緑ヶ丘野球場（とましんスタジアム）
- 苫小牧市営少年野球場
- 苫小牧市営清水野球場
- 苫小牧市緑ヶ丘公園庭球場

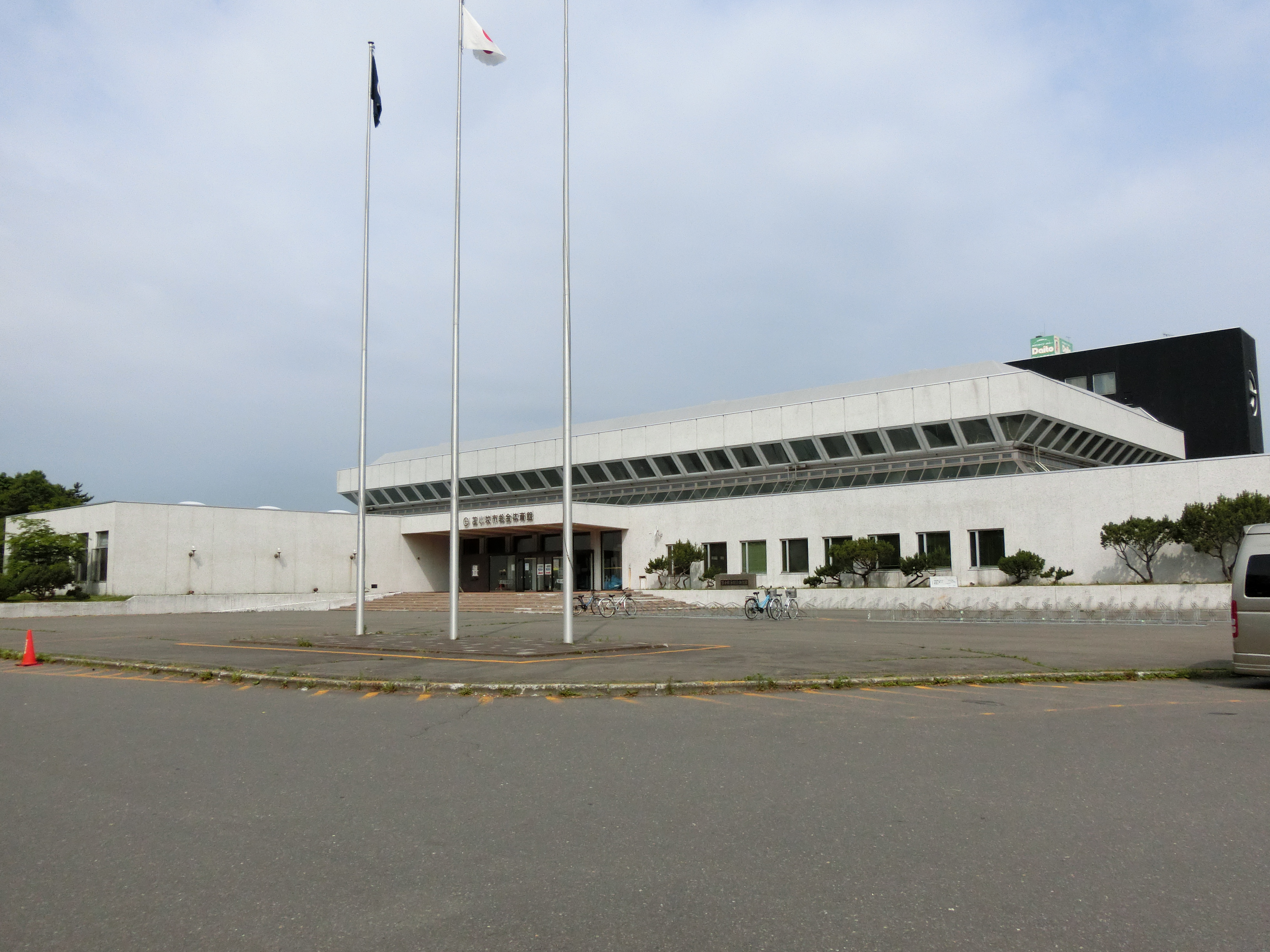
苫小牧市総合体育館（2017年7月）
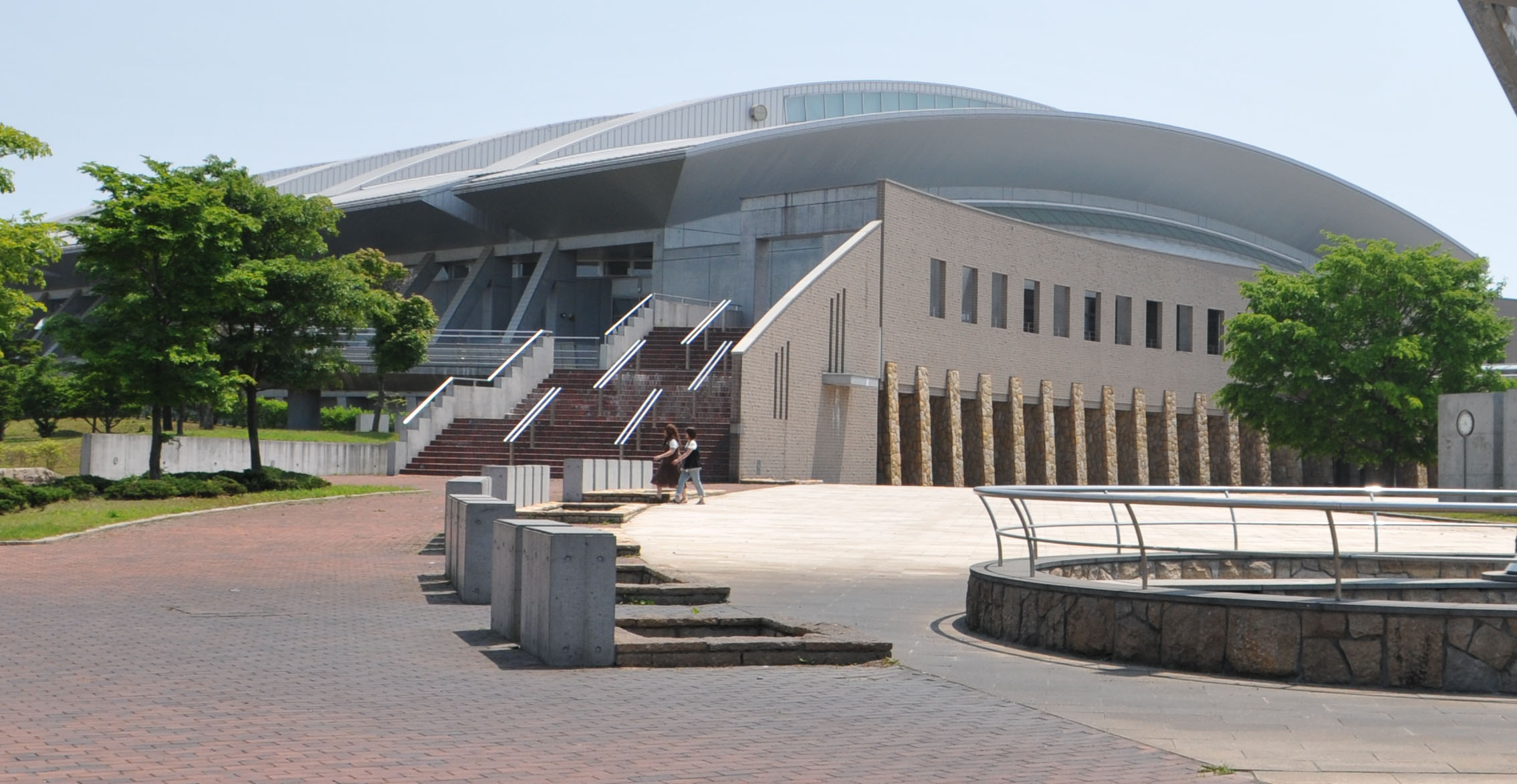
nepiaアイスアリーナ（2009年6月）
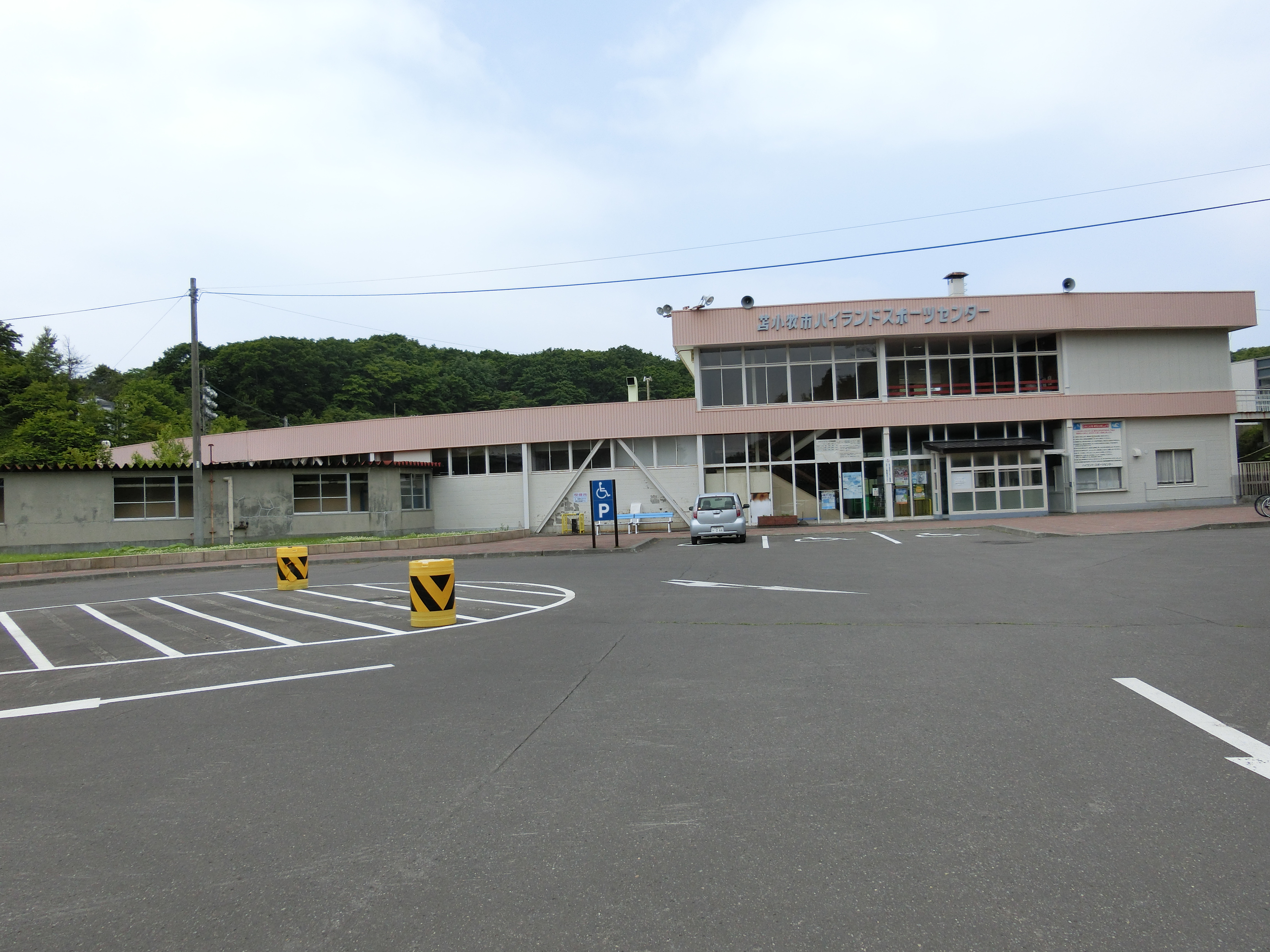
苫小牧市ハイランドスポーツセンター（2017年7月）
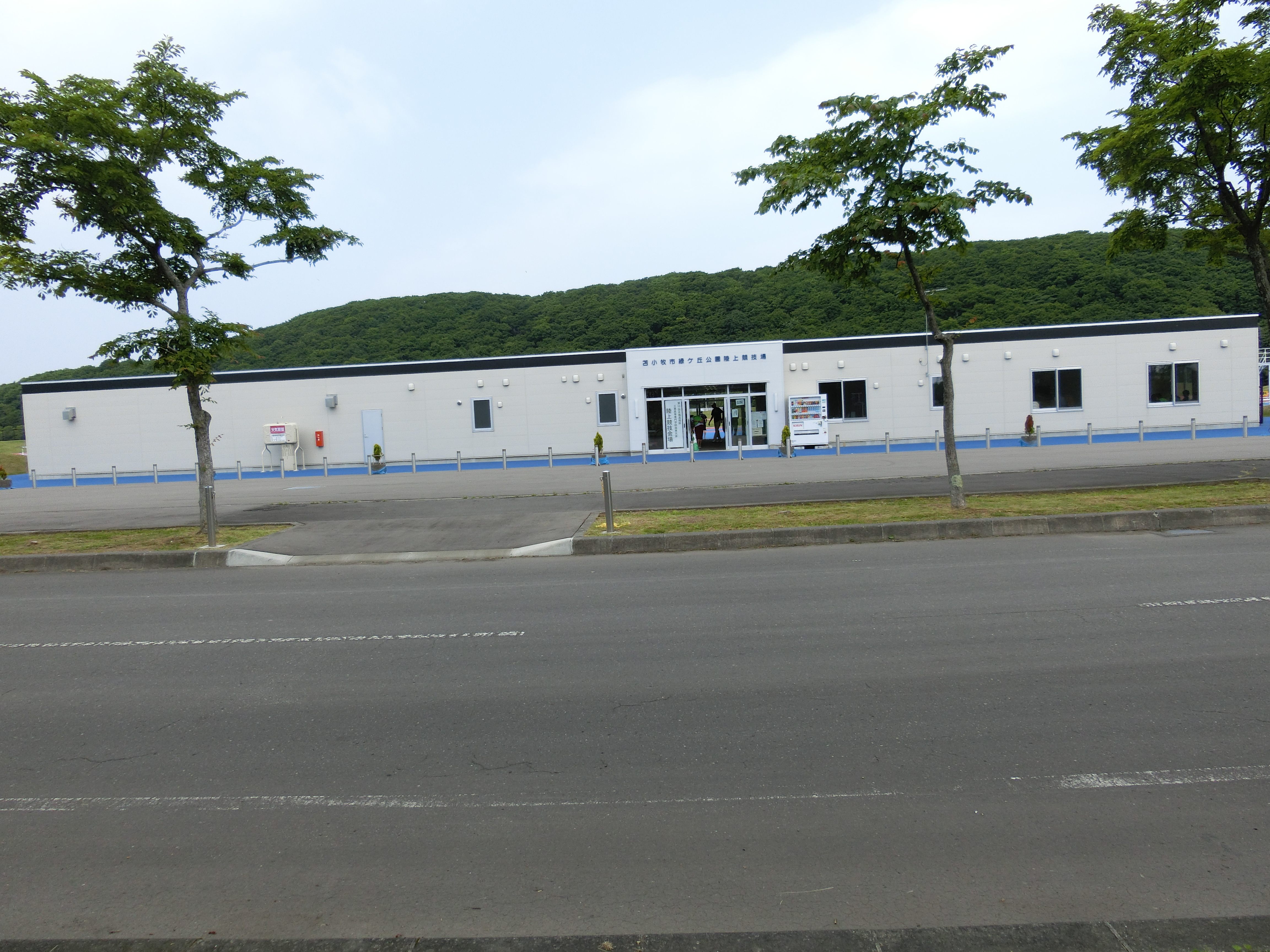
苫小牧市緑ヶ丘公園陸上競技場センターハウス（2017年7月）
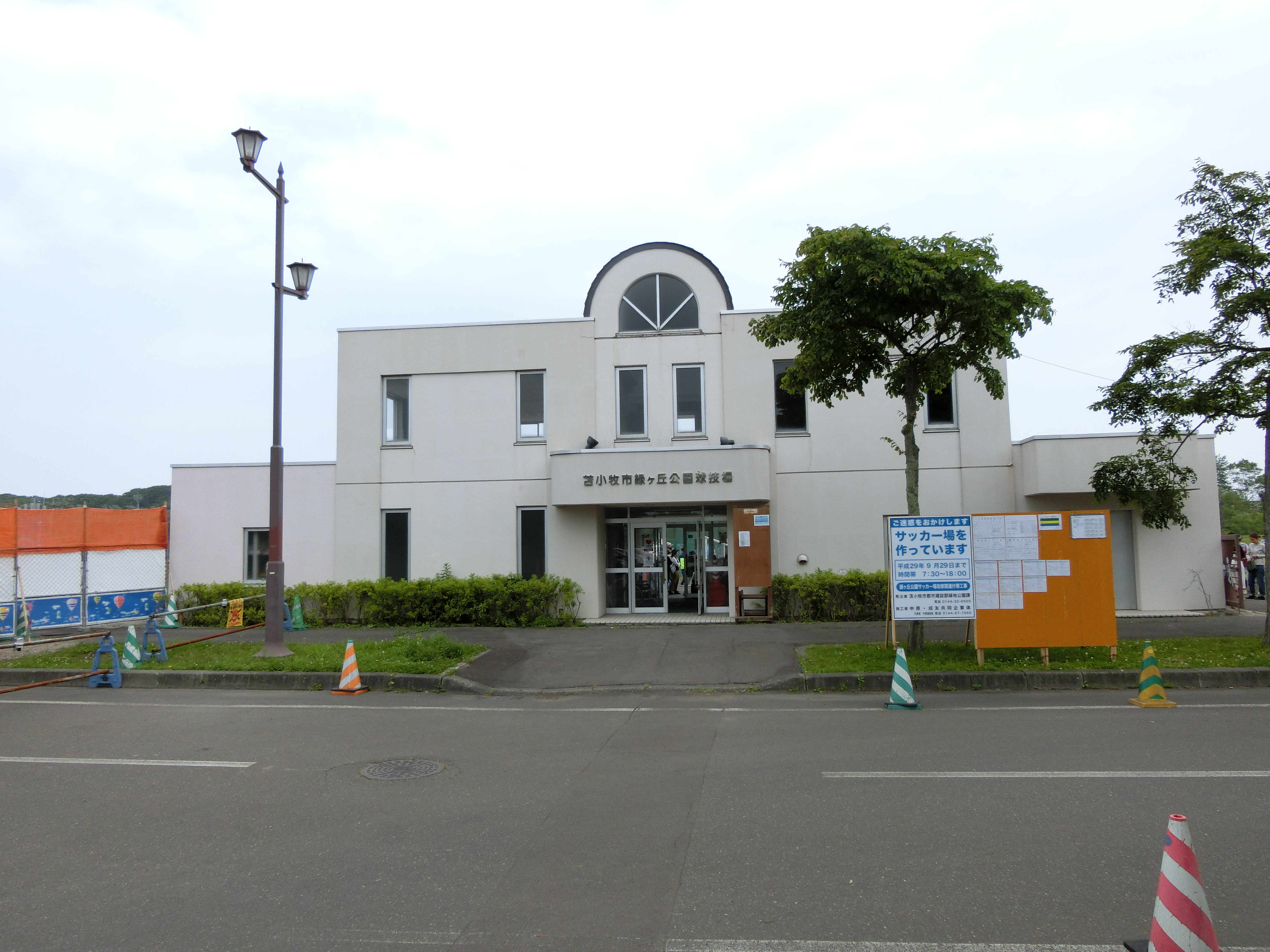
苫小牧市緑ヶ丘公園球技場管理棟（2017年7月）
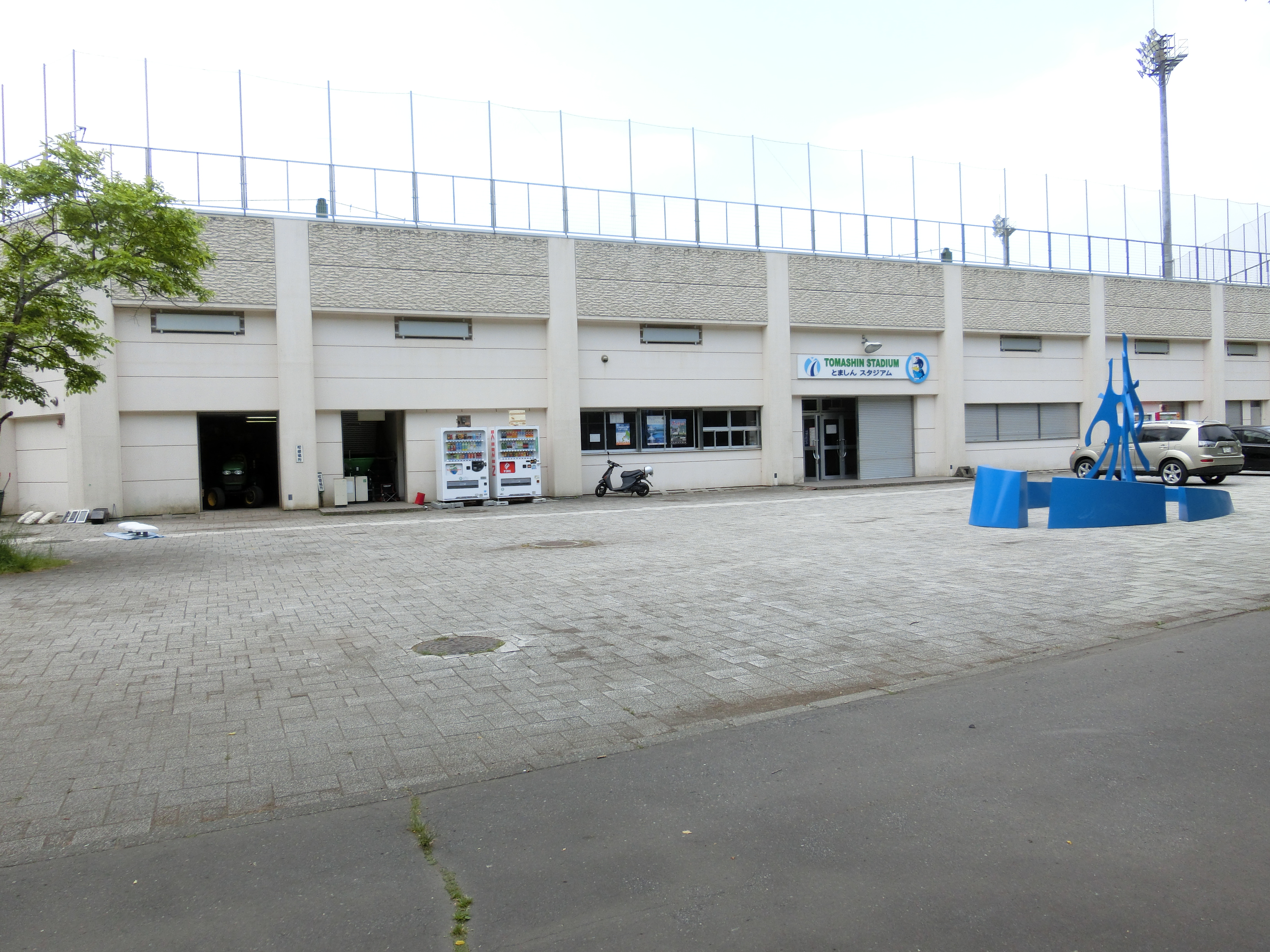
とましんスタジアム（2017年7月）
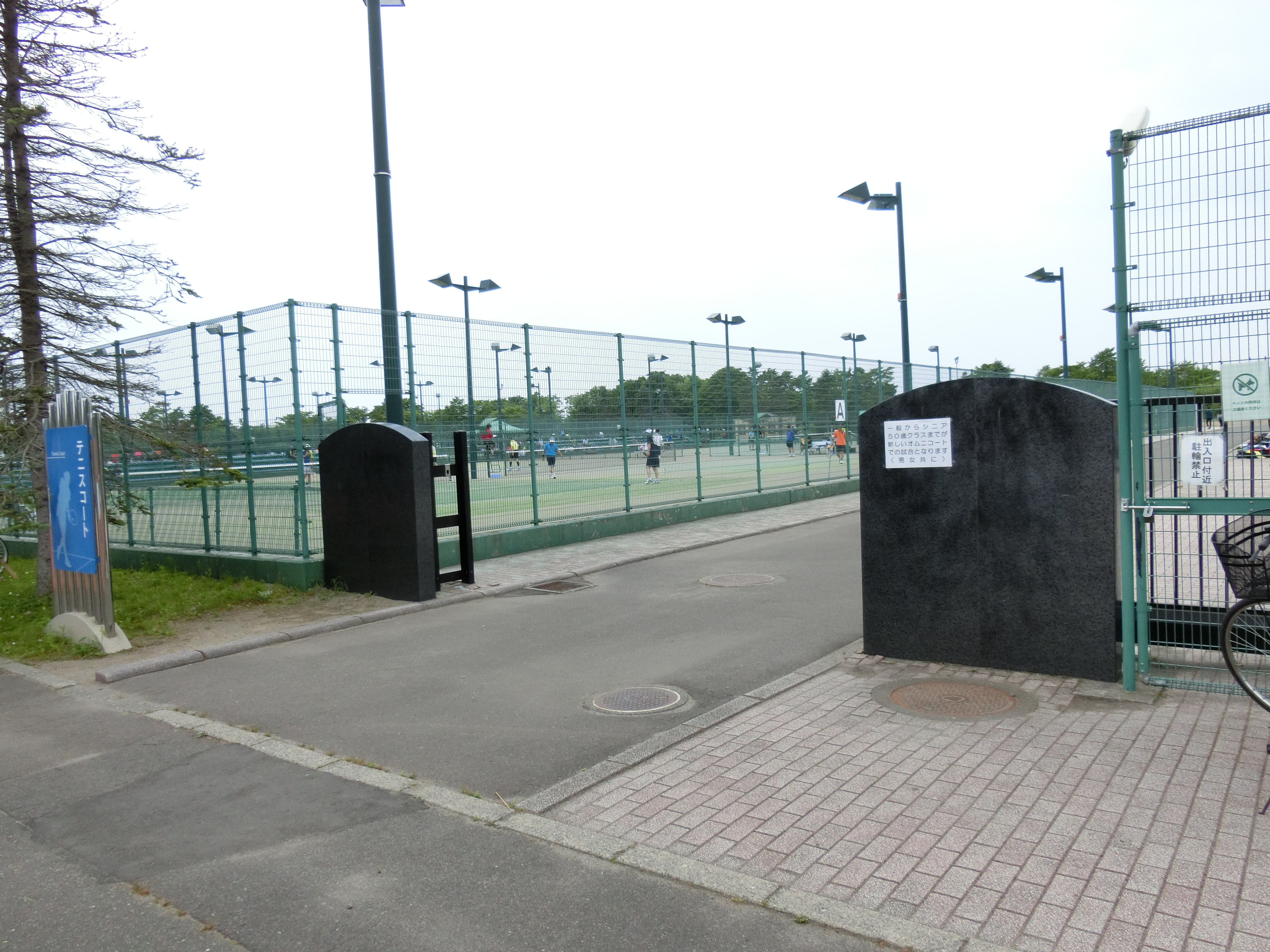
苫小牧市緑ヶ丘公園庭球場（2017年7月）

## 対外関係

### 姉妹都市･提携都市

#### 日本国外
姉妹都市
- ネーピア（ニュージーランド王国 ホークスベイ地方）
1980年（昭和55年）4月22日 盟約[45]

提携都市
- 秦皇島市（中華人民共和国 河北省）
1998年（平成10年）9月10日 盟約[45]

#### 日本国内
姉妹都市
- 八王子市（関東地方 東京都）
1973年（昭和48年）8月10日 盟約[45]
- 日光市（関東地方 栃木県）
1982年（昭和57年）4月16日 盟約[45]、2006年（平成18年）10月1日 再盟約[45]

### 姉妹港･提携港

#### 海外
姉妹港
- ネーピア港
1978年（昭和53年）盟約[46]

友好港
- 秦皇島港
1985年（昭和60年）締結[46]

## 経済

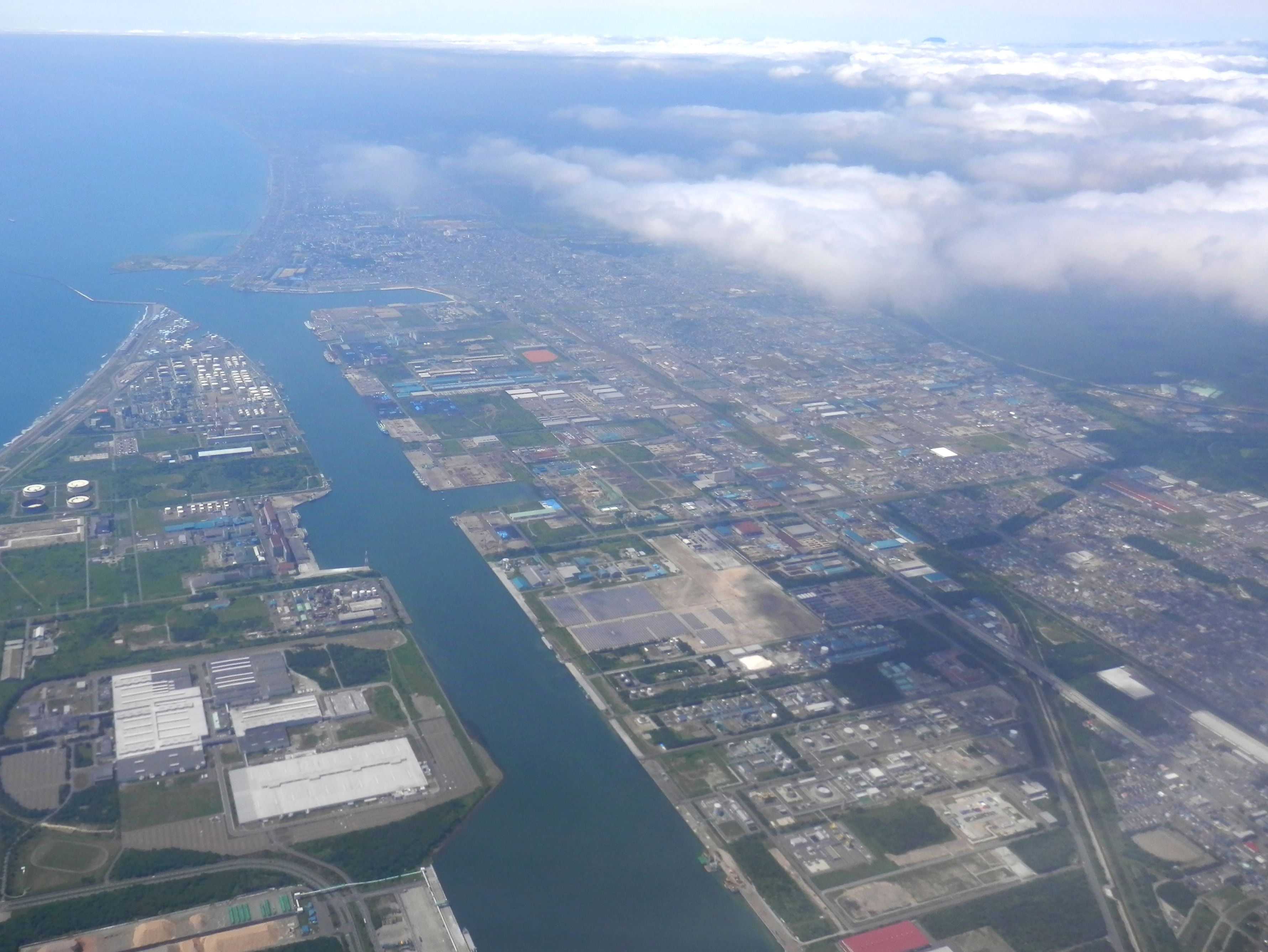
苫小牧港西港区（2013年8月）

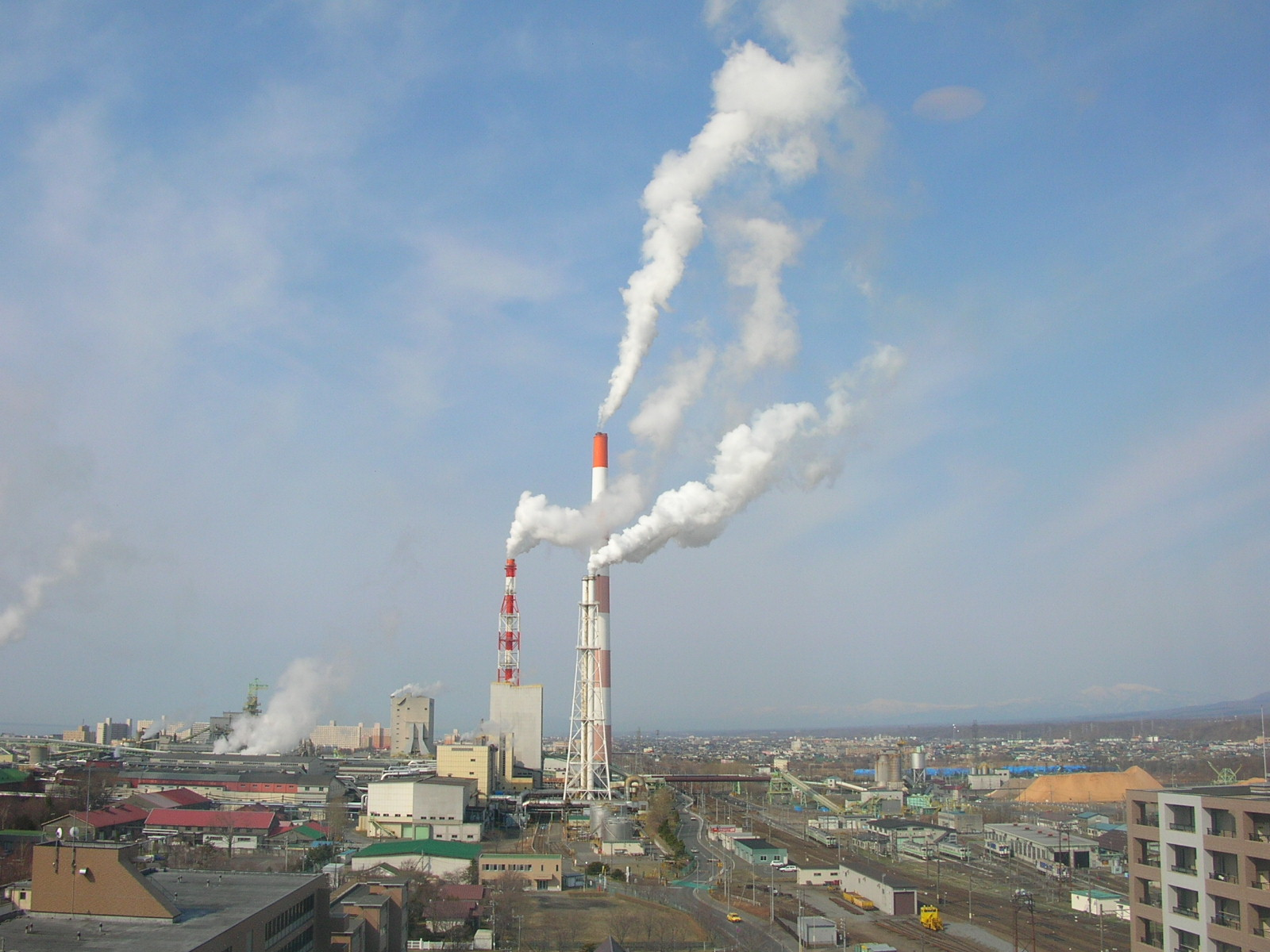
王子製紙苫小牧工場の煙突（2008年4月）

### 組合
- 苫小牧管工事業協同組合[47]
- 苫小牧石材協同組合
- 苫小牧生コンクリート協同組合
- 苫小牧港管理組合
- 苫小牧港外貿コンテナ事業協同組合[48]
- 苫小牧地方左官協同組合[49]
- 苫小牧電気工事業協同組合[50]
- 苫小牧LPガス事業協同組合
- 苫小牧地区自動車整備協同組合
- 赤帽北海道軽自動車運送協同組合苫小牧支部
- 苫小牧個人タクシー協同組合
- 北海道料理飲食業生活衛生同業組合苫小牧中央支部[51]
- 北海道板金工業組合苫小牧支部[52]
- 苫小牧弁当仕出協同組合[53]

### 第一次産業
組合
- とまこまい広域農業協同組合（JAとまこまい広域）苫小牧支所
- ホクレン苫小牧支所・苫小牧石油貯蔵施設
- みなみ北海道農業共済組合（NOSAIみなみ）本所[54]
- 苫小牧漁業協同組合[55]
- 苫小牧広域森林組合苫小牧支所
- 苫小牧造園協同組合[56]

### 第二次産業
苫小牧市は第二次産業の割合が高く、工業のまちになっている。1910年（明治43年）に王子製紙苫小牧工場が操業開始して以来、製紙業などの素材型産業を主力に発展してきた。1963年（昭和38年）の苫小牧港（西港）開港後、非鉄金属、自動車産業、化学工業など多様な企業が立地しており、産業港湾都市や北日本の流通拠点になっている。
「国際拠点港湾」であり「中核国際港湾」になっている苫小牧港は、フェリー、RO-RO船、コンテナ船など多くの航路を有しており、港湾取扱貨物量は全国4位（平成27年）、内航取扱貨物量においては日本一の取扱量になっている。北海道内の港湾取扱貨物量の約50 %を占めており（平成25年）、製造品出荷額は北海道内で第1位になっている。2002年（平成14年）には室蘭港とともに静脈物流のリサイクルポート指定港湾「総合静脈物流拠点港」（リサイクルポート）に一次指定された。2011年（平成23年）には「開発埠頭フェリーターミナル」・「北ふ頭緑地」・「漁港地区」のエリアが「みなとオアシス」に登録されている。

#### 工業団地
- 苫小牧東部地域
- 苫小牧西部工業基地
- 入船団地・一本松団地
- 明野北工業団地
- ウトナイ住宅・商工業団地
- 明野軽工業団地
- 沼ノ端南工業団地
- ウトナイ工業団地
- 錦西ニュータウン軽工業団地

### 第三次産業

#### 商業
ショッピングセンター
- イオン北海道（イオングループ）
  - イオンモール苫小牧
- 長崎屋（パン・パシフィック・インターナショナルホールディングス）
  - MEGAドン・キホーテ苫小牧店
- 新生台ファミリープラザステイ
- 苫小牧清水町1丁目商業施設

スーパーマーケット
- イオン北海道（イオングループ）
  - イオン苫小牧店（イオンモール苫小牧内）
  - マックスバリュ澄川町店
  - マックスバリュ新花園店
  - マックスバリュ支笏湖通り店
  - マックスバリュ沼ノ端店
  - マックスバリュ弥生店
  - マックスバリュ日新店
  - マックスバリュ苫小牧清水店（苫小牧清水町1丁目商業施設内）
- 生活協同組合コープさっぽろ苫小牧地区
  - ステイ店（新生台ファミリープラザステイ内）
  - 栄町店
  - パセオ川沿店
  - ぬまのはた店
- 豊月
  - フードD 365双葉店（旧フードD1→双葉食彩館）
  - フードD 生鮮市場 澄川店（旧フードD2→澄川食彩館→ザ・プライス→OASIS→365OASIS店）
  - フードD エクスプレス見山店（旧フードD3→見山食彩館→365見山店）
  - フードD 生鮮市場 沼ノ端店（旧沼ノ端食彩館→365沼ノ端店）
- ラルズ（アークスグループ）
  - スーパーアークス明野店（旧ビッグハウス明野店）
  - スーパーアークス明徳店（旧ビッグハウス明徳店）
  - スーパーアークス光洋店（旧ビッグハウス光洋店）
- トライアルカンパニー
  - スーパーセンタートライアル苫小牧東店
  - スーパーセンタートライアル苫小牧西店
  - ディスカウントストアトライアル大成店
- ホクレン商事
  - ホクレンショップ苫小牧店
  - ホクレンショップ沼ノ端店
  - ホクレンショップFoodFarm苫小牧しらかば店
- 神戸物産
  - 業務スーパー苫小牧西店(パスポート)

商店街
「市内商店街一覧」参照
- 苫小牧市商店街振興組合連合会
- 苫小牧駅前通商店街振興組合
- 苫小牧駅通中心商店街振興組合
- 苫小牧駅前中央通商店街振興組合
- 昭和通り商店街振興組合
- 大通中央会
- 北中央通り商店会
- すずらん通り振興会
- 大町商店会
- みつば商興会
- 商業協同組合苫小牧港市場
- 花見商店会
- 桜木豊川商店会
- 糸井商栄会
- 錦岡地区商店会
- ときわ・澄川商店会
- 沼ノ端商店会
- 勇払商工振興会
- 北海道料理飲食業生活衛生同業組合苫小牧中央支部

市内大型商業施設の沿革
「商業の歩み」など参照

#### 物流
- ヤマト運輸千歳主管支店
  - 苫小牧駅前センター・苫小牧新生台センター
  - 苫小牧有明センター・苫小牧日新センター・苫小牧錦岡センター
  - 苫小牧沼ノ端センター・苫小牧ウトナイセンター
- 佐川急便苫小牧営業所

### 拠点を置く主な企業
50音順
- アイシン北海道（アイシン）
- いすゞエンジン製造北海道
- 一六商事ホールディングス
- 出光興産
- イワクラグループ
  - イワクラ
  - イワクラホーム
  - 岩倉建設
  - 岩倉商事
    - 山大産業
    - 山大岩倉食品

  - 岩倉建材
  - 岩倉化学工業
  - 岩倉海陸運輸
  - イワクラ輸送
  - 道路建設
- NX北旺運輸（NXグループ）
- 王子グループ
  - 王子エンジニアリング
  - 王子工営北海道
  - 王子製紙
  - 王子総合病院
  - 王子ネピア
  - 王子不動産
  - 苫小牧王子紙業
  - 苫小牧協和サービス
  - 苫小牧エネルギー公社
  - ホテルニュー王子
  - 丸彦渡辺建設
- 王子サーモン[注釈 3]（登記上の本店）
- 岡谷鋼機グループ
  - 岡谷鋼機北海道
  - 岡谷エコ・アソート
  - 岡谷岩井北海道
- 音羽自動車工業
- カクサダクリーニング
- 栗林グループ
  - 栗林商会
  - 栗林商船
  - 栗林海陸輸送
  - 栗林石油
  - 栗林トーヨータイヤ
  - 苫小牧栗林運輸
  - 北海道運搬機
- コメリ
- 合同酒精（オエノンホールディングス）
- 札幌かに本家
- サニックスグループ
  - SEウイングズ
  - サニックスエナジー
  - C&R
  - 北海道サニックス環境
- 三五北海道（三五）
- JX金属苫小牧ケミカル（ENEOSグループ）
- JFEエンジニアリング
- 甚べい
- 石油資源開発（勇払油ガス田）
- 大東開発
- ダイナックス
- 中部飼料
- 道南バス
- 苫小牧第一観光ハイヤー
- 苫小牧ガス
- 苫小牧港開発
- 苫小牧飼料
- 苫小牧信用金庫
- 苫東コールセンター
- 苫東石油備蓄
- 巴コーポレーション
- トヨタカローラ苫小牧
- トヨタ自動車北海道
- トヨタモビリティパーツ北海道統括支社
- 中山製鋼所（旧：中山三星建材）
- ナラサキスタックス
- 日東エフシー
- 日軽金グループ
  - 日本軽金属
  - 日軽物流
  - 日軽北海道
- 日本製紙グループ
  - 日本製紙
  - 旭新運輸
  - 国策機工
- 日本ヒューム
- ニヤクコーポレーション
- ネッツトヨタ苫小牧
- 野口観光
- 菱中グループ
  - 菱中建設（登記上の本店）
  - 菱中海陸運輸
  - 菱中自動車運輸
- 日之出化学工業
- フジタコーポレーション
- 藤田荷役
- ホクト
- ホクレンくみあい・雪印飼料（旧：雪印種苗）
- 北洋証券
- 北海道エコリサイクルシステムズ
- 北海道ガス（北ガス）
- 北海道石油共同備蓄[95]
- 北海道曹達（AGCグループ）
- 北海道電力
- 北海道パワーエンジニアリング
- 北海道丸一鋼管
- マテック
- まるい商事
- ミサワホーム北海道
- 三星
- 南北海道三菱自動車販売

### 金融機関

#### 銀行
- 北洋銀行苫小牧中央支店（苫小牧北支店がブランチインブランチ）、糸井支店、沼ノ端支店
- 北海道銀行苫小牧支店、苫小牧東支店、糸井支店
- 北陸銀行苫小牧支店

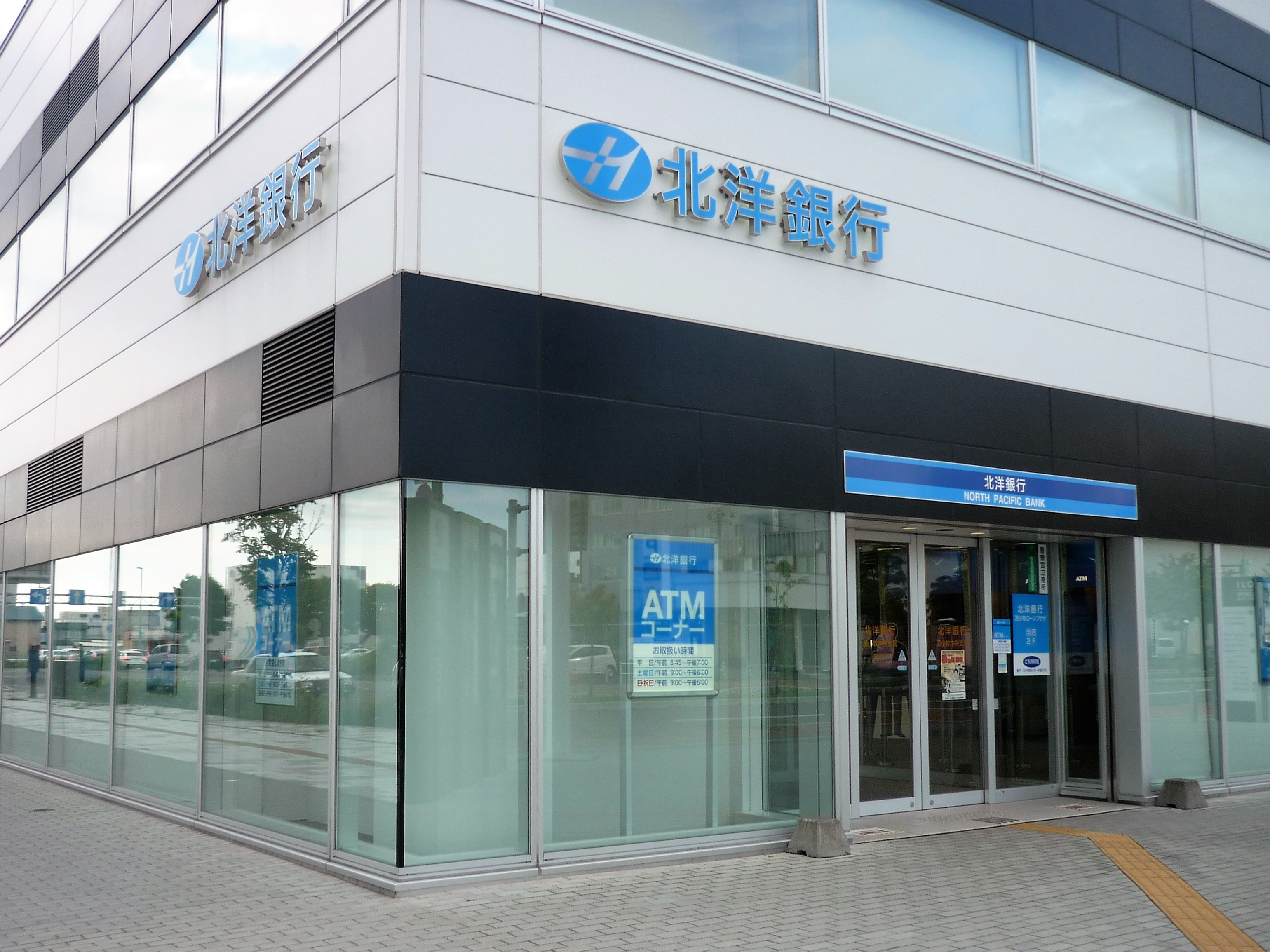
北洋銀行苫小牧中央支店（2018年8月）
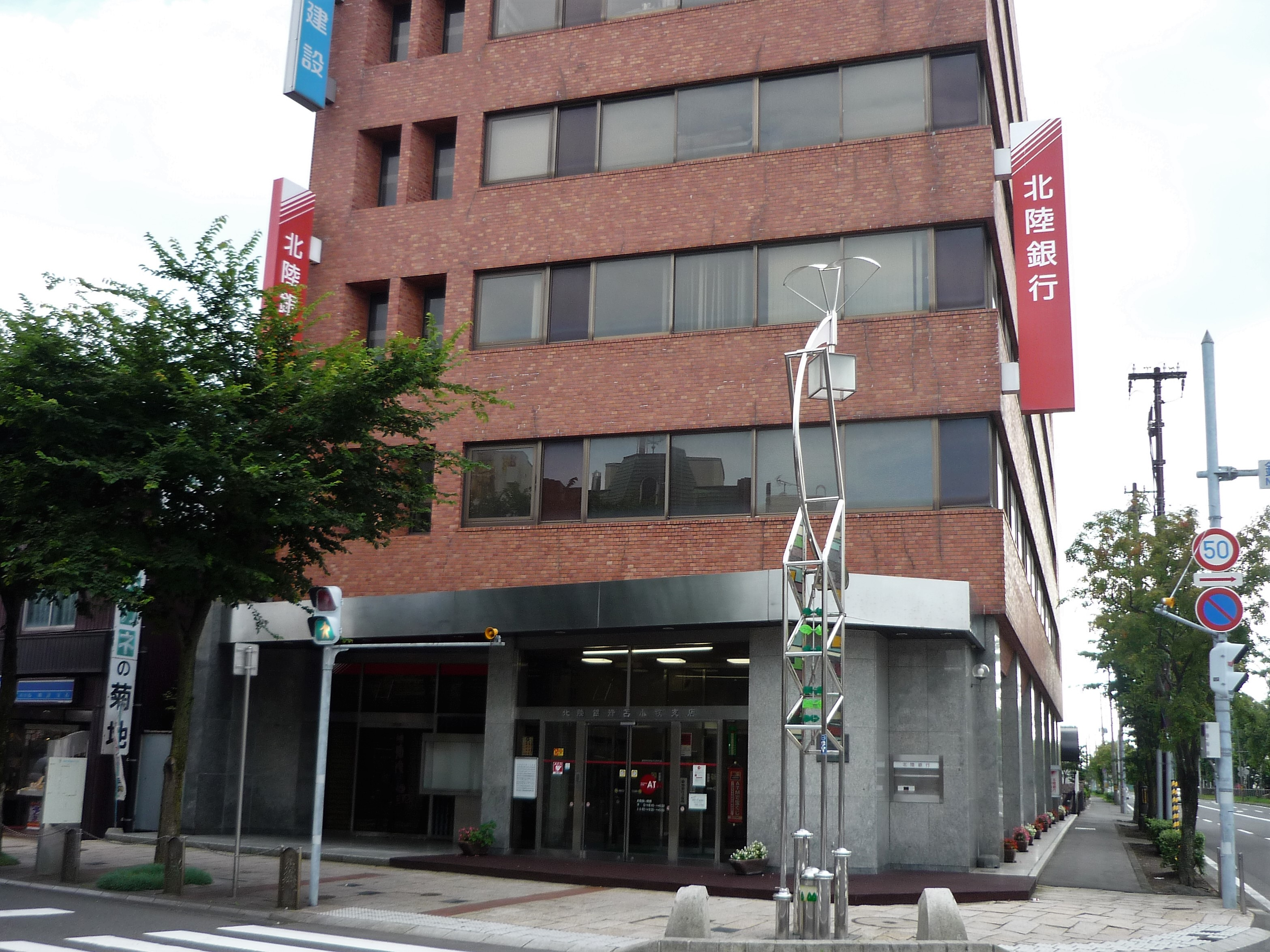
北陸銀行苫小牧支店（2018年8月）

#### 協同組織
- 苫小牧信用金庫本店、緑町支店、西支店、中野支店、糸井支店、三条支店、美園支店、光洋支店、沼ノ端支店、澄川支店、桜木支店、錦岡支店、明野支店、川沿支店、新開支店、沼ノ端北支店、市役所出張所
- 室蘭信用金庫苫小牧中央支店（苫小牧支店、錦岡支店がブランチインブランチ）
- 北央信用組合苫小牧支店
- ウリ信用組合苫小牧支店
- 北海道労働金庫苫小牧支店
- JAバンク北海道（北海道信用農業協同組合連合会）JAとまこまい広域苫小牧支所
- JFマリンバンク北海道（北海道信用漁業協同組合連合会）苫小牧

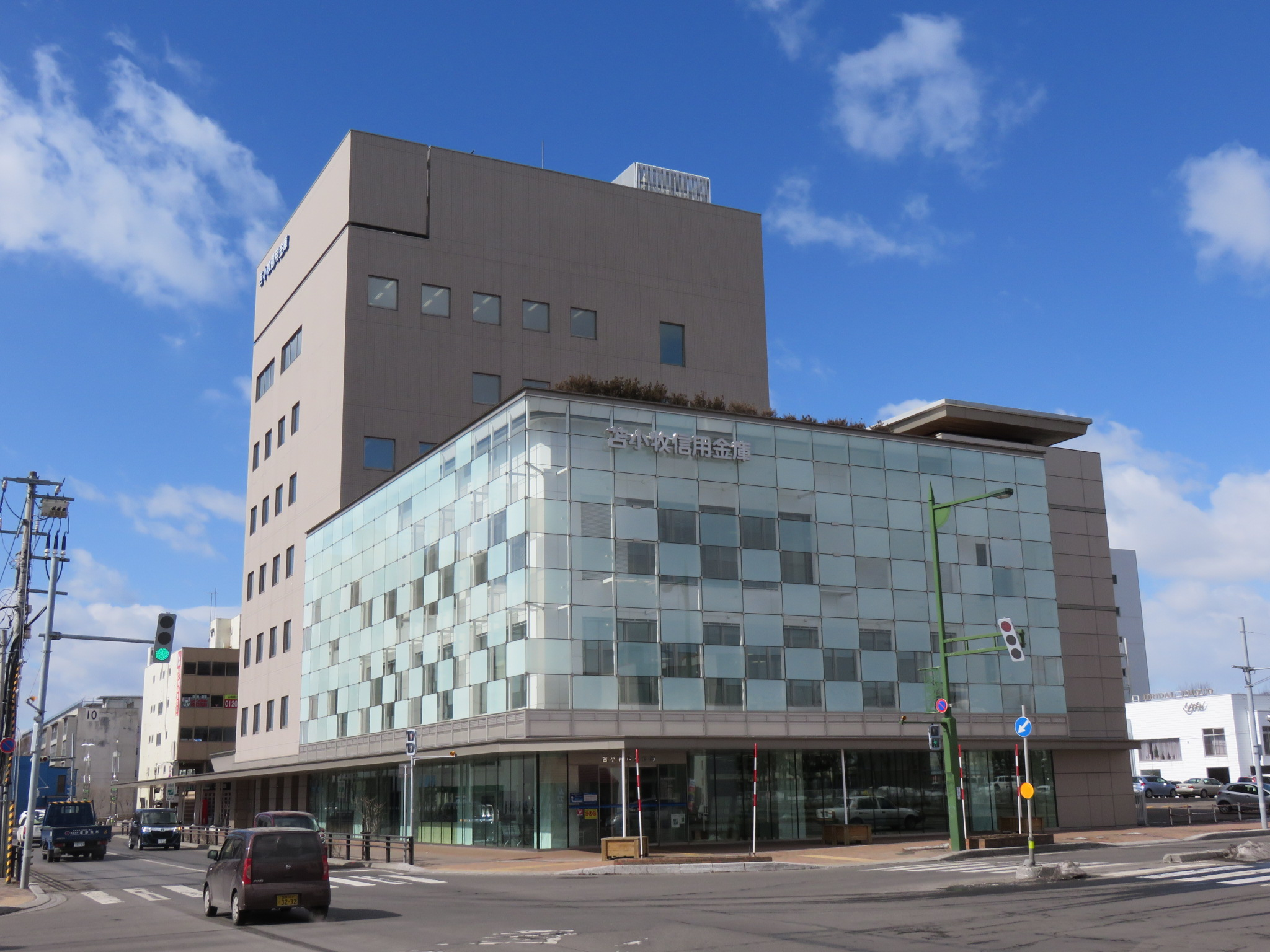
苫小牧信用金庫本店（2017年3月）
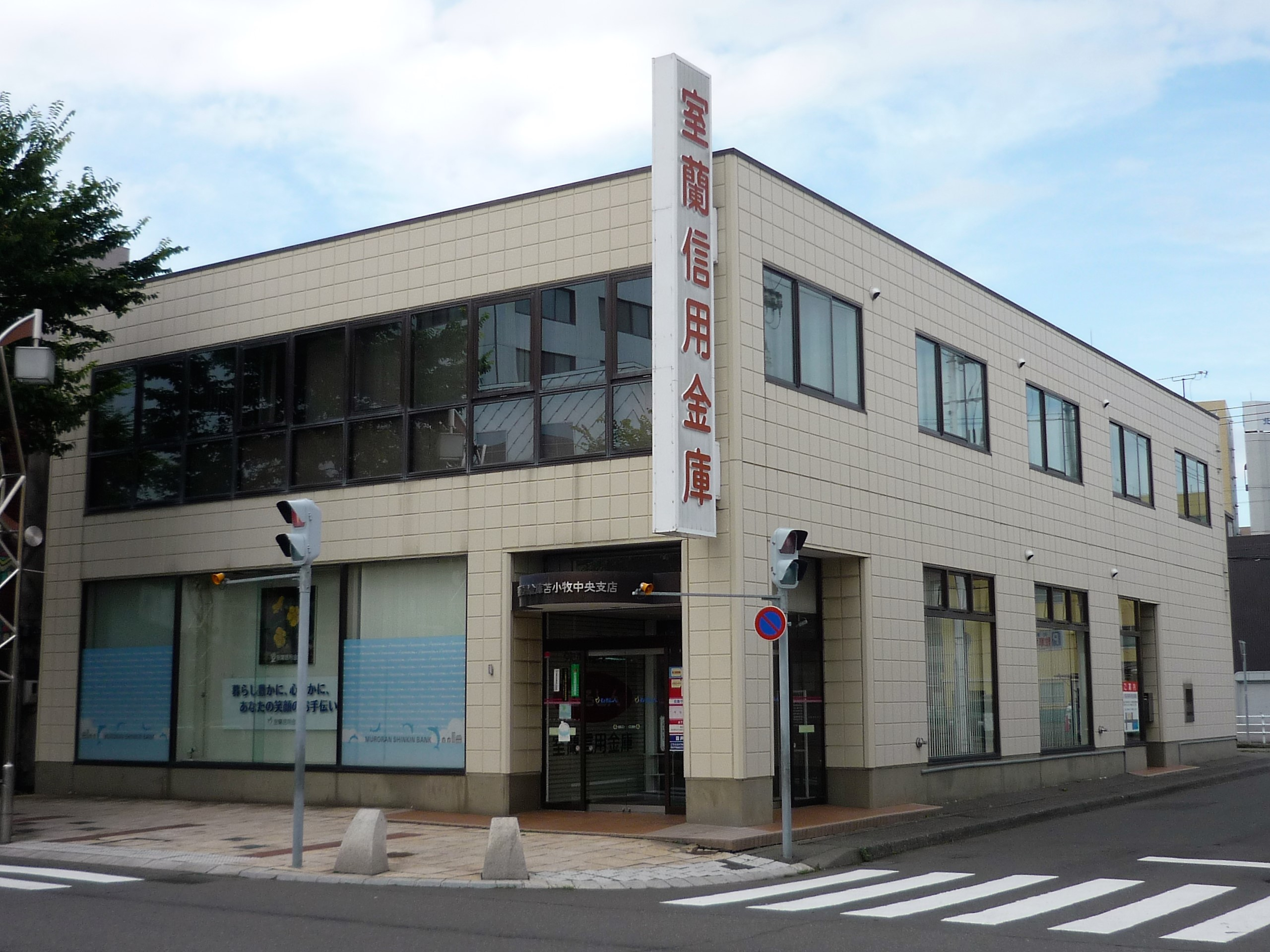
室蘭信用金庫苫小牧中央支店（2018年8月）
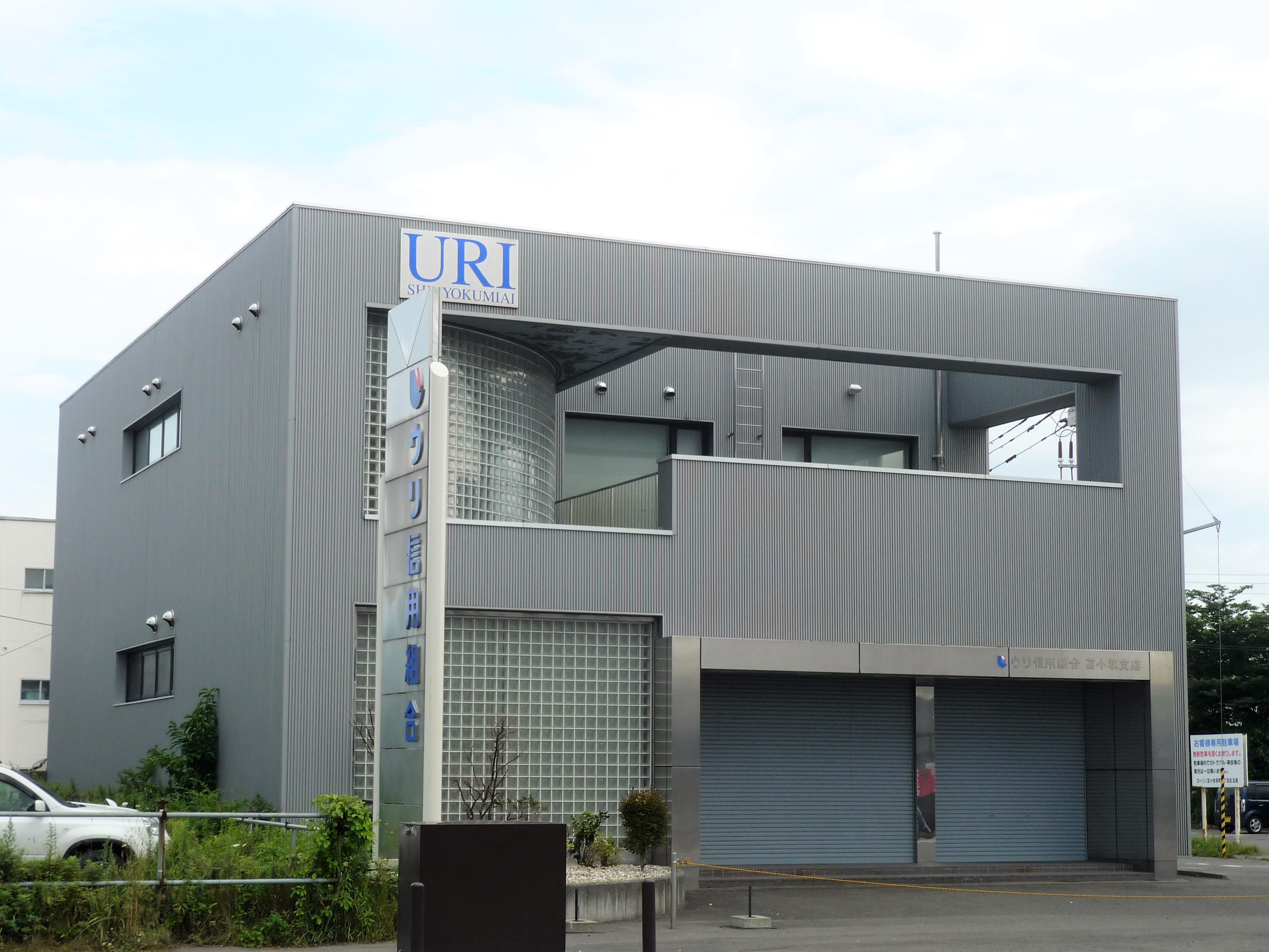
ウリ信用組合苫小牧支店（2018年8月）

#### 証券会社
- 北洋証券苫小牧支店

## 情報通信

### マスメディア

#### 新聞社
- 苫小牧民報社苫小牧本社、苫民プレスセンター
- 室蘭民報社東部支社
- 北海道新聞社苫小牧支社
- 北海道建設新聞社苫小牧支社
- 読売新聞北海道支社苫小牧支局
- 朝日新聞北海道支社苫小牧支局
- 毎日新聞北海道支社報道部苫小牧
- 時事通信社苫小牧支局

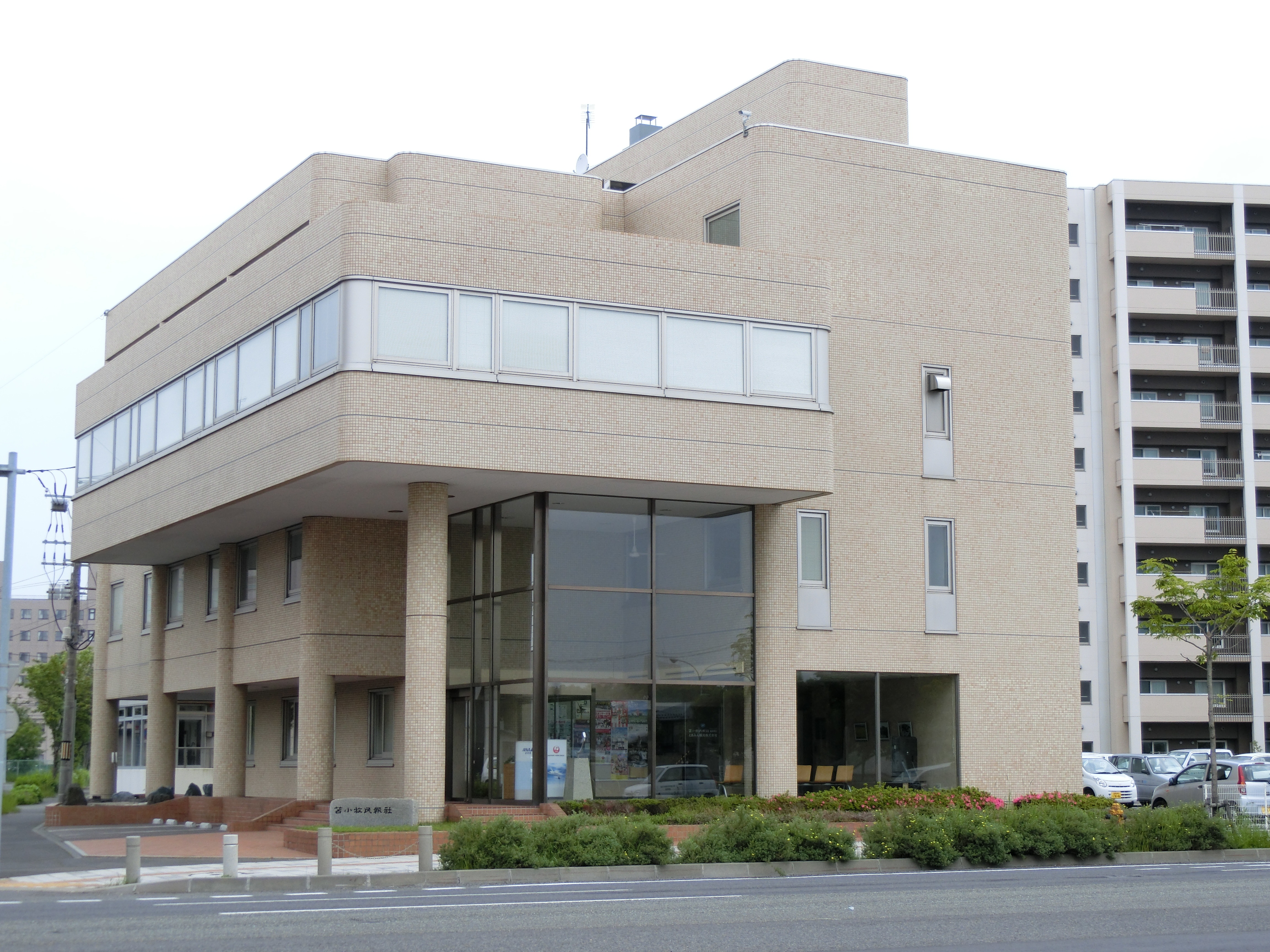
苫小牧民報社苫小牧本社（2017年7月）
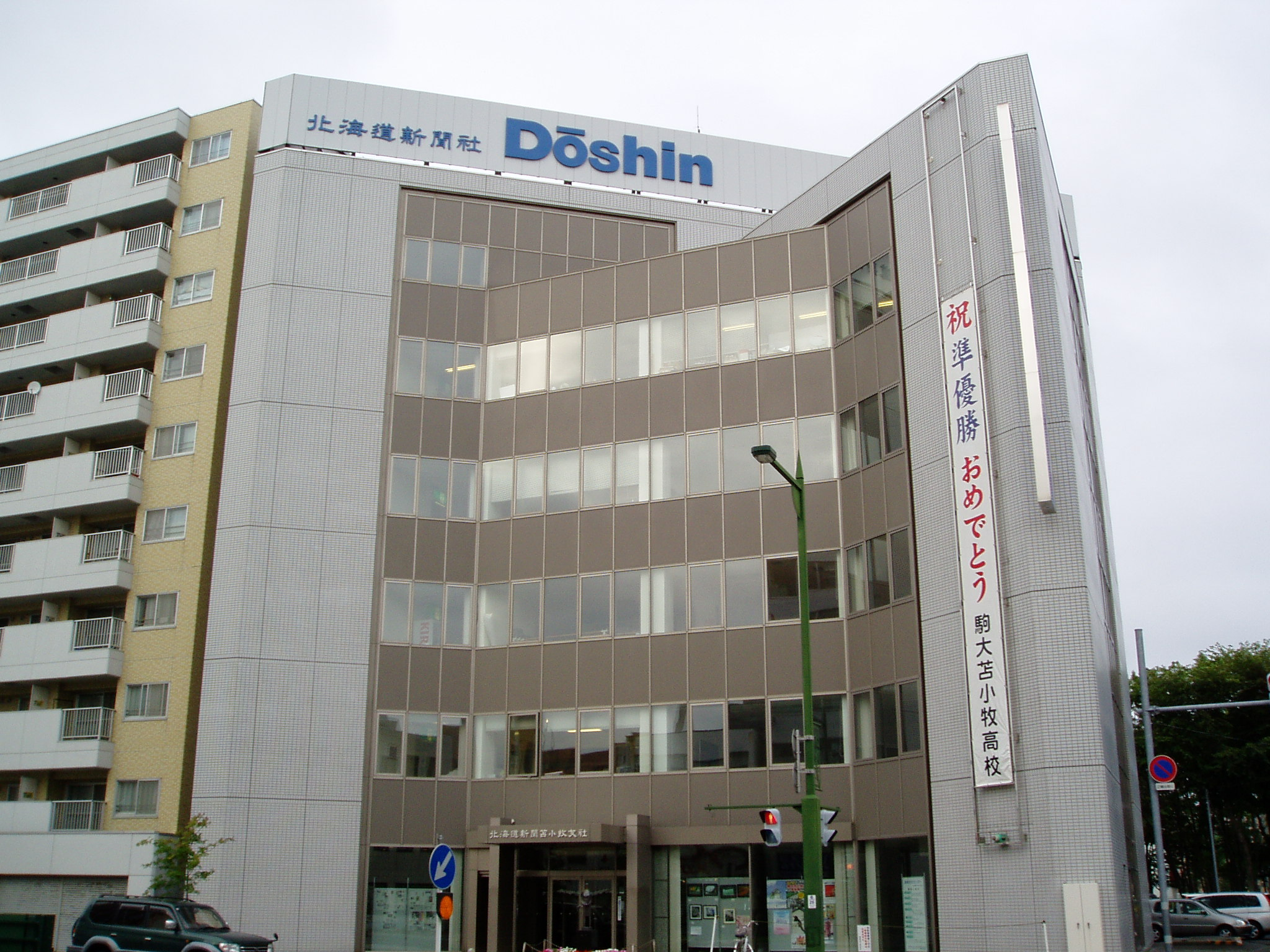
北海道新聞社苫小牧支社（2006年9月）

#### 放送局

##### テレビ放送
- 苫小牧ケーブルテレビ
- NHK室蘭放送局苫小牧支局
- 札幌テレビ放送（STV）苫小牧・室蘭放送局

##### ラジオ
2006年（平成18年）に「FMとまこまい」（仮称）と、市内でミニFMを放送している「ゆのみラヂオ」がコミュニティFMの開局準備を進めていることが報道されたが、どちらも開局にむけての具体的な動きは進んでいなかった。
その後、2019年（令和元年）12月22日、「FMとまこまい実行委員会」が設立され、2020年（令和2年）7月5日にはYouTubeによる「テスト放送」を開始した。さらに、2021年（令和3年）11月30日には苫小牧市王子町で法人を設立（とまこまいコミュニティ放送株式会社）、2022年（令和4年）9月30日には苫小牧市大町に移転、2023年（令和5年）3月31日に予備免許が交付され、同年夏の開局を目指している。そして、2023年（令和5年）9月1日正午に開局した。

#### 中継局

##### テレビ
- 苫小牧テレビ中継局

##### ラジオ
- 苫小牧ラジオ中継局

## 生活基盤

### ライフライン 電力・電話・ガス

#### 電力
- 北海道電力
  - 苫東厚真発電所（所在地は厚真町）
  - 苫小牧発電所
- 北海道電力ネットワーク
  - 道央南統括支店
- 北海道パワーエンジニアリング
  - 苫東厚真火力センター
  - 苫小牧共同火力発電所・苫小牧事業所
- 三井不動産苫小牧太陽光発電所
- シャープ苫東の森太陽光発電所

#### 電話
- NTT東日本-北海道苫小牧支店

#### ガス
- 苫小牧ガス

## 教育

### 大学
私立
- 北洋大学

研究施設
- 北海道大学北方生物圏フィールド科学センター森林圏ステーション苫小牧研究林[101]

### 高等専門学校
- 苫小牧工業高等専門学校

### 専修学校
- 苫小牧看護専門学校（専門課程）

### 高等学校
道立
- 北海道苫小牧東高等学校
- 北海道苫小牧南高等学校
- 北海道苫小牧西高等学校
- 北海道苫小牧工業高等学校
- 北海道苫小牧総合経済高等学校

私立
- 苫小牧中央高等学校
- 駒澤大学附属苫小牧高等学校

通信
- 池上学院高等学校

### 高等専修学校
- 苫小牧高等商業学校

### 義務教育学校
- 苫小牧市立植苗小中学校

### 中学校
市立
- 苫小牧市立苫小牧東中学校[102]
- 苫小牧市立勇払中学校[102]
- 苫小牧市立凌雲中学校[102]
- 苫小牧市立和光中学校[102]
- 苫小牧市立啓北中学校[102]
- 苫小牧市立光洋中学校[102]
- 苫小牧市立沼ノ端中学校[102]
- 苫小牧市立開成中学校[102]
- 苫小牧市立明倫中学校[102]
- 苫小牧市立啓明中学校[102]
- 苫小牧市立明野中学校[102]
- 苫小牧市立緑陵中学校[102]
- 苫小牧市立青翔中学校[102]
- 苫小牧市立ウトナイ中学校[102]

### 小学校
市立
- 苫小牧市立苫小牧西小学校[103]
- 苫小牧市立錦岡小学校[103]
- 苫小牧市立勇払小学校[103]
- 苫小牧市立沼ノ端小学校[103]
- 苫小牧市立苫小牧東小学校[103]
- 苫小牧市立樽前小学校[103]
- 苫小牧市立若草小学校[103]
- 苫小牧市立北光小学校[103]
- 苫小牧市立緑小学校[103]
- 苫小牧市立大成小学校[103]
- 苫小牧市立清水小学校[103]
- 苫小牧市立美園小学校[103]
- 苫小牧市立日新小学校[103]
- 苫小牧市立糸井小学校[103]
- 苫小牧市立北星小学校[103]
- 苫小牧市立澄川小学校[103]
- 苫小牧市立豊川小学校[103]
- 苫小牧市立泉野小学校[103]
- 苫小牧市立明野小学校[103]
- 苫小牧市立拓勇小学校[103]
- 苫小牧市立ウトナイ小学校[103]
- 苫小牧市立拓進小学校[103]

### 特別支援学校
- 北海道苫小牧支援学校

### 保育所
市立
- いとい北保育園[104]
- みその保育園[104]

私立
- 錦岡保育園[104]
- こいとい保育園[104]
- ひよし保育園[104]
- さくらぎ保育園[104]
- 山手キューピット保育園[104]
- たいせい保育園[104]
- すえひろ保育園[104]
- なかの保育園[104]
- おとわ保育園[104]
- あけの保育園[104]
- 拓勇おひさま保育園[104]
- 沼ノ端おひさま保育園[104]
- うとない保育園[104]

### 認定こども園
- 勇払幼稚園[105]
- 第2はくちょう幼稚園[105]
- はくちょう幼稚園[105]
- 幼稚舎あいか[105]
- 苫小牧中央幼稚園[105]
- 苫小牧聖ルカ幼稚園[105]
- 苫小牧マーガレット幼稚園[105]
- 苫小牧ふたば幼稚園[105]
- 苫小牧すみれ保育園[105]
- かおり幼稚園[105]
- はなぞの認定こども園[105]
- 苫小牧あおば幼稚園[105]
- 原学園ひかり幼稚園[105]
- エンゼル幼稚園[105]
- ピノキオ苫小牧幼稚園[105]
- 苫小牧もも花幼稚園[105]

### 幼稚園
私立
- 苫小牧のぞみ幼稚園[106]
- 苫小牧いずみ幼稚園[106]
- 苫小牧藤幼稚園[106]
- 苫小牧聖母幼稚園[106]
- ひかりの国幼稚園[106]
- 錦岡幼稚園[106]
- 駒沢苫小牧幼稚園[106]
- 青空幼稚園[106]

### 学校教育以外の施設
- 北海道立苫小牧高等技術専門学院
- 野口観光ホテルプロフェッショナル学院
- NDS中野自動車学校
- 苫小牧ドライビングスクール

### 廃止・閉校となった学校
- 苫小牧市立柏原小学校 - 1971年（昭和46年）閉校[107]
- 苫小牧市立静川小学校 - 1971年（昭和46年）閉校[108]

- 苫小牧市立丸山小学校 - 1982年（昭和57年）閉校[109]
- 苫小牧市立明徳小学校[110]
- 苫小牧市立植苗小学校
- 苫小牧市立弥生中学校[111]
- 苫小牧市立啓北中学校山なみ分校[102]
- 苫小牧市立植苗中学校

## 交通

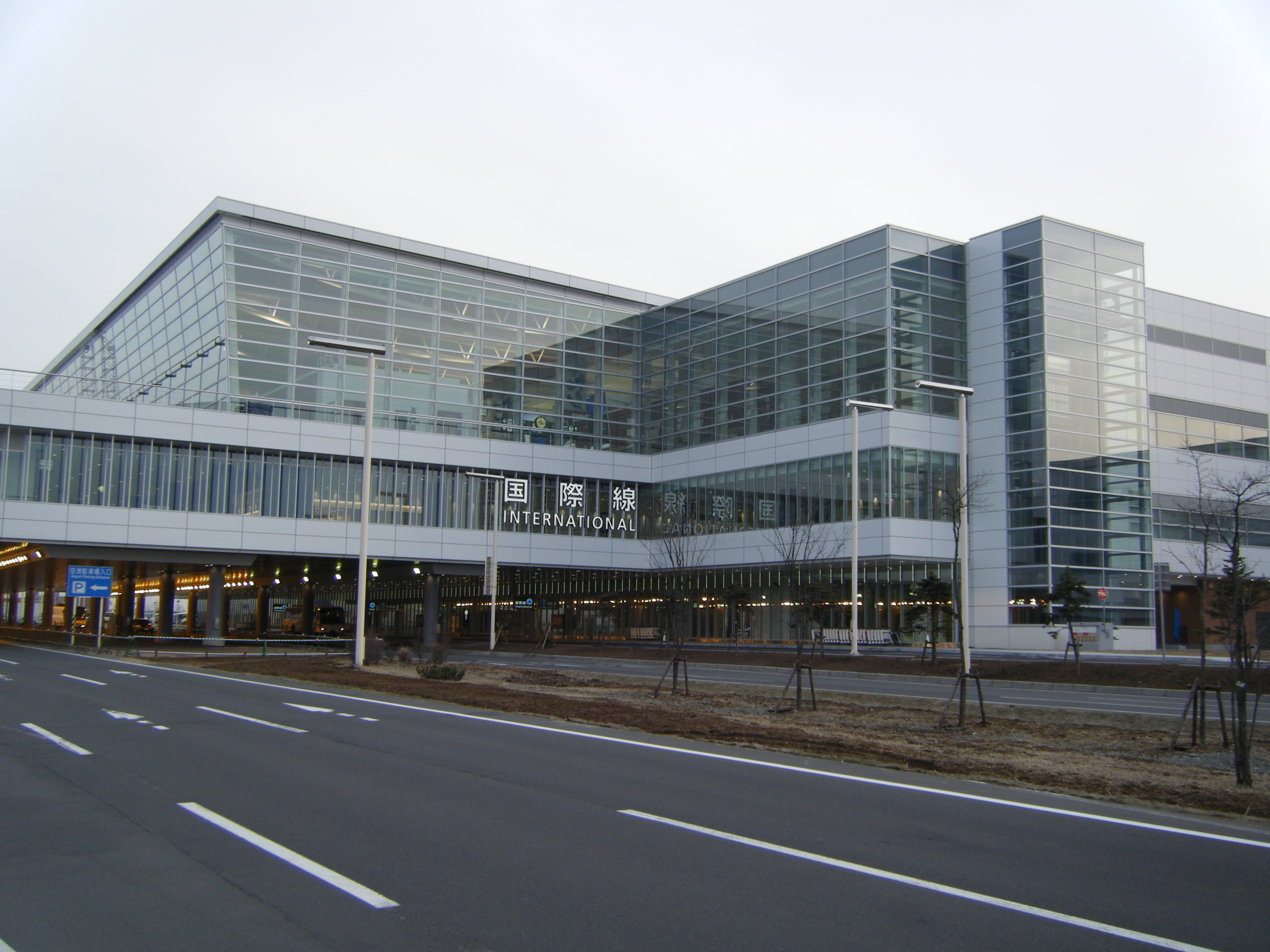
新千歳空港国際線ターミナルビル（2010年4月）

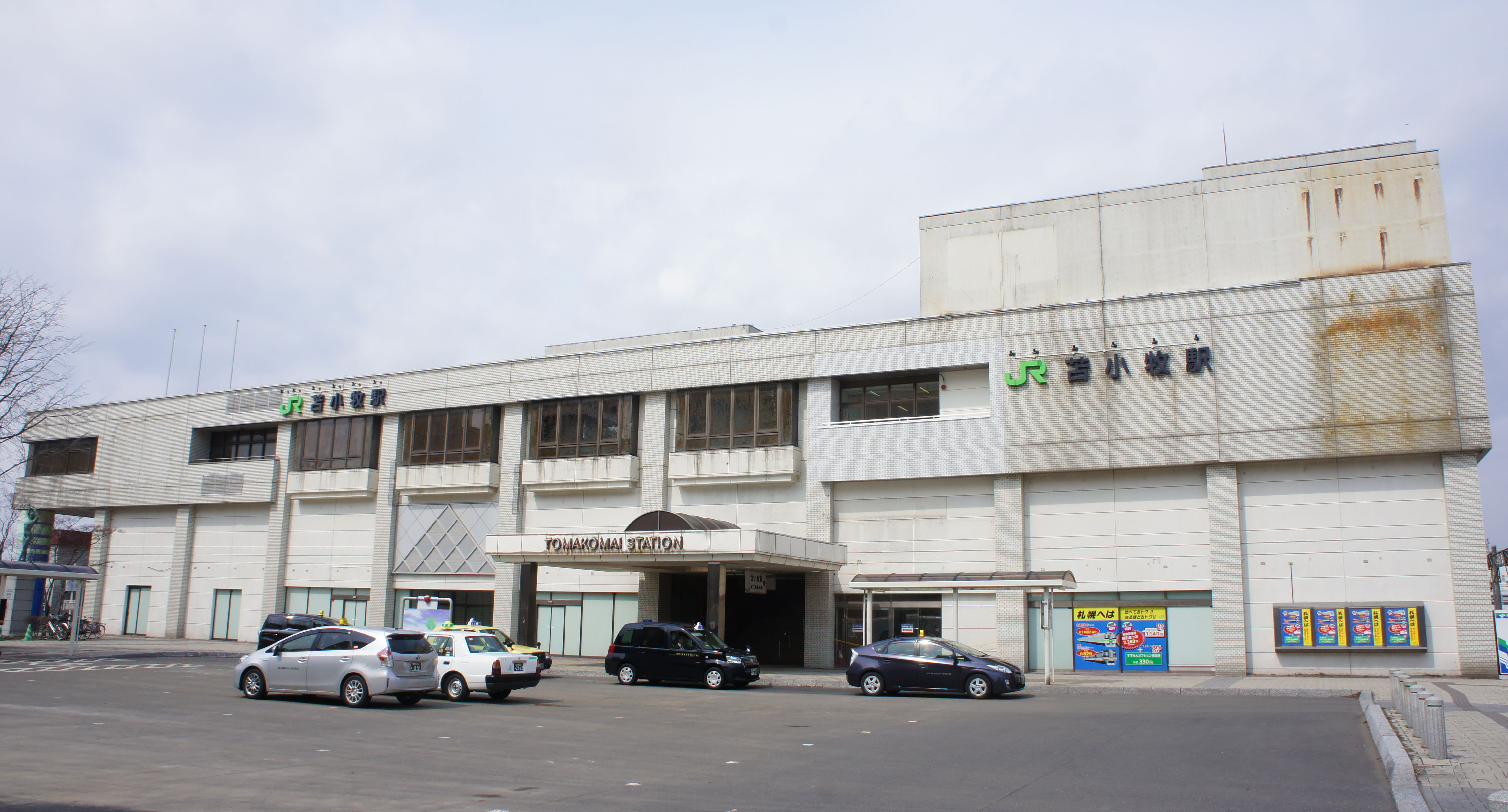
苫小牧駅南口（2019年4月）

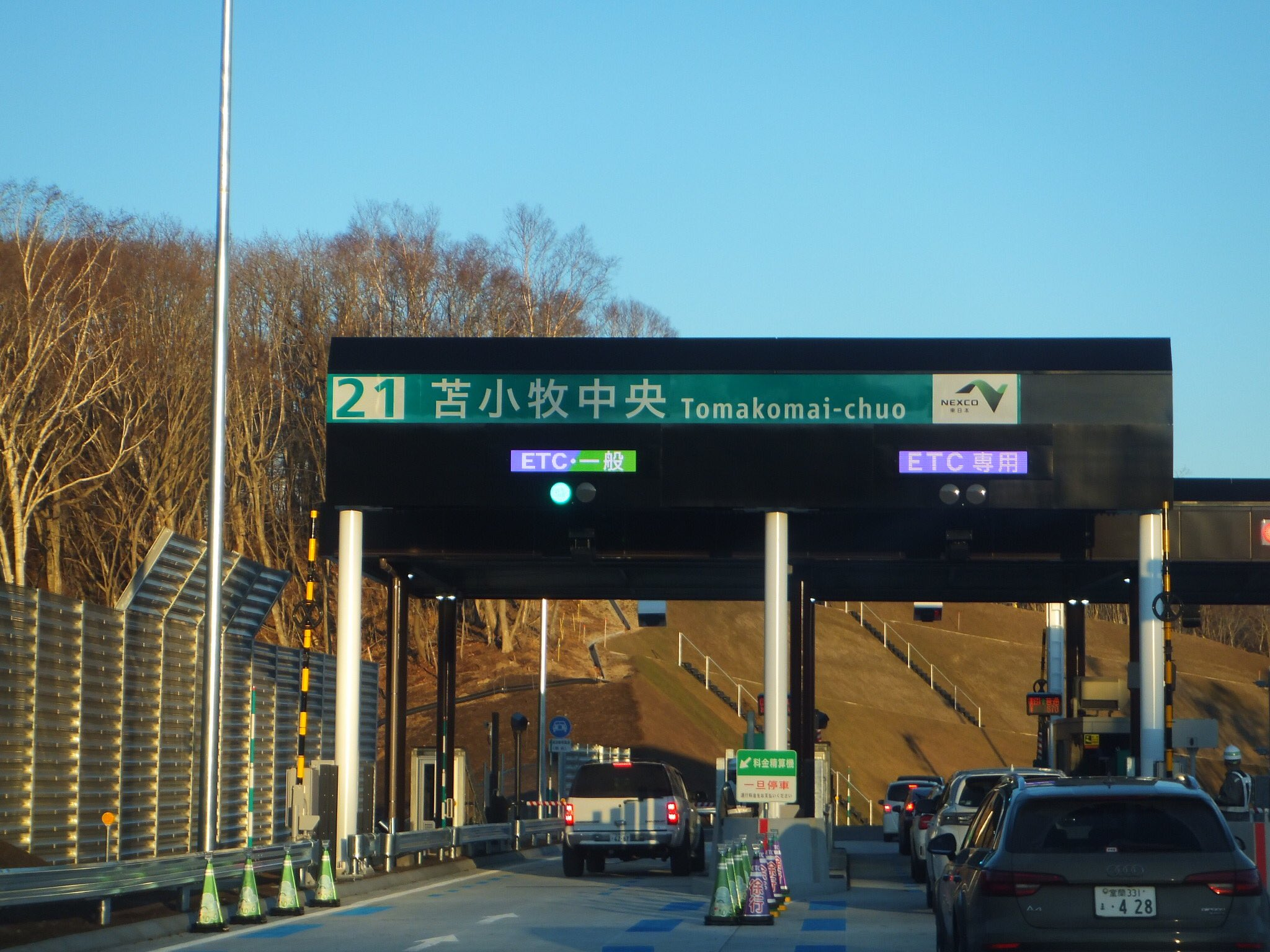
苫小牧中央IC料金所（2021年8月）

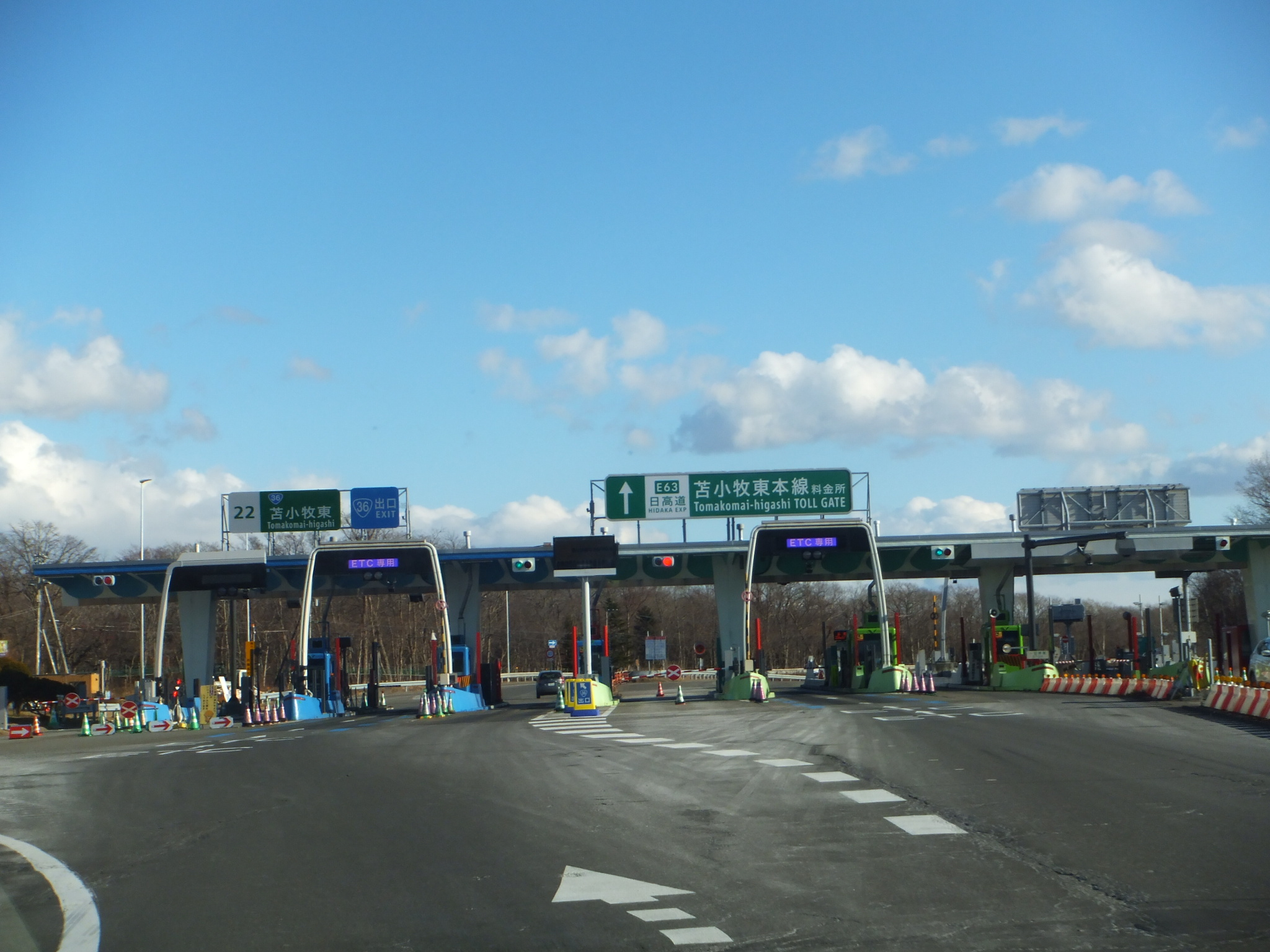
苫小牧東IC・本線料金所（2020年12月）

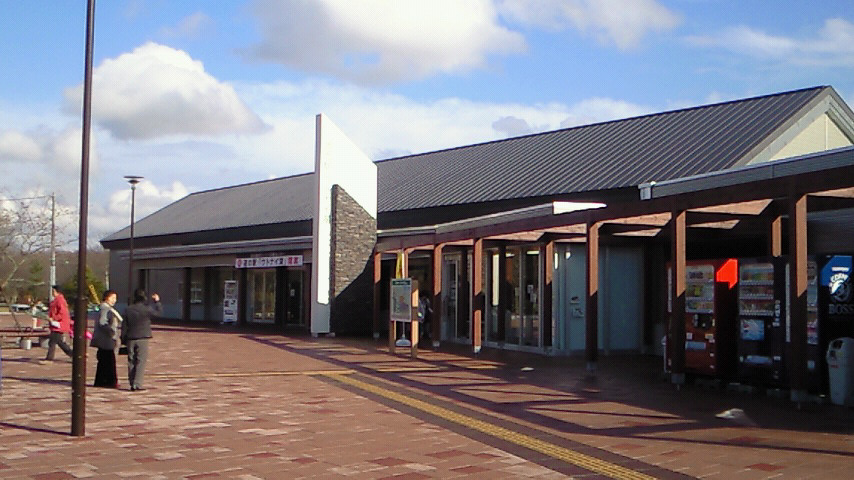
道の駅ウトナイ湖（2009年11月）

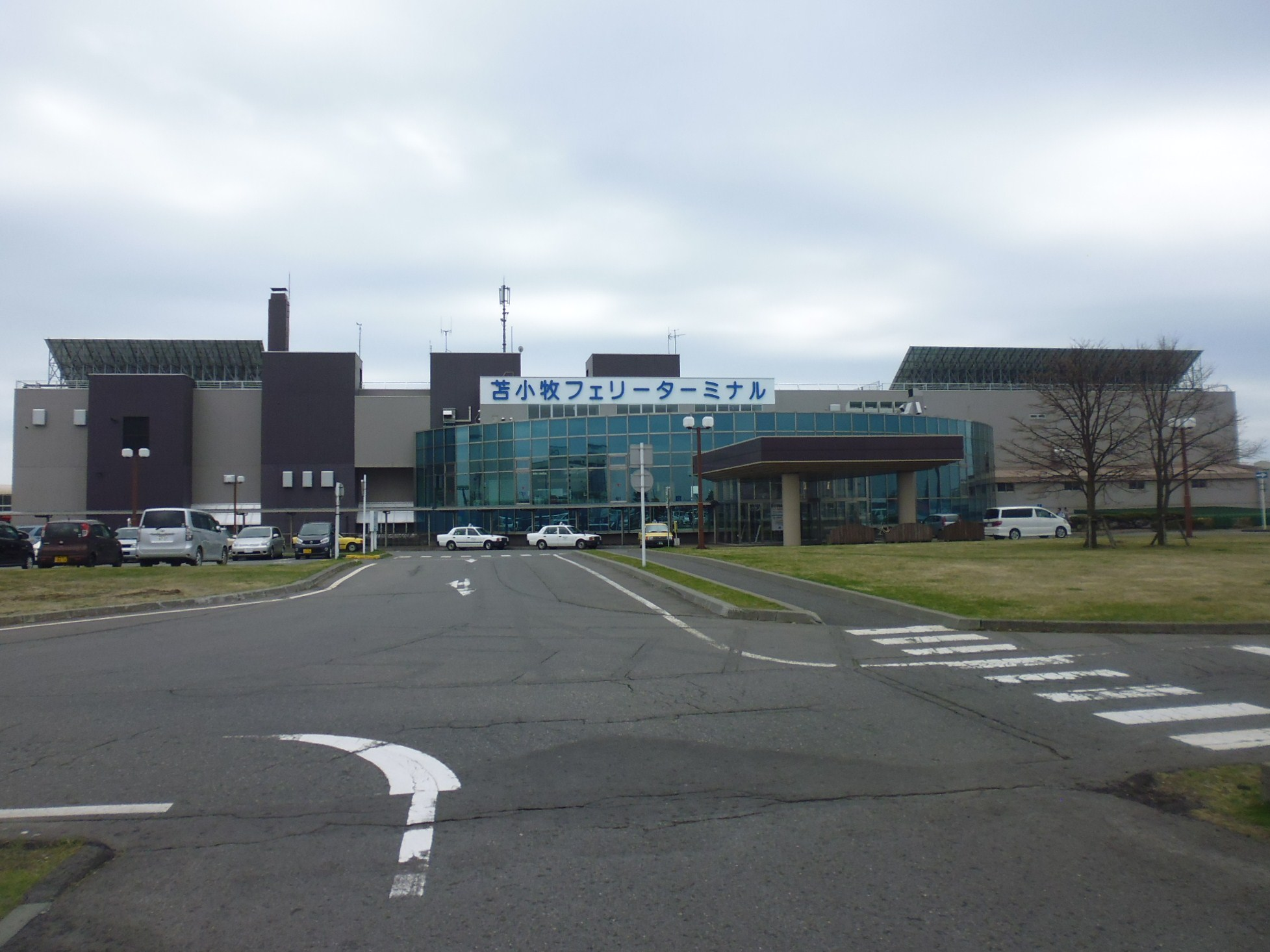
苫小牧西港フェリーターミナル（2017年5月）

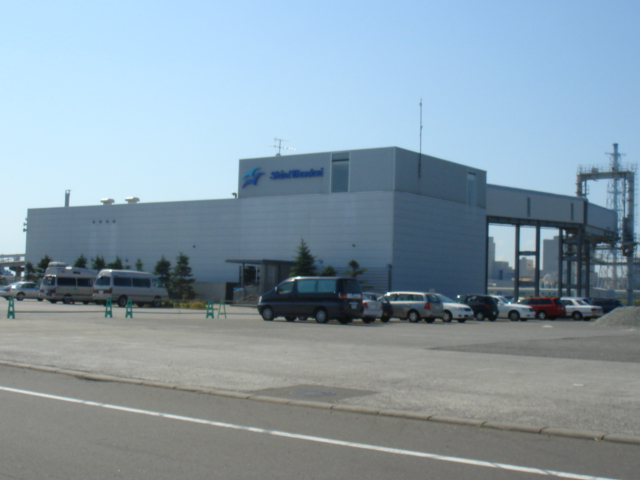
苫小牧東港周文フェリーターミナル外観（2007年9月）

### 空港
- 新千歳空港
  - 2本の並行滑走路の南半分と千歳飛行場の東側滑走路南端は、苫小牧市の市域となっている。

### 鉄道
沼ノ端−白老間の28.7 kmは「日本一長い鉄道直線区間」になっている。
- 北海道旅客鉄道（JR北海道） 苫小牧運転所
  - 室蘭本線：錦岡駅 - 糸井駅 - 青葉駅 - 苫小牧駅 - 沼ノ端駅
  - 千歳線：沼ノ端駅 - 植苗駅
  - 日高本線：苫小牧駅 - 勇払駅
- 日本貨物鉄道（JR貨物）北海道支社
  - 室蘭本線：苫小牧貨物駅

#### 廃線となった鉄道
- 日本国有鉄道（国鉄）
  - 富内線：北松田駅 - 静川駅
- 王子軽便鉄道
  - 山線：苫小牧駅 - 高丘（六哩）駅 - 十哩駅 - 夕振（十二哩）駅 - 丸山（十三哩）駅 - 分岐点駅 - 水溜駅 - 第二発電所駅 - 第三発電所駅 - 第四発電所駅 - 上千歳駅
  - 山線：分岐点駅 - 滝ノ上駅 - 湖畔駅
  - 採砂線（海岸線）
  - 坊主山線
- 苫小牧港開発
  - 苫小牧港開発株式会社線：新苫小牧駅 - 一本松駅 - 港北駅 - 港南駅 - 石油埠頭駅

### バス

#### 路線バス
- 道南バス（苫小牧・錦西 両営業所）
  - 市内線
  - 郊外線
- あつまバス
- 北海道中央バス - 空4 支笏湖線「スキー場入口」バス停のみ市域内[112]。

#### 高速バス
- 道南バス（苫小牧・札幌 両営業所）
- 北海道中央バス（札幌北営業所）
- ジェイ・アール北海道バス（様似営業所）[113]

### タクシー
普通車の初乗り上限運賃は600円。（距離制）。
- 金星室蘭ハイヤー苫小牧支店[115]
- 北海交通[116]
- 臨港昭和交通[117]
- 苫小牧第一観光ハイヤー

### 道路

#### 高速道路
高速道路
- 道央自動車道（北海道縦貫自動車道）：樽前SA - 苫小牧西IC - 苫小牧中央IC - 苫小牧東IC/JCT - 美沢PA

一般国道自動車専用道路(B)
- 日高自動車道：苫小牧東JCT/TB - 沼ノ端西IC - 沼ノ端東IC - 苫東中央IC

#### 国道
- 国道36号
- 国道234号
- 国道235号
- 国道276号
- 国道453号

#### 道道
主要地方道
- 北海道道10号千歳鵡川線
- 北海道道16号支笏湖公園線
- 北海道道19号苫小牧停車場線
- 北海道道91号苫小牧東インター線
- 北海道道129号静川美沢線
- 北海道道130号新千歳空港線
- 北海道道141号樽前錦岡線

一般道道
- 北海道道259号上厚真苫小牧線
- 北海道道781号苫小牧環状線
- 北海道道872号支笏湖公園自転車道線
- 北海道道1091号泉沢新千歳空港線
- 北海道道1179号苫小牧中央インター線

#### 道の駅
- ウトナイ湖

### 港湾
- 苫小牧港

#### 航路
フェリー
- 西港区

- 東港区

## 観光

### 文化財

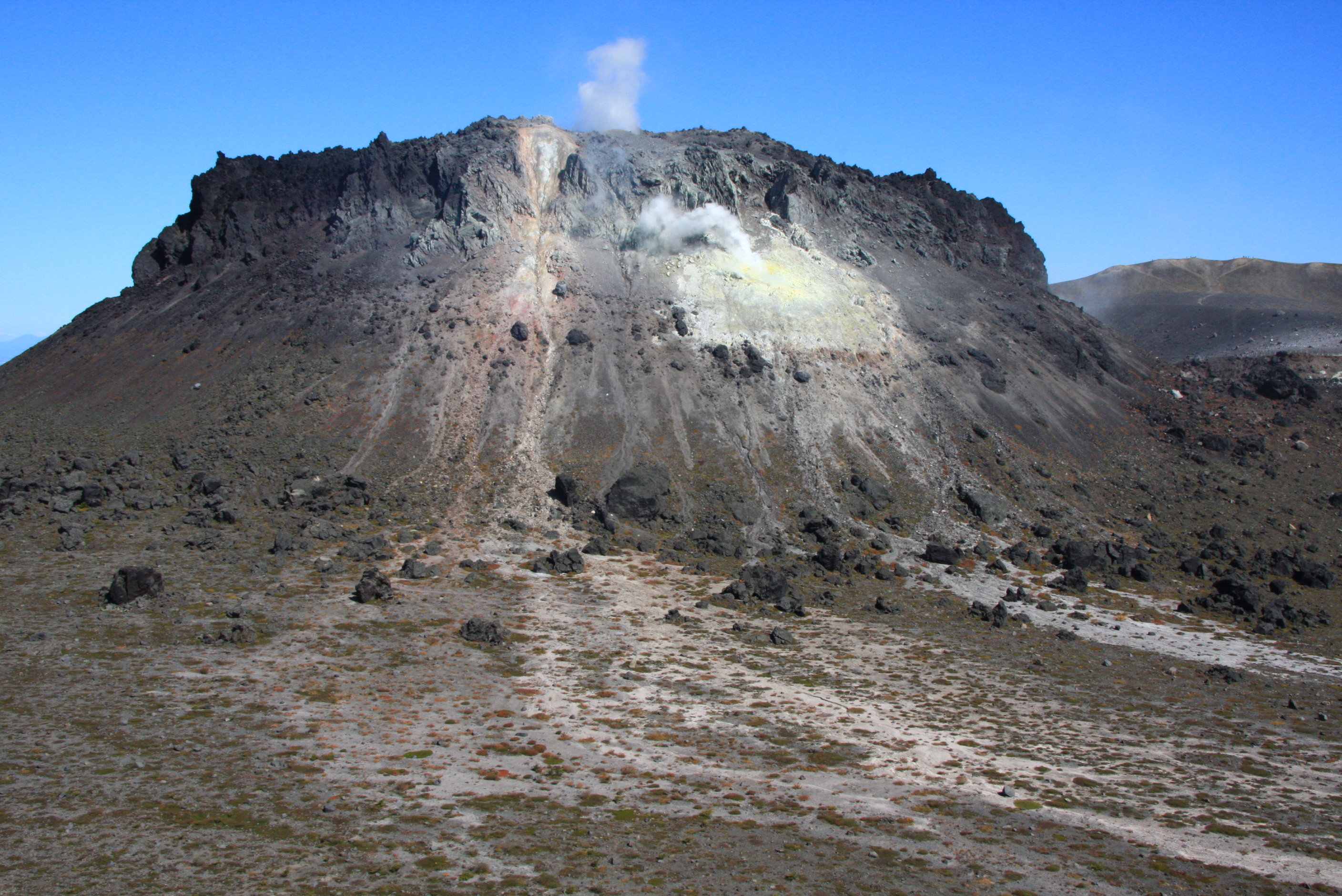
樽前山の溶岩円頂丘（2009年9月）

#### 国指定
- 史跡
  - 静川遺跡[118]

国登録
- 有形文化財
  - 北海道大学農学部附属苫小牧地方演習林森林記念館（旧標本貯蔵室）[119]

#### 道指定
- 史跡
  - 開拓使三角測量勇払基点[120]
- 天然記念物
  - 樽前山熔岩円頂丘[121]
- 有形文化財
  - アイヌ丸木舟および推進具[122]

#### 市指定
- 史跡
  - 勇払会所の跡[123]
  - 蝦夷地開拓移住隊士の墓[124]
- 有形文化財
  - 林重右衛門墓碑[125]
  - 錦岡樽前山神社円空作樽前権現像及び奉納品7点[126]
- 民俗文化財
  - 勇払恵比須神社奉納品21点[127]
  - 勇武津不動及び奉納品7点[128]

### 観光スポット
- イコロの森[129]
- ノーザンホースパーク
- ウトナイ湖
- 勇払マリーナ[130]
- 勇武津資料館
- キラキラ公園（北ふ頭緑地）
- 海の駅 ぷらっとみなと市場[131]
- 苫小牧市科学センター（ミールの予備機展示[30]）
- 苫小牧市民文化公園（出光カルチャーパーク）
  - 苫小牧市サンガーデン
  - 苫小牧市美術博物館
- まちなか交流館（観光案内所、足湯、手湯）
- 樽前山神社（別表神社）
- 北海道大学苫小牧研究林
- 苫小牧市緑ヶ丘公園
  - 緑ヶ丘公園展望台
- 苫小牧市錦大沼公園
  - オートリゾート苫小牧アルテン[132]
- 樽前ガロー
- 樽前山

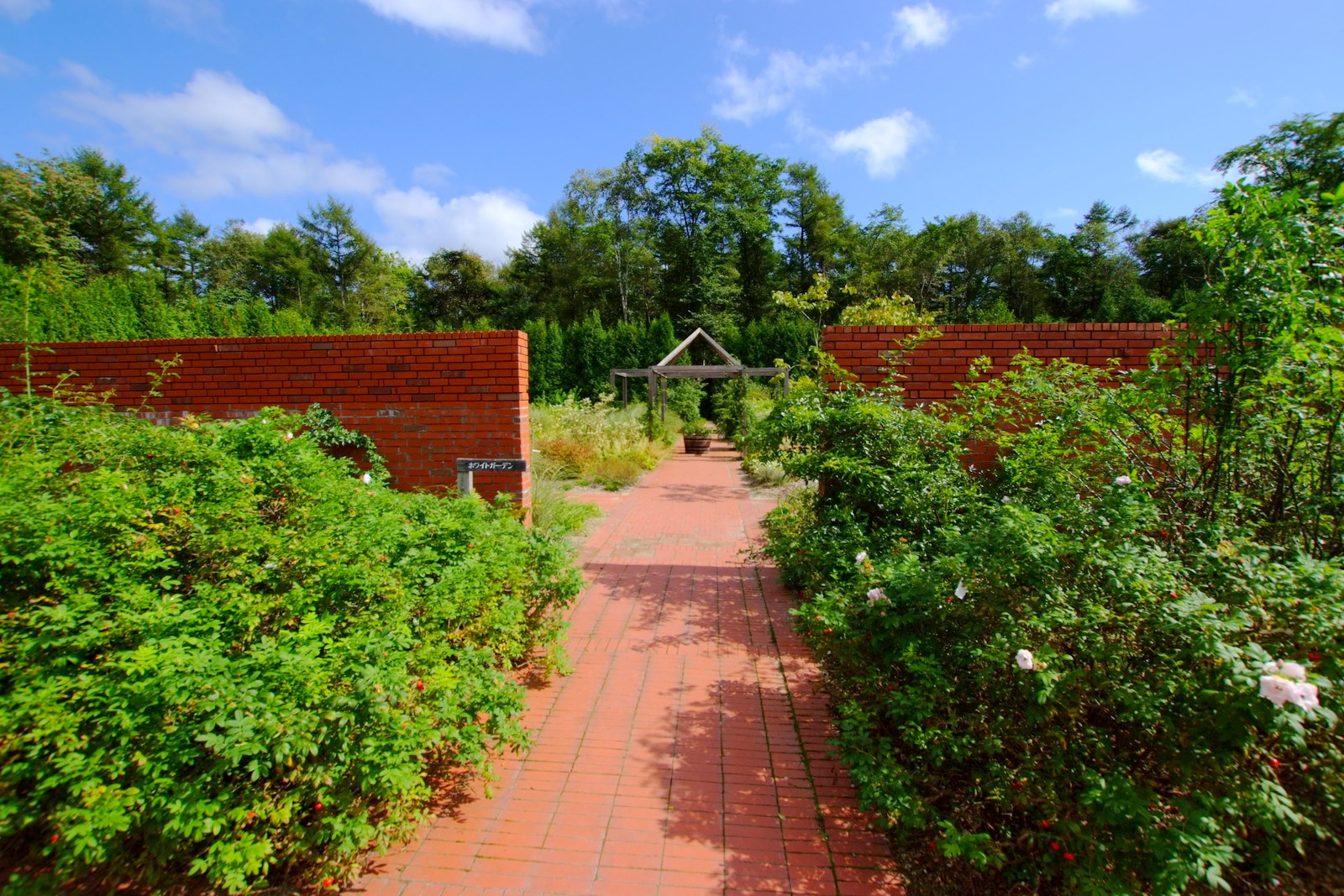
イコロの森（2013年9月）
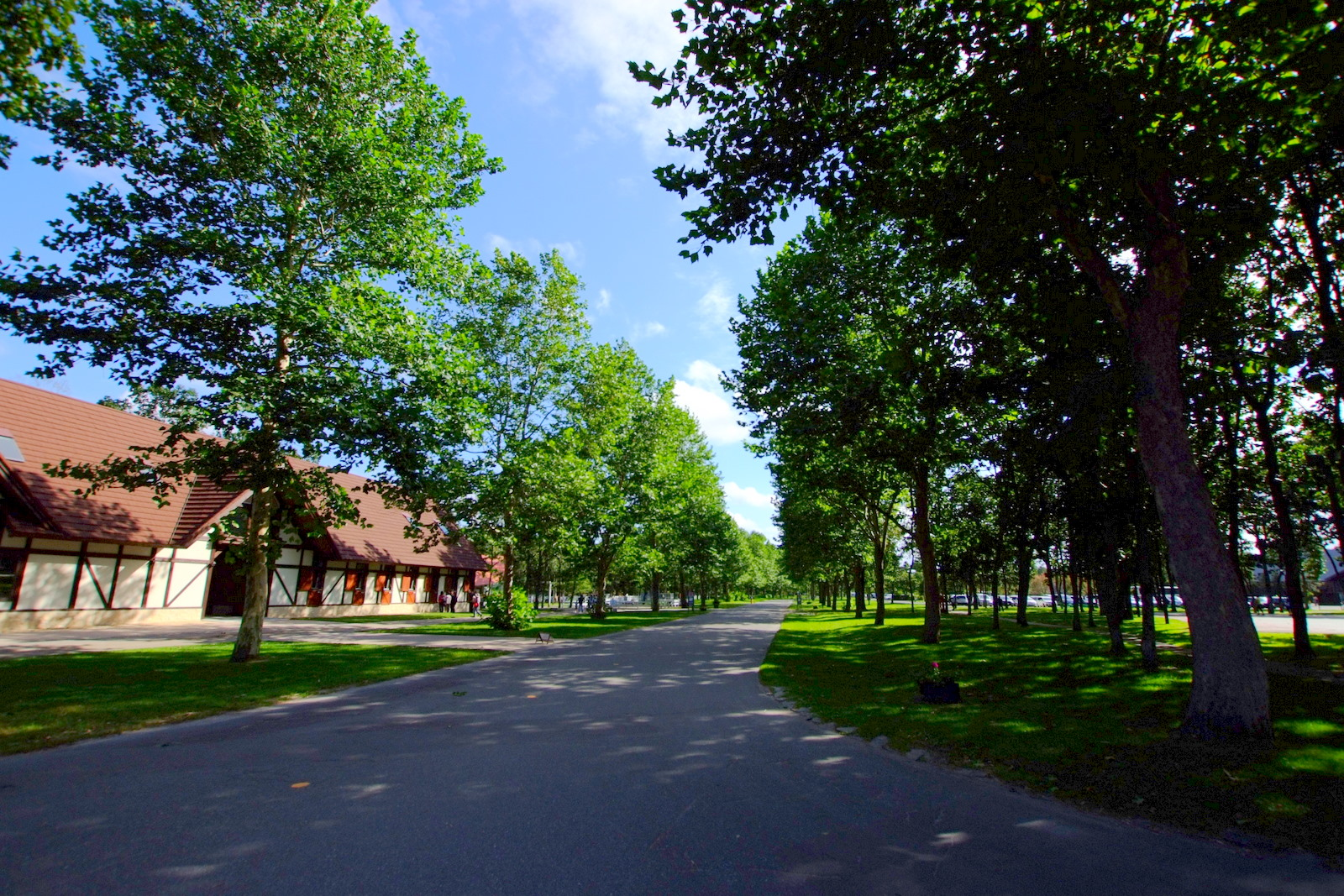
ノーザンホースパーク（2013年9月）
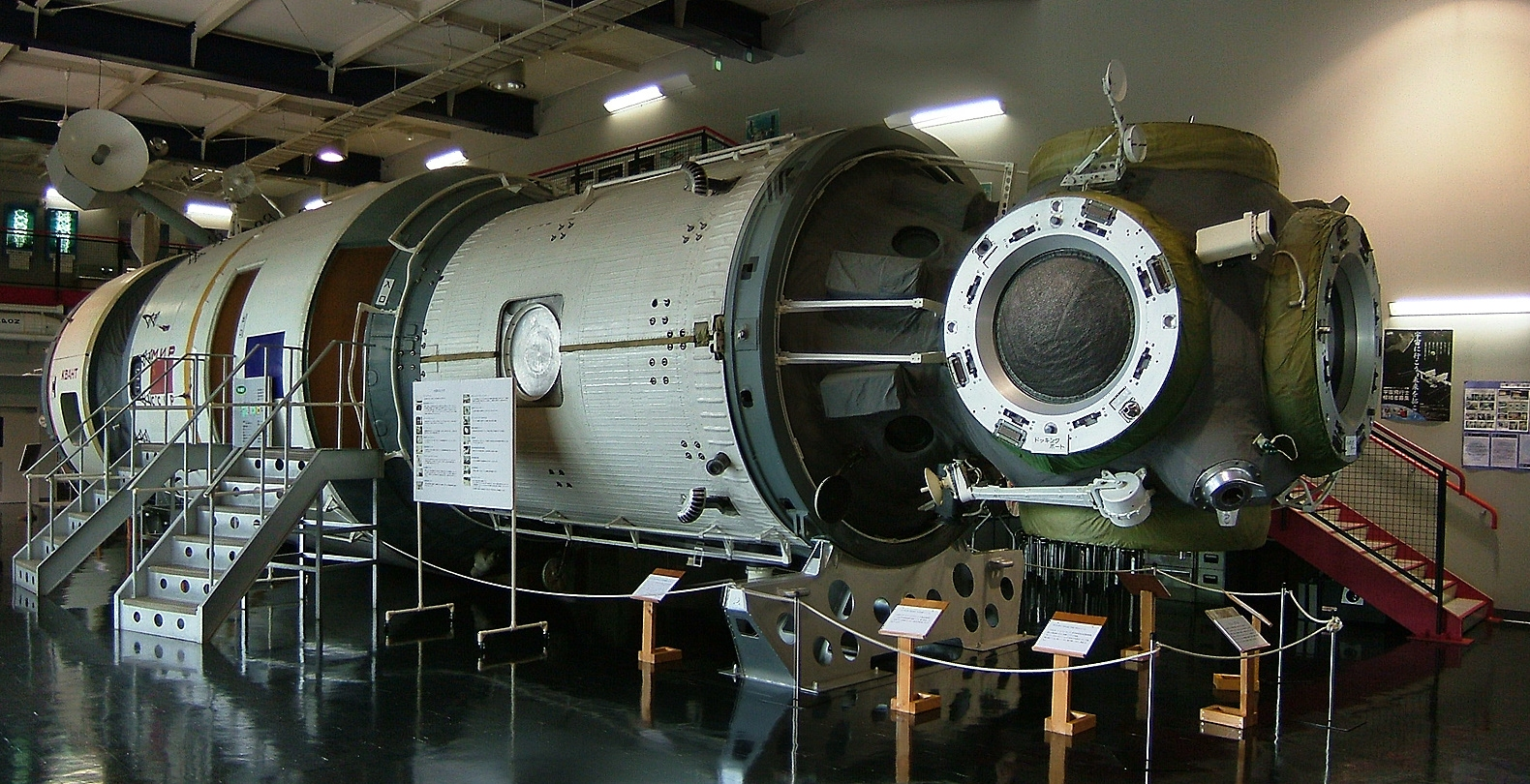
苫小牧市科学センターのミール展示館にあるミール（コアモジュール）とクバントの予備機（2008年9月）
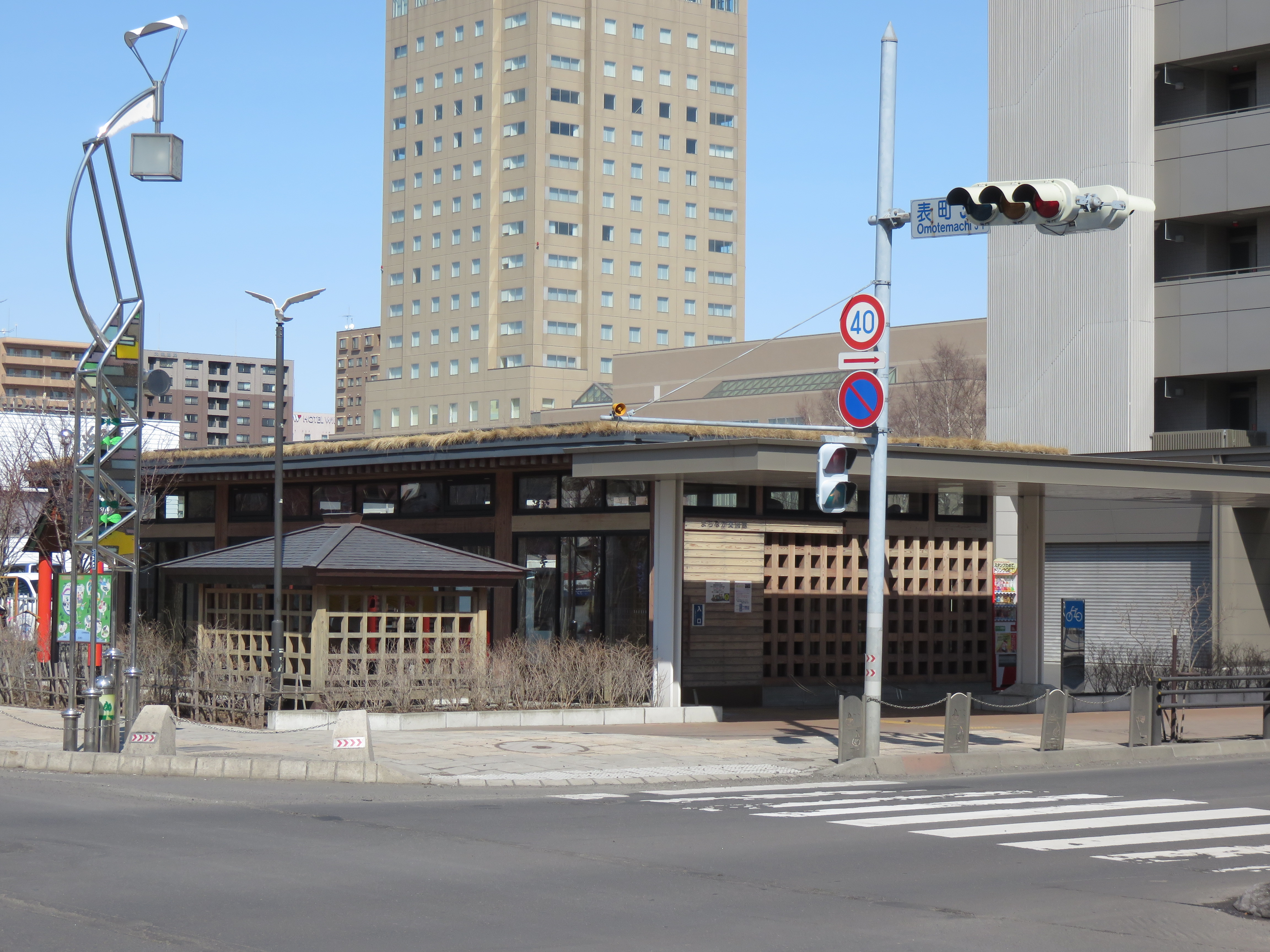
まちなか交流館（2017年3月）
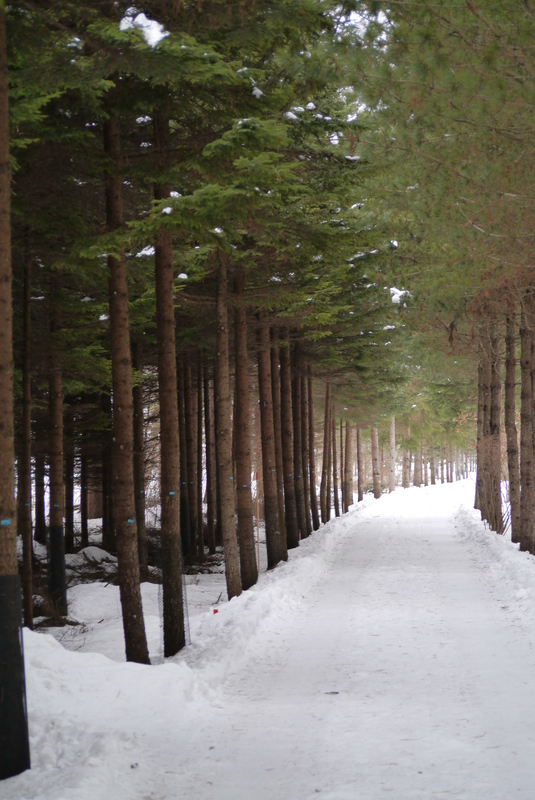
北海道大学苫小牧研究林（2012年1月）

ゴルフ場
- アイランドゴルフリゾート御前水
- 桂ゴルフ倶楽部
- 植苗カントリークラブ
- 千歳空港カントリークラブ
- 北海道ブルックスカントリークラブ
- ニドム クラシックコース
- 苫小牧ゴルフリゾート72 エミナゴルフクラブ
- 苫小牧ゴルフリゾート72 アイリスゴルフクラブ
- 北海道ゴルフ倶楽部
- 樽前カントリークラブ
- ドリーム苫小牧ゴルフ倶楽部

## 文化・名物

### 祭事・催事
- とまこまいスケートまつり（2月）
- 緑ヶ丘公園まつり、ノーザンホースパークマラソン（5月）
- ハスカップウィーク（6月下旬から7月中旬）
- 樽前山神社例大祭（7月）
- とまこまい港まつり（8月）
- 紙フェスティバル、たるまえサンフェスティバル（9月）
- 苫小牧漁港ホッキまつり、東胆振物産まつり（10月）
- 街の彩灯（あかり）（12月）

近年開催された主なイベント

### 名産･特産品
苫小牧市が認定している特産品がある。
- ホッキ貝（ウバガイ）
- 苫小牧ホッキカレー
- ハスカップ
- よいとまけ

また、苫小牧市は味の大王の「とまこまいカレーラーメン」(カレーラーメン)を、文化庁の「100年フード」に申請し、認定されている。

### スポーツ
スポーツ都市
苫小牧市は1966年（昭和41年）に「スポーツ都市宣言」を行い、スポーツを通したまちづくりを積極的に行っている。市内にはスケートリンクを備えたスケートセンターが複数箇所あり、スケートやアイスホッケーが盛んとなっている。
スポーツマスター制度
1995年に導入。市内の学校や実業団に所属した苫小牧に深い縁を持つ著名なスポーツ選手をマスターに認定し1人につき年に市主催事業で1回・派遣事業2回まで実技指導や講演会に招聘している。これまで1995年に引木孝夫（アイスホッケー）・鈴木秀太（バスケットボール）・高沢秀昭（野球）、1996年に山中宏美（スピードスケート）、2000年に本間貞樹（アイスホッケー）、2016年に佐藤久佳（水泳）、2024年に大澤ちほ（アイスホッケー）が認定されている（2025年5月現在、活動中なのは佐藤と大澤のみ）。。

#### アイスホッケー
市内には子どもから大人まで多くのアイスホッケーチームがあり、市内ではアイスホッケーの試合が、年間およそ40大会600試合行われている。市内に本拠地を構え「アジアリーグアイスホッケー」参加チームであるレッドイーグルス北海道は、前身の王子製紙アイスホッケー部時代に「第3回全日本アイスホッケー選手権大会」で初優勝、「日本アイスホッケーリーグ」では通算13回、「アジアリーグアイスホッケー」では2度優勝している実績がある。また、「全国高等学校アイスホッケー競技選手権大会」（インターハイ）では、駒澤大学附属苫小牧高等学校が1994年（平成6年）から2002年（平成14年）まで大会9連覇、2004年（平成16年）から2008年（平成20年）まで大会5連覇をするなど30回優勝しており、北海道苫小牧東高等学校が10回、北海道苫小牧工業高等学校が7回優勝している。女子では『全日本女子アイスホッケー選手権大会』最多優勝記録を持つ道路建設ペリグリンも苫小牧を拠点に活動しており、強豪チームが揃っている。

#### 野球
駒大苫小牧高校が「全国高等学校野球選手権大会」（夏の甲子園）の「第86回大会」（2004年）・「第87回大会」（2005年）で大会2連覇を果たし、北海道初、東北以北としても初の甲子園大会優勝校の経歴を持っている（その後2022年に行われた第104回大会で、仙台育英学園高等学校（宮城）が東北地区の高校として初優勝）。2005年（平成17年）は甲子園大会に加えて「第60回国民体育大会」（晴れの国岡山国体）と「第36回明治神宮野球大会」でも優勝し、史上初の3冠を達成している。また、夏の甲子園3連覇がかかっていた「第88回大会」（2006年）では準優勝している(第88回全国高等学校野球選手権大会決勝も参照)。社会人ではかつて王子製紙苫小牧硬式野球部が存在し「北海道5強」の一角をなしていたが、王子製紙春日井に統合された。

#### スポーツチーム
| アイスホッケー - レッドイーグルス北海道 - 道路建設ペリグリン - トヨタシグナス | 野球 - オール苫小牧 | サッカー - ASC北海道 - トヨタ自動車北海道サッカー部 |

## 出身関連著名人

### 名誉市民
「名誉市民紹介」参照
- 篠田弘作（政治家。元衆議院議員）
- 西田信一（政治家。元参議院議員）
- 田中正太郎（政治家。初代苫小牧市長）
- 大泉源郎（政治家。第2代苫小牧市長）

### 出身人物
50音順

#### 政治・行政・経済
- 足立壽惠雄（実業家。元丸紅米国社長、元丸紅カナダ会社社長）
- 板谷実（政治家。第3代苫小牧市長・元北海道議会議員）
- 岩倉博文（政治家。苫小牧市長・元衆議院議員）
- 大泉源郎（政治家。第2代苫小牧市長）
- 加賀谷健[142]（政治家。元千葉県議会議員・元参議院議員）
- 進藤清貴（実業家。元王子ホールディングス社長、元日本製紙連合会会長）
- 鳥越忠行（政治家。第4代苫小牧市長）
- 東川孝（政治家。元千歳市長）

- 吉野準（官僚。第79代警視総監）
- 村中悠介（DMM.com最高執行責任者COO、EXNOA最高経営責任者CEO、シントトロイデン（ベルギーサッカー1部リーグ）会長、DMM VENTURESインベスター、インフラトップ取締役、ONE DAY DESIGN取締役COO、アビスパ福岡取締役）

#### 学術・文化
- 青山弘（アニメーション監督・アニメーション演出家）
- 伊藤仁（画家）
- 筧裕介（ソーシャルデザイナー、慶應義塾大学特任教授）
- 金子ハルオ（経済学者、東京都立大学・大妻女子大学名誉教授）
- 茅森早香（プロ麻雀士）
- 川田忠之（元ハドソン社員、ファミコン名人「川田名人」）
- 佐藤學（裁判官）
- 木元教子（評論家、元TBSアナウンサー）
- 工藤栄一（映画監督）
- 三部けい（漫画家）
- 田村秀（行政学者）
- 中村雅之（能楽プロデューサー、横浜能楽堂館長）
- 原田尚美（地球科学者）
- 三浦大輔（劇作家・演出家・映画監督・劇団「ポツドール」主宰者）
- 水谷龍二（演出家・劇作家・脚本家）
- 府元晶（ゲームライター）
- 堀井友徳（作曲家）

#### スポーツ
- 青木香奈枝（アイスホッケー選手。ソチオリンピック日本代表）
- 青木正則（元スピードスケート選手。オスロオリンピック日本代表）
- 荒城啓介（指導者。元アイスホッケー選手）
- 五十嵐元（バレーボール選手）
- 五十嵐充子（元アイスホッケー選手。長野オリンピック日本代表）
- 岩本裕司（指導者。元アイスホッケー選手。アイスホッケー世界選手権日本代表）
- 上田健人（騎手）
- 梅村礼（卓球選手）
- 大澤ちほ（アイスホッケー選手。ソチオリンピック日本代表）
- 尾野貴之（アイスホッケー選手）
- 垣原功（指導者。元アイスホッケー選手。札幌オリンピック代表）
- 加藤謙如（元プロ野球選手）
- 河端和哉（プロサッカー選手）
- 菊地絵理香（プロゴルファー）
- 清川和彦（アイスホッケー選手）
- 久慈修平（アイスホッケー選手。世界選手権日本代表）
- 久保英恵（アイスホッケー選手。ソチオリンピック日本代表）
- 坂上智子（アイスホッケー選手。ソチオリンピック日本代表）
- 桜井邦彦（元アイスホッケー選手。長野オリンピック・世界選手権日本代表）
- 佐々木一正（アイスホッケー選手。世界選手権日本代表）
- 佐藤久佳（競泳（自由形）選手）
- 佐野巧真（プロレスラー）
- 柴田誠也（元プロ野球選手）
- 神保貴宏（プロ野球選手）
- 菊地吏玖（プロ野球選手）
- 菅原和彦（元スピードスケート選手。オスロオリンピック日本代表）
- 杉沢明人（元アイスホッケー選手。長野オリンピック・世界選手権日本代表）
- 鈴木惠一（元スピードスケート選手。インスブルックオリンピック・グルノーブルオリンピック・札幌オリンピック日本代表。1970年世界スプリントスピードスケート選手権大会総合銀メダル。日本スケート連盟理事）
- 鈴木世奈（アイスホッケー選手。ソチオリンピック日本代表）
- 鈴木正樹（元スピードスケート選手。グルノーブルオリンピック・札幌オリンピック・インスブルックオリンピック日本代表）
- 瀬高哲雄（日光市議会議員。元アイスホッケー選手。世界選手権日本代表）
- 高嶌遥（アイスホッケー選手。アイスホッケー女子日本代表）
- 高西翔太（元プロレスラー）
- 田中碧（元女子プロ野球選手）
- チャールズ今井（元プロレスラー）
- T-Hawk（プロレスラー）
- 中奥梓（アイスホッケー選手。ソチオリンピック日本代表）
- 中村礼吉（元スピードスケート選手。ガルミッシュパルテンキルヒェンオリンピック日本代表）
- 丹羽孝希（卓球選手）
- 野中絵美（アイスホッケー選手。女子世界選手権日本代表）
- 開心那（スケートボード選手。東京2020オリンピック銀メダリスト）
- 藤沢和雄（調教師）
- 堀珠花（アイスホッケー選手。ソチオリンピック日本代表）
- 堀吉孝（元スピードスケート選手。コルティナダンペッツォオリンピック・スコーバレーオリンピック日本代表）
- 桝川浩司（元アイスホッケー選手。アイスホッケー日本代表）
- 間野直樹（元アイスホッケー選手。世界選手権日本代表）
- 三浦稜介（アイスホッケー選手）
- 水原一平（元プロ野球チーム英語通訳）
- 溝尾武夫（元スピードスケート選手。スコーバレーオリンピック日本代表）
- 宮下トモヤ（元総合格闘家）
- 三和太（プロレスラー）
- 矢内博（調教師。元騎手）
- 山内隆宏（バレーボール選手）
- 山縣優（プロレスラー）
- 山中武司（指導者。元アイスホッケー選手。長野オリンピック・世界選手権日本代表）

#### 芸能・マスコミ
- あいきけんた（ものまねタレント）
- 青山凌大（俳優。ジュノン・スーパーボーイ・コンテスト 第33回(2020年)準グランプリ）
- あさみ（元カントリー娘。メンバー）
- 一條恭輔（俳優）
- 伊藤多喜雄（民謡歌手・作曲家）
- 石川晴恵（フリーアナウンサー）
- 奥野瑛太（俳優）
- 柏木弘美（声優）
- 金澤有希（アイドルプロデューサー。元SUPER☆GiRLS、元GEM）
- SHOKICHI（EXILE、EXILE THE SECONDメンバー。元J Soul Brothers）
- 白船睦洋（ベーシスト）
- Softly（シンガーソングライター）
- 菅原厚（青森放送アナウンサー）
- 菅原卓磨（俳優）
- 中川尚（元北海道文化放送キャスター）
- PAPA B（レゲエミュージシャン）
- 引木愛（ミュージカル俳優、元バレエダンサー）
- 広瀬彩香（モデル。元ハスカップレディー・元レースクイーン）
- 堀江淳（シンガーソングライター）
- 松村和子（歌手）
- 三沢またろう（パーカッショニスト。元米米CLUB）
- 溝口真央（元ファッションモデル・元タレント）
- ホルスタイン・モリ夫（モリマン）
- 八木将康（劇団EXILE）
- 結樺健（K.D earth）（W）
- 涌井はるか（日本道路交通情報センター（JARTIC）北海道警察本部駐在スタッフ。元NHK契約キャスター）

### ゆかりのある人物
- 足立正（実業家。日本商工会議所名誉会頭。苫小牧に居住していた。）
- 五十嵐浩晃（歌手・シンガーソングライター。生まれは美唄市だが、のち苫小牧市に居住していた。）
- 鈴木章（化学者。ノーベル化学賞受賞。北海道苫小牧東高等学校出身）
- 高沢秀昭（元プロ野球選手。苫小牧市スポーツマスター[9]。苫小牧工業高等学校出身）
- 田中将大（プロ野球選手。駒澤大学附属苫小牧高等学校出身）
- 橋本聖子（政治家。日本スケート連盟会長・日本自転車競技連盟会長。アルベールビルオリンピック銅メダリスト。駒澤大学附属苫小牧高等学校出身）
- 本間貞樹（アイスホッケー選手。苫小牧市スポーツマスター[9]）
- 小檜山博 (作家。苫小牧工業高等学校出身)
- 馳星周 (作家。苫小牧東高等学校出身)

### マスコットキャラクター
- 苫小牧市公式キャラクター「とまチョップ」

2010年（平成22年）に市内の中学校で「将来の市長になろう」というテーマで模擬市長選挙が行なわれ、その中の1つに「『とま☆キャラプロジェクト』というキャラクターを使ってまちおこしをしよう」というものがあり、これが市長の目に留まった。そこで、キャラクターの図案を市内の小中学生で構成され、2011年（平成23年）1月に開かれた「第24回苫小牧市子ども会議」で4案作成した図案から最終的に1案を決定し、キャラクターの名称も「とまチョップ」に決まった。「子ども会議」で提案された原案を基に3候補を市内の小中学校や公共施設、夏のイベント『とまこまい港まつり』会場で市民投票によって選びキャラクターが決定した。投票結果は同年8月31日の市長記者会見にて発表し、投票総数37,170票のうち20,470票を獲得したキャラクターが、苫小牧市公式キャラクター「とまチョップ」として決定した。

## 苫小牧市を舞台にした作品
2011年（平成23年）に「とまこまいフィルムコミッション」が設立され、ロケーション撮影誘致に向けた取組みを行っている。

### 映画
- 『影武者』
- 『Love Letter』
- 『7/25（ななにぃご）』
- 『フリック』
- 『YUMENO』
- 『かな夏に跳ぶ』
- 『バッシング』
- 『幸福 Shiawase』
- 『愛の予感』
- 『スマイル 聖夜の奇跡』
- 『春との旅』
- 『のぼうの城』
- 『白鳥が笑う』[146]

### テレビドラマ
- 『Mother』
- 『鬼刑事 米田耕作 〜銀行員連続殺人の罠〜』
- 『潜入探偵トカゲ』
- 『いつかこの恋を思い出してきっと泣いてしまう』
- 『永遠のニシパ 〜北海道と名付けた男 松浦武四郎〜』

### アニメ
- 『僕だけがいない街』

### CM
- 富士重工業『New SUBARU Story』「宣言篇」「初めての雪篇」

### 楽曲
- 蒼彦太「カラオケ流し」
- 北川大介「そんな鴎の港町」
- 北島三郎「風雪ながれ旅」
- 中村美律子「女の旅路」
- 半田浩二「北の流浪」
- 氷川きよし「初恋列車」
- FIRE BALL「STAMINA PAPA」「FIRE BALLのテーマ w/YOYO-C」
- FLOW「Fiesta」
- 美咲じゅん子「ゆのみの花」
- 三田りょう「哀愁フェリー」
- 三山ひろし「さすらい港町」
- 吉田拓郎「落陽」
  - 歌詞は、作詞者の岡本おさみが苫小牧を訪れた際の実話に基づいて作られた。
  - 市民グループ「苫小牧落陽会」が設立されている[147][148]。

### ミュージック・ビデオ
- DAIGO☆STARDUST「デイジー」
- エレファントカシマシ「ズレてる方がいい」

### 書籍
- 伊藤明弘『ROWMAN GOES TO NORTH』
- 三部けい 『僕だけがいない街』[149]
- 野田サトル『スピナマラダ!』[150]
- 馳星周『雪炎』[151]
- 樋口大輔『GO AHEAD』